# Église Saint-Germain de Sacy-le-Grand
Pour les articles homonymes, voir Église Saint-Germain.
L'église Saint-Germain est une église catholique paroissiale située à Sacy-le-Grand, dans le département de l'Oise, en France. C'est un vaste édifice solidement construit, qui se démarque de la plupart des églises rurales tant par son ampleur que par l'ambition de son architecture. En même temps, sa structure est très complexe, et manque d'homogénéité stylistique du fait des nombreuses reconstructions partielles. Les travées qui flanquent le vaisseau central ne sont jamais analogues au nord et au sud. À l'origine, c'est une église romane de plan basilical, dont subsistent notamment les grandes arcades au nord de la nef. Les premiers remaniements et agrandissements interviennent au début du XIIIe siècle avec le large collatéral sud de la nef, et surtout le chœur, qui conserve ses deux voûtes de la première période gothique. Le réaménagement de sa grande baie orientale à la période flamboyante fait oublier sa réelle époque de construction en regardant depuis l'extérieur. Les parties les plus homogènes et les plus élégantes de l'église sont les deux travées du collatéral nord du chœur, qui sont de style gothique rayonnant tardif, et la deuxième travée du collatéral sud du chœur, qui est d'un style gothique flamboyant très pur. Du fait de l'adjonction de travées flamboyantes au nord de la dernière travée de la nef et au nord de la base du clocher, et de la reconstruction des grandes arcades au sud de la nef dans ce même style, c'est lui qui domine finalement, et il a aussi été retenu pour le voûtement d'ogives néo-gothique de la nef et du collatéral sud, au dernier quart du XIXe siècle. Grâce à la restauration assez radicale à cette époque, l'église dispose d'un clocher bâti en dur depuis 1870, et a traversé le XXe siècle sans trop se dégrader, mais le bas-côté nord roman a aussi perdu son authenticité. Depuis le 1er janvier 2018, l'église est affiliée à la paroisse Sainte-Maxence de Pont-Sainte-Maxence.

## Localisation
L'église Saint-Germain est située en France, en région Hauts-de-France et dans le département de l'Oise, à l'est du massif de Clermont et au nord du marais de Sacy-le-Grand, dans la commune de Sacy-le-Grand, au milieu du village, à l'angle des rues Gambetta (RD 10) et Étienne-Dolet. Le chevet donne immédiatement sur cette dernière rue. L'élévation septentrionale, la mieux dégagée, est séparée de la rue Gambetta par un espace vert municipal, qui abrite aussi le monument aux morts de la commune. De l'autre côté de la rue, se situent la place du marché et la mairie. Depuis la rue Gambetta, le portail occidental de l'église est desservie par une ruelle, qui est délimitée côté ouest par un mur. En s'élargissant, cette voie passe ensuite devant l'élévation méridionale, et laisse ainsi de la place pour un petit parking. Celui-ci est délimitée par de diverses constructions du côté sud. Par manque de recul, il n'est pas possible d'apprécier l'élévation sud, et encore moins la façade, dans leur intégralité.

## Historique

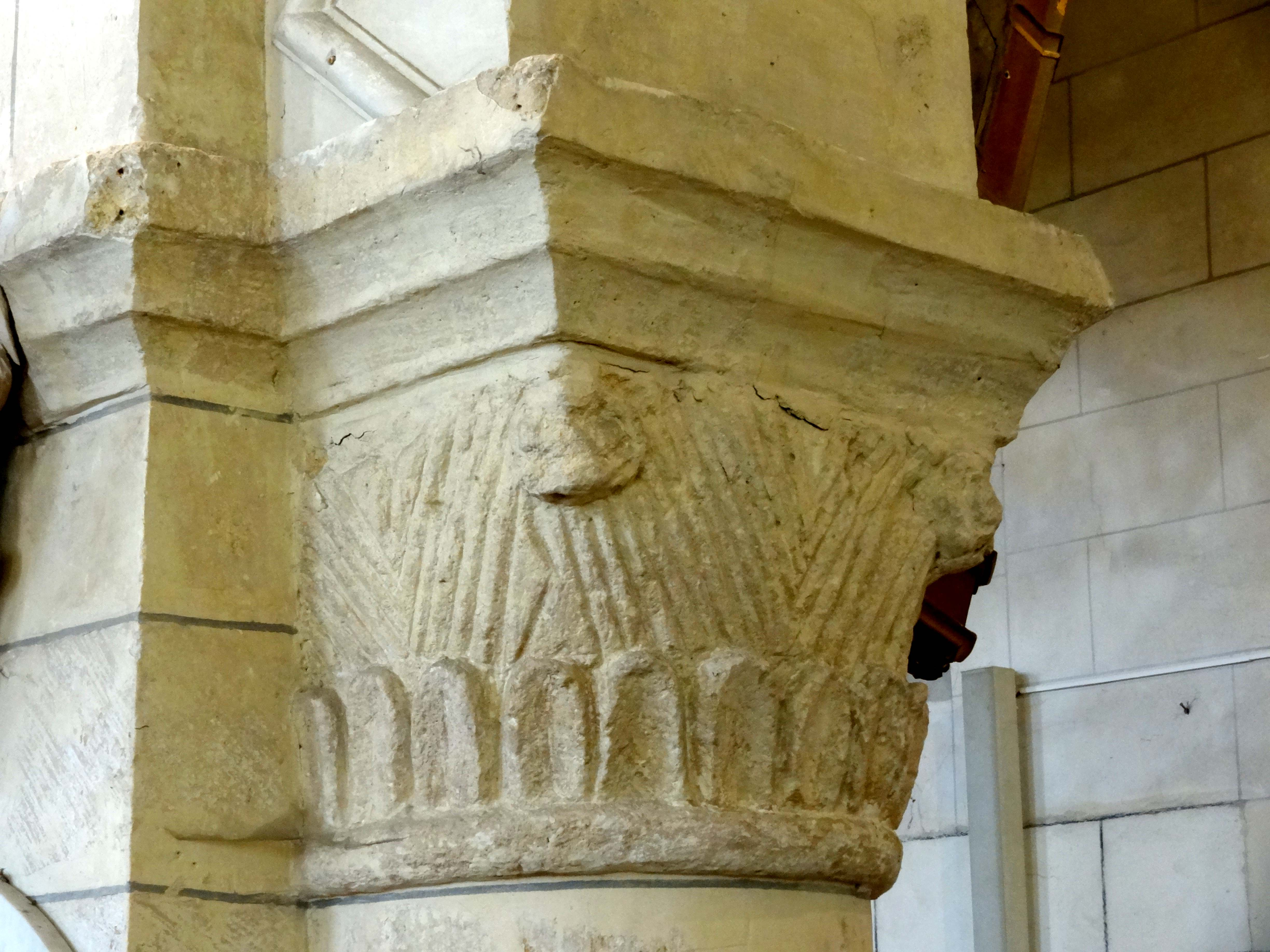
Chapiteau à gauche de la 3e grande arcade du nord.

Les premières mentions écrites de la commune remontent au milieu du VIIIe siècle (Saciacum en 750). La date de fondation de la paroisse n'est pas connue. Aucun auteur ne précise si son église est dédiée à saint Germain de Paris ou saint Germain d'Auxerre. Au milieu du XIIIe siècle encore, Sacy-le-Grand fait partie du domaine royal. Par son testament de 1269, le roi Saint-Louis laisse Sacy-le-Grand à son fils Robert de Clermont, et le village est érigé en châtellenie du bailliage et comté de Clermont. Dès le mois d'août 1281, le comte Robert donne quelques biens à l'abbaye Saint-Lucien de Beauvais, qui lui abandonne en échange tous ses droits sur Sacy. Sous l'Ancien Régime, la paroisse relève du doyenné de Pont-Sainte-Maxence, de l'archidiaconé de Breteuil, et du diocèse de Beauvais. Le collateur de la cure est l'évêque de Beauvais. Sacy-le-Grand est aujourd'hui affilié à la paroisse Saint-Thomas-More de Nointel, qui fonctionne en commun avec la paroisse Sainte-Maxence de Pont-Sainte-Maxence, et des messes dominicales anticipées y sont célébrées généralement un samedi sur deux.

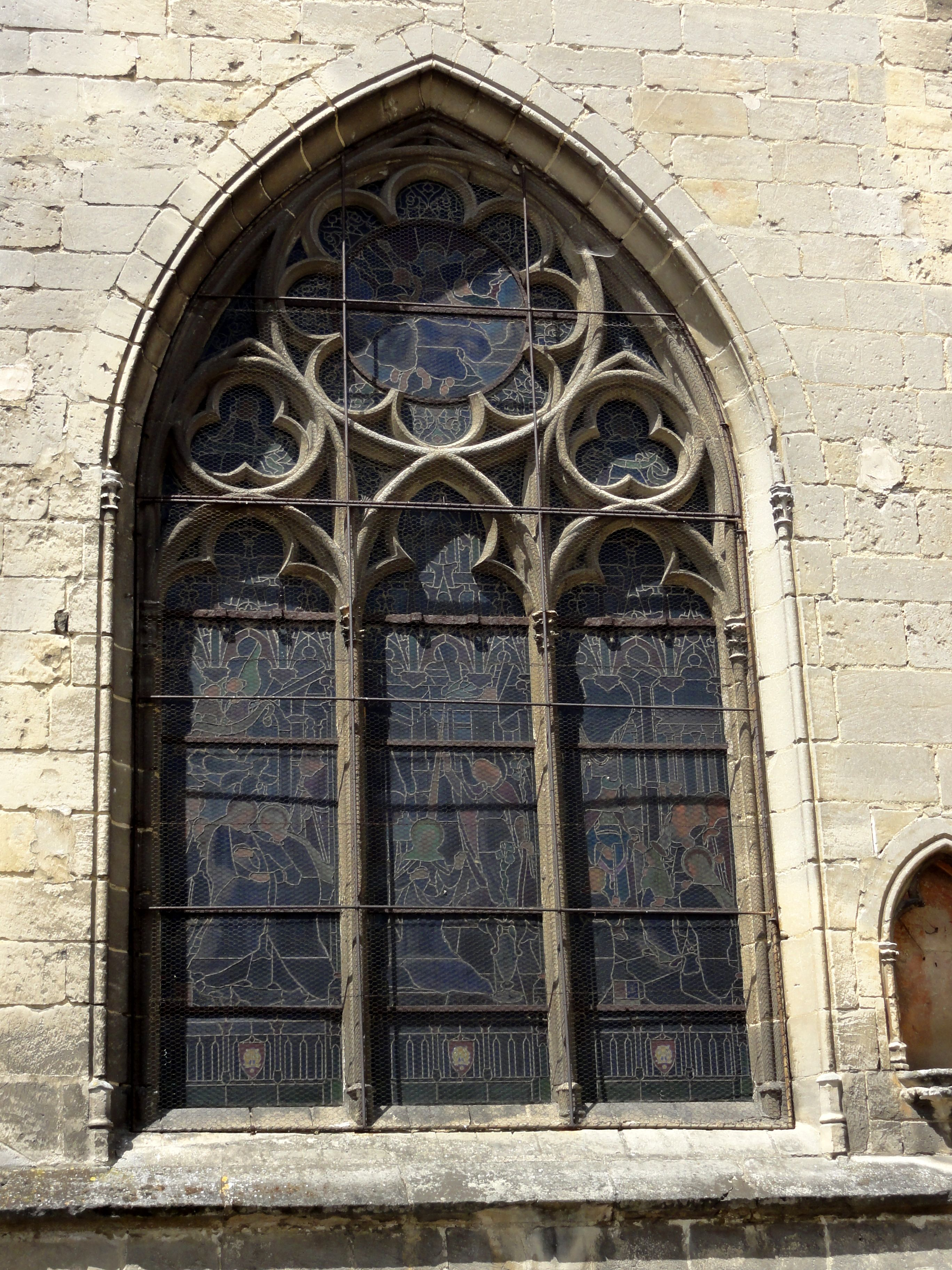
Baie du chevet du collatéral nord (fin XIIIe / XIVe).

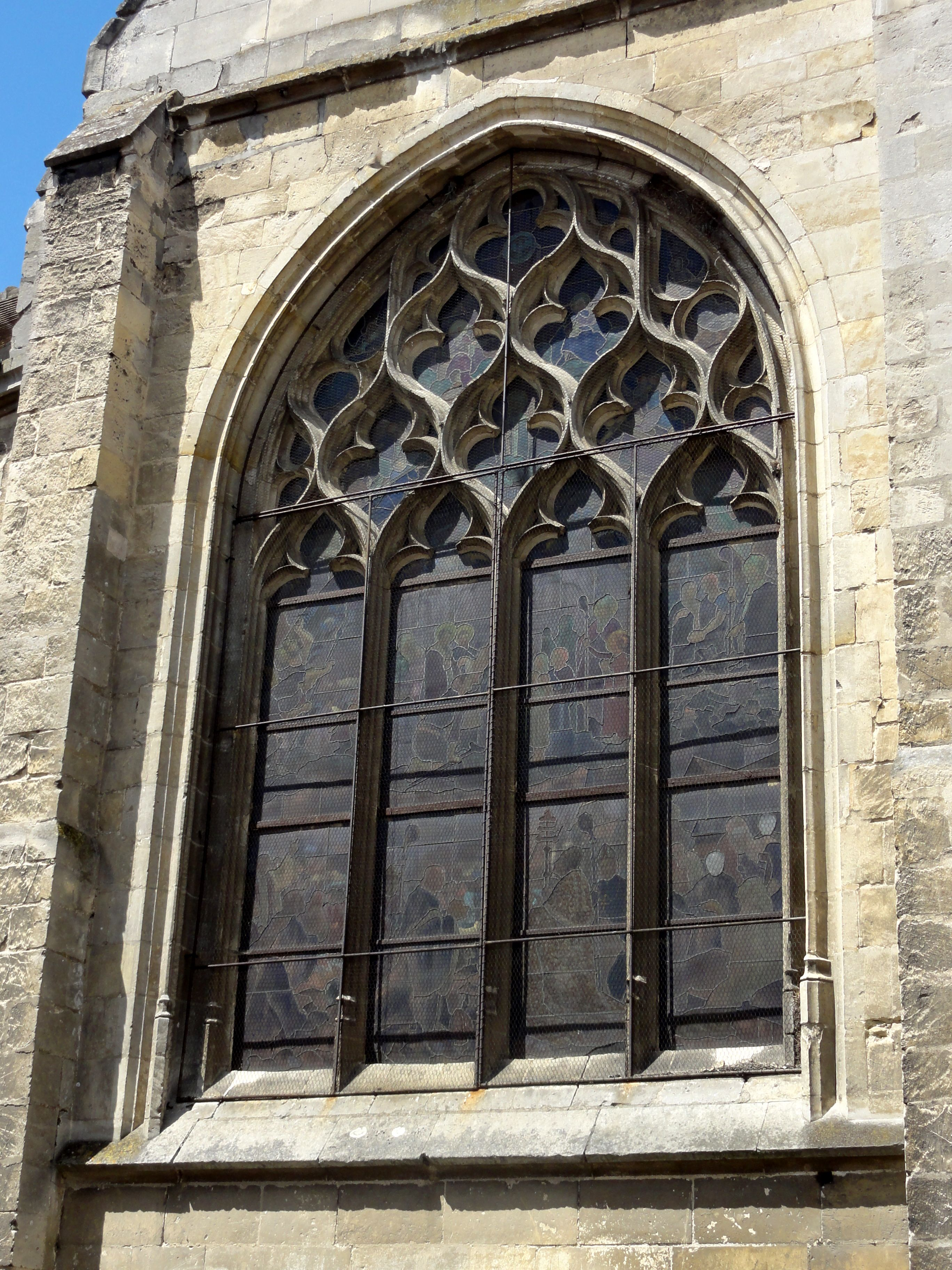
Baie d'axe du chevet (fin XVe / début XVIe).

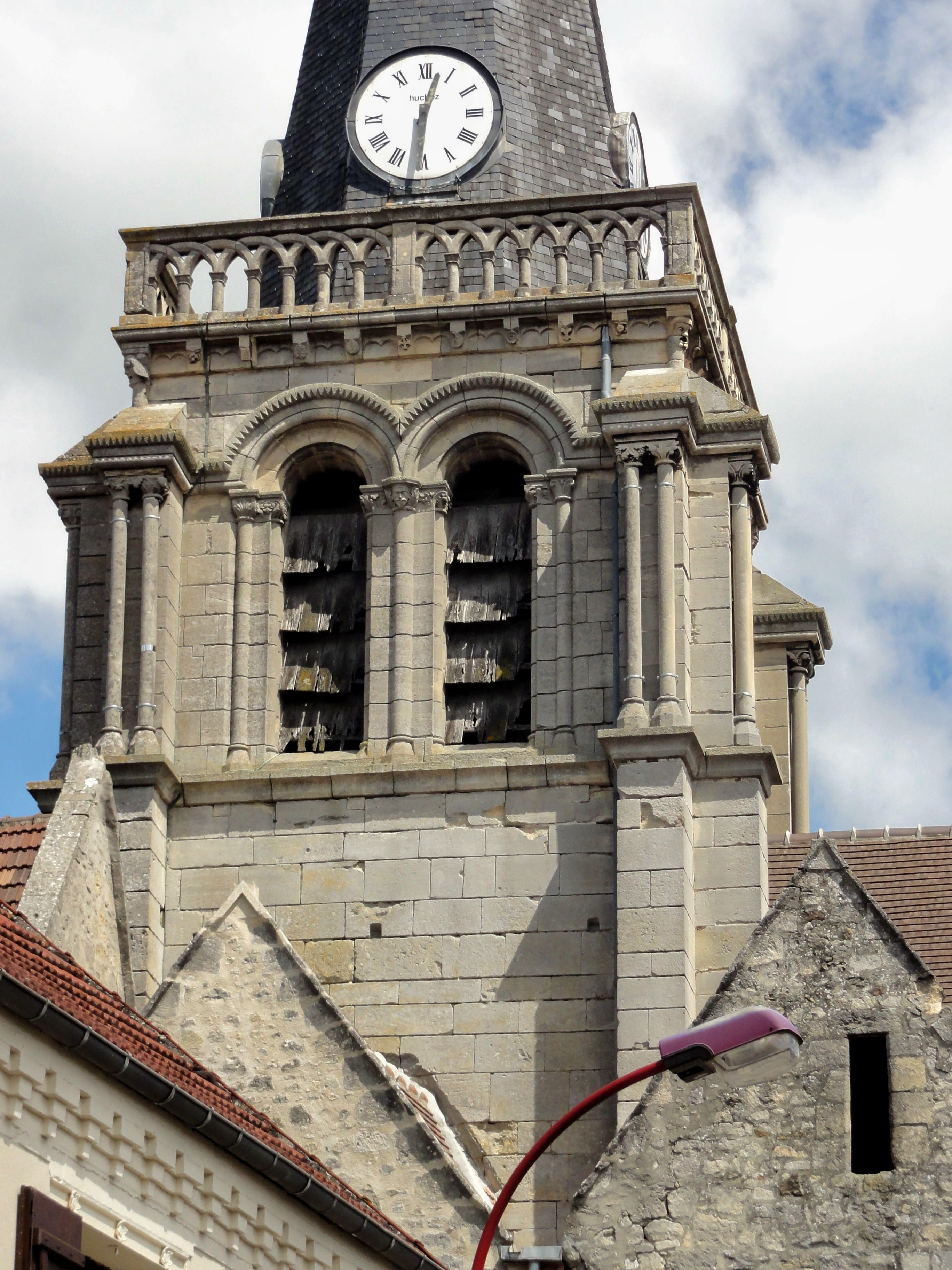
Clocher néo-roman ou néo-gothique, côté sud.

L'église Saint-Germain est un vaste édifice d'une structure complexe et irrégulière, mais d'une facture globalement élégante et soignée, quelle que soit la période de construction des différentes travées. Ses dimensions généreuses sont susceptibles d'être en lien avec la vocation de Sacy-le-Grand de chef-lieu d'une châtellenie. Les différentes parties de l'église actuelle sont datables approximativement grâce à l'analyse archéologique. Seulement deux dates précises sont connues (voir ci-dessous). À l'origine de l'église actuelle, est une église de plan basilical du dernier quart du XIe siècle, qui est vraisemblablement déjà munie d'un transept. En effet, l'on aperçoit encore un rang de billettes sur le croisillon sud, ornement roman primitif, que l'abbé Amédée Beaudry (cité d'après Marie-Élisabeth et Léon Houdart) signale également sur la façade occidentale. En plus, l'appareil est en opus spicatum, souvent considéré comme marque d'ancienneté. Les vestiges les plus éloquents de l'église romane sont toutefois les grandes arcades au nord de la nef, que Dominique Vermand rapproche de Berneuil-sur-Aisne, Villers-Saint-Paul, et de la première nef de Saint-Leu-d'Esserent, connue seulement par des fouilles archéologiques. Les murs extérieurs du bas-côté sont également romans. Alors que Sacy-le-Grand fait encore partie du domaine royal, mais avant le règne de Saint-Louis, l'église est dotée d'une nouvelle base de clocher (dont ne reste plus que la voûte), d'un nouveau chœur gothique de deux travées, et d'une chapelle latérale au sud de la première travée (peut-être aussi au sud de la deuxième travée). L'on ignore tout sur le clocher de cette époque, qui pouvait toutefois ressembler au clocher actuel. Le croisillon sud roman est voûte d'ogives, mais sa voûte est remaniée ultérieurement. Puis, une fois que Sacy-le-Grand est devenu le siège d'une châtellenie, le collatéral nord du chœur est bâti dans le style gothique rayonnant tardif, et la dernière travée du collatéral sud de la nef reçoit une nouvelle fenêtre à remplage du même style.
Après la guerre de Cent Ans, l'église est en partie reconstruite et profondément remaniée dans le style gothique flamboyant. Les travaux commencent à la fin du XVe ou au début du XVIe siècle avec la reconstruction totale de la dernière travée du collatéral sud du chœur, où l'on trouve l'unique voûte du style flamboyant à son apogée que possède l'église, et le réaménagement de la baie d'axe du chevet, qui est munie d'un remplage fortement ramifié. Les ogives et arcs-doubleaux du croisillon sud sont seulement retaillés, de même que la première grande arcade du sud du vaisseau central du chœur, mais en préservant ses chapiteaux. Cette remise au goût du jour s'insère certainement dans le contexte de la reprise en sous-œuvre des piles du clocher, à la croisée du transept. Leur fort diamètre ne se justifie guère que par la présence d'un clocher bâti en dur à cette époque. Mais en 1837, Louis Graves ne trouve plus qu'un court clocher en charpente. La voûte du début du XIIIe siècle est conservée, et les arcades latérales sont retaillées, tandis qu'au moins le rouleau inférieur des doubleaux perpendiculaires est réappareillé. En même temps que l'on consolide ainsi la croisée du transept, l'on prévoit une reconstruction de la nef. Elle ne va pas plus loin que jusqu'au remplacement des grandes arcades du sud et le remplacement de la dernière grande arcade et demi du bas-côté nord par une seule arcade plus grande. Le reste du bas-côté nord roman échappe finalement à la démolition, et par conséquent, la nef demeure recouverte d'une charpente lambrissée. C'est aussi le cas du collatéral sud. Enfin, sous une troisième campagne au milieu du XVIe siècle, la nouvelle travée du collatéral nord, le croisillon nord et la chapelle qui le dédouble du côté nord sont achevés et voûtés d'ogives dans un style flamboyant tardif qui annonce la transition vers la Renaissance, et Louis Graves a trouvé la date de 1554 sur la niche du contrefort nord-ouest. En jugeant d'après les réseaux des fenêtres, les murs extérieurs semblent toutefois se rattacher à la campagne précédente.
L'irrégularité de la nef permet d'affirmer que l'église reste inachevée par rapport au projet de la période flamboyante. C'est au moins l'avis du conseil de fabrique sous le Second Empire. Or, la conscience pour la valeur du patrimoine architectural s'est renforcée depuis le début du XIXe siècle, et il n'est plus envisageable de démolir des constructions romanes dotées d'un certain caractère. La première étape des travaux alors engagés est le remplacement du modeste clocher en charpente par une tour néo-gothique. Dans ses grands traits, sa disposition est fidèle à l'architecture de la région au début du XIIIe siècle, mais de nombreux détails et notamment le couronnement des murs par une balustrade trahissent sa réelle époque. La nouvelle flèche est achevée en 1870. Le porche du portail latéral sud du début du XIIIe siècle est « très réparé » selon Lucien Charton, ou plutôt carrément rebâti dans le goût néo-gothique. Les travaux portant sur l'aménagement intérieur ne sont lancés qu'après la guerre franco-allemande de 1870 / 1871, et terminés avant la fin du XIXe siècle. Ils concernent le voûtement d'ogives de la nef, du collatéral sud et du bas-côté nord roman. Le rapprochement avec l'église de Nointel permet de conclure à des voûtes en briques creuses et plâtre, système Colas, comme on les trouve également à Labruyère et Maimbeville. En ce qui concerne le bas-côté, l'intervention est regrettable, car anéantissant tout son caractère. De surcroît, les fenêtres de la deuxième et de la troisième travée sont aveuglées par l'adjonction d'un bâtiment de service. Il cache également la majeure partie du bas-côté à l'extérieur, et dès 1968, Lucien Charton annonce qu'il soit question de le démolir. Ce n'est toujours pas chose faite. À la fin du XIXe siècle, les baies occidentales de la nef et du collatéral sud sont agrémentées de remplages de type gothique rayonnant, cette fois-ci sans écart stylistique, et toutes les fenêtres de l'église sont munies de vitraux polychromes.

## Description

### Aperçu général

Plan de l'église.

Régulièrement orientée, avec une légère déviation de l'axe vers le sud-est du côté du chevet, l'église Saint-Germain répond à un plan irrégulier à trois vaisseaux. Elle se compose d'une nef de quatre travées accompagnée d'un bas-côté au nord des trois premières travées, et ce collatéraux voûtés presque à la même hauteur au nord de la dernière travée ainsi qu'au sud ; d'une base de clocher, en même temps croisée de transept, dans l'axe de la nef ; de deux croisillons, dont celui du sud est plus bas, et d'on celui du nord est dédoublé d'une chapelle ; et d'un chœur de deux travées accompagné de deux collatéraux, les trois terminés par un chevet plat. Une sacristie jouxte le croisillon sud et la première travée du collatéral sud du chœur, une tourelle d'escalier cylindrique flanque l'angle nord-ouest de la chapelle, et un annexe de faible largeur borde la deuxième et la troisième travée du bas-côté nord. Le vaisseau central est de même hauteur et de même largeur sur toute sa longueur. Il se rétrécit seulement légèrement dans la croisée du transept. Au nord, le bas-côté est très étroit. Les quatre travées suivantes sont de même hauteur et de même largeur. Au sud, les quatre premières travées ont les mêmes dimensions. Ici, ce sont les trois dernières travées qui sont moins larges et moins élevées. Il y a trois grandes arcades et demi pour les trois premières travées de la nef, et le mur gouttereau du collatéral sud de la nef comporte cinq travées, pour quatre grandes arcades. Seules les trois premières travées de la nef sont à deux niveaux d'élévation, avec l'étage des grandes arcades et un étage de murs hauts aveugles. Dans le reste du vaisseau central, les murs hauts ne représentent que la cinquième part de la hauteur des élévations (nef), ou les trois quarts (croisée du transept, chœur côté nord), ou au maximum un peu moins qu'un tiers (chœur côté sud). L'ensemble de l'église est voûté d'ogives, mais dans la nef, ses collatéraux et le bas-côté nord, il ne s'agit que de voûtes factices en matériaux légers, de la fin du XIXe siècle. Les voûtes du collatéral nord de la dernière travée de la nef et de la chapelle du croisillon nord, dédiée à Saint-Joseph, sont agrémentées de liernes. La voûte du croisillon nord est à liernes et tiercerons. L'on accède à l'église par le portail occidental de la nef, ou par un portail latéral abrité sous un porche néo-gothique dans la quatrième travée du collatéral sud.

### Intérieur

#### Nef et bas-côté nord roman

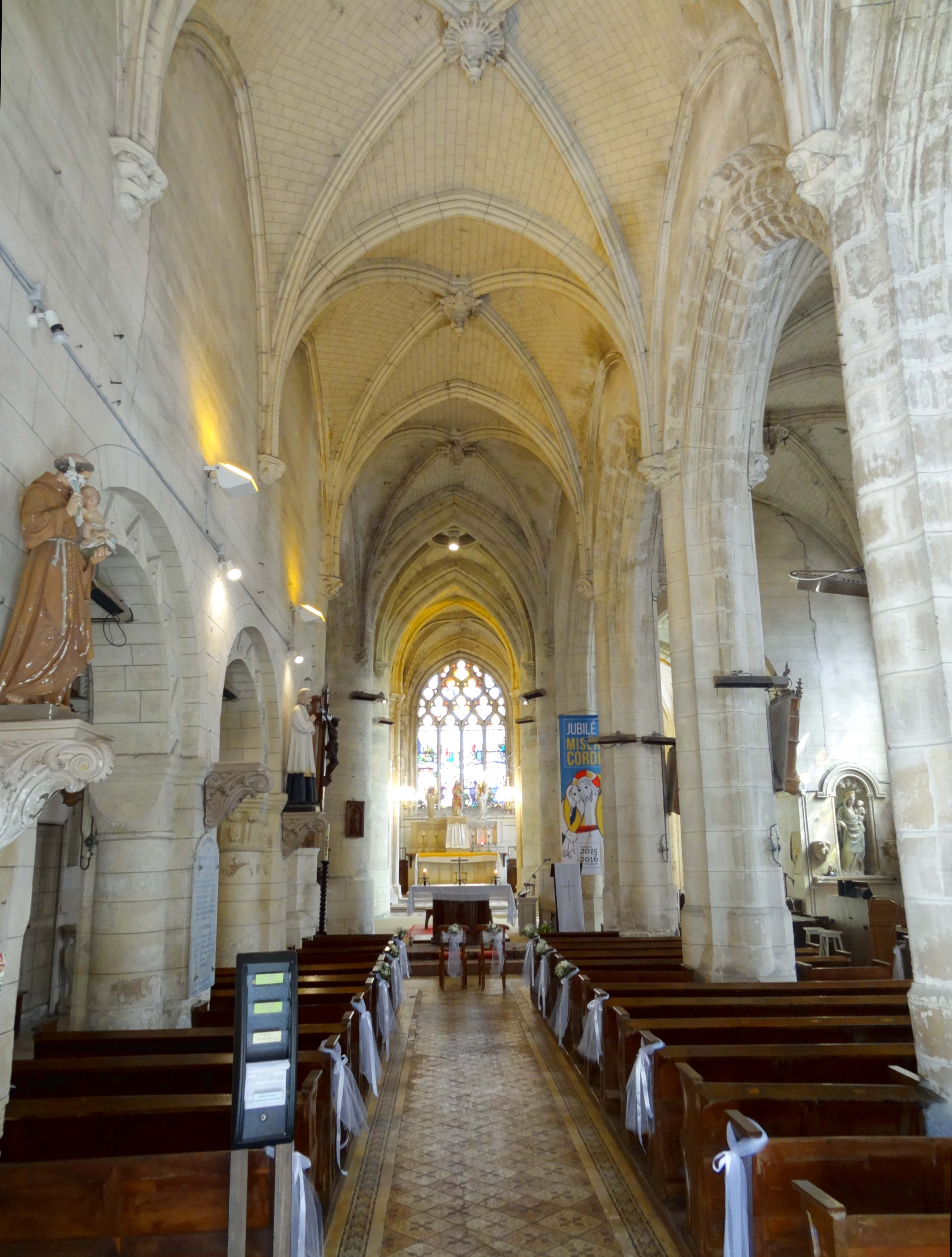
Nef, vue vers l'est.

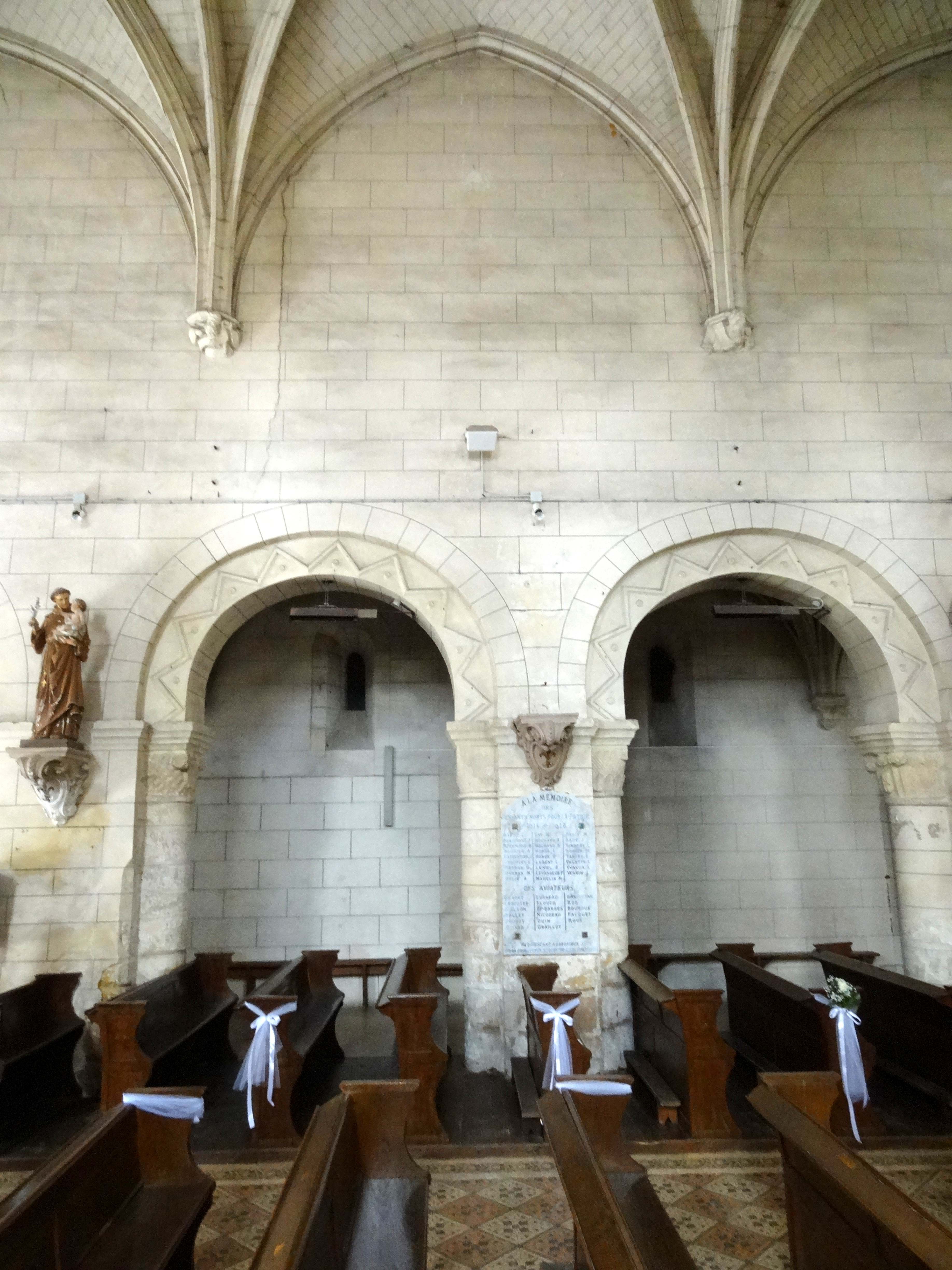
Élévation nord.

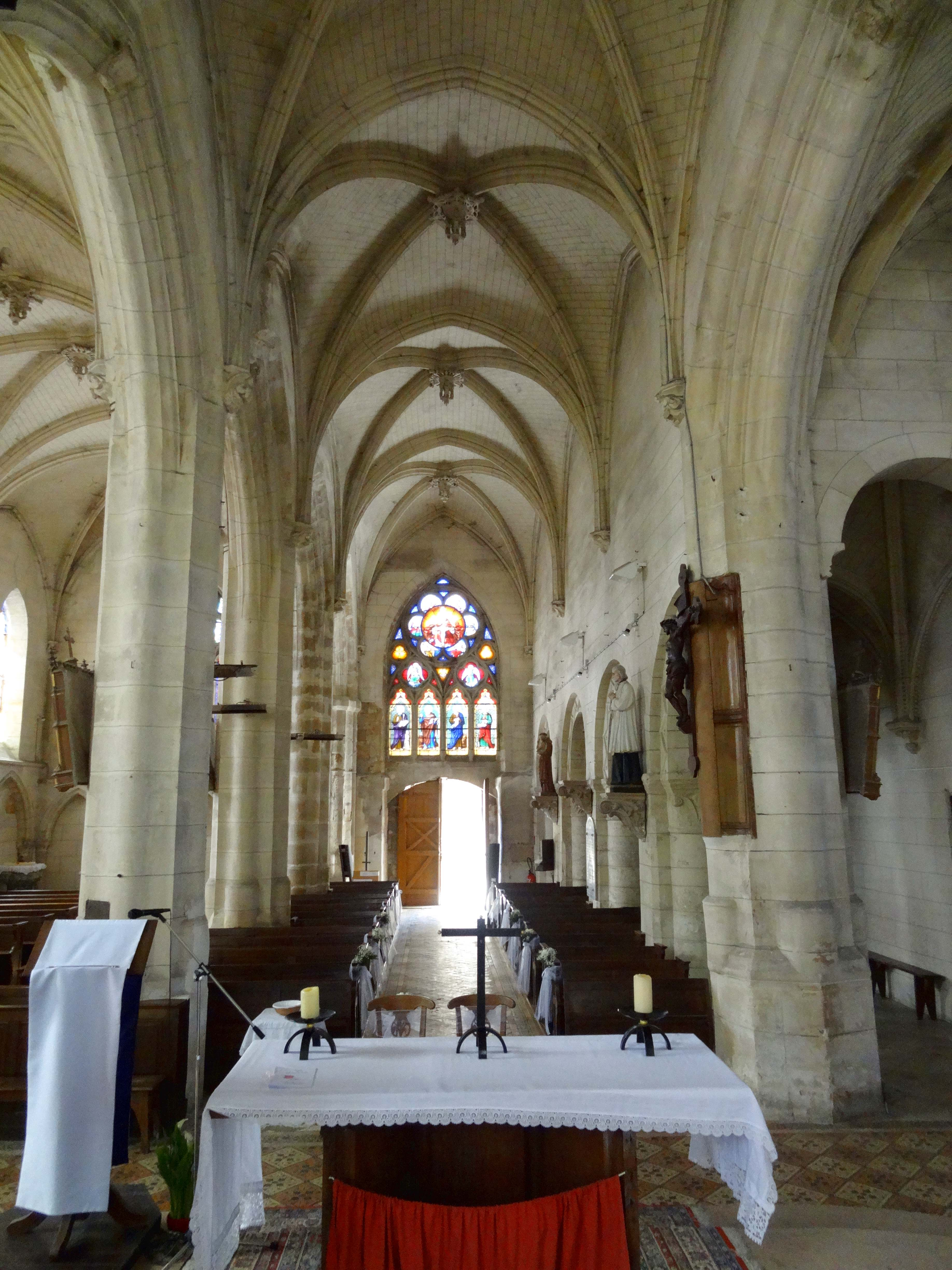
Nef, vue vers l'ouest.

Se développant initialement sur cinq travées en longueur, et toujours plus que deux fois plus élevée que large malgré son voûtement d'ogives, qui va au détriment de la hauteur sous plafond, la nef est de proportions élancées. À l'instar de toutes les nefs basilicales romanes de la région, elle était munie de fenêtres hautes au-dessus des grandes arcades. Eugène Woillez les a toujours trouvées en place au cours des années 1840. Puisque celles-ci n'occupent que la moitié de la hauteur des murs gouttereaux, conformément à l'usage, il aurait été possible de les conserver sans aucun inconvénient, mais nef et bas-côté nord ont été pourvues d'une toiture commune dans le cadre de la reconstruction flamboyante, et ces fenêtres donneraient aujourd'hui sur les combles. La restauration du dernier tiers du XIXe siècle, aussi lourde qu'elle fut, ne toucha pas à la charpente, et effaça les traces des baies à l'intérieur de la nef. Il fut entièrement badigeonné de blanc et décoré en faux-appareil. Restent les grandes arcades en cintre légèrement surhaussé (de 15 cm comme le précise Eugène Woillez). Elles sont à double rouleau et à arêtes vives, et retombent sur des tailloirs carrés profilés d'un méplat et de deux ou trois facettes concaves. Ce profil donne à penser que les tailloirs ont été retaillés à la période flamboyante, de la même manière que les ogives du croisillon sud, et les grandes arcades de nombreuses autres églises. Les tailloirs ou impostes du rouleau supérieur sont directement engagés dans les pans de mur qui forment les piliers rectangulaires. Les tailloirs du rang de claveaux inférieur sont portés par les chapiteaux de colonnes sans bases.
Comme le souligne Dominique Vermand, cette disposition rappelle Berneuil-sur-Aisne et Villers-Saint-Paul, mais dans cette dernière église, les arcades sont déjà en tiers-point. Les nefs basilicales sont rares dans la région, et plus encore celles avec colonnettes à chapiteaux, car à Breuil-le-Vert, Cinqueux, Montmille, Rhuis, Saint-Rémy-l'Abbaye et Sarron, les piliers sont simplement carrés ou rectangulaires. C'est ce qui fait la valeur des vestiges de la nef romane de Sacy-le-Grand. Également intéressants sont les sept gros chapiteaux. Sur la première grande arcade, l'on trouve des curieuses volutes d'angle évidées, des stries diagonales, et un rang de petits godrons. Ce même motif revient à gauche de la troisième grande arcade. Sur la deuxième grande arcade, le chapiteau de gauche affiche des volutes d'angle, un treillis de lignes diagonales, qui entre dans la catégorie des effets de vannerie, et deux chats plus gravés que sculptés, côté intrados. Le chapiteau de droite est simplement épannelé. À droite de la troisième arcade, trois bourgeons évoquant presque la sculpture gothique du XIIIe siècle se détachent devant des feuilles plates, ainsi qu'une tête stylisée. Ces deux derniers chapiteaux sont particulièrement originaux. Tout à fait conventionnel est celui à gauche de la quatrième arcade, où une petite tête stylisée s'insère entre deux feuilles plates à volutes d'angle. Ces chapiteaux évoquent les grandes arcades du nord de Morienval (dernier quart du XIe siècle), mais la sculpture est d'une facture plus rustique. Toujours sur le plan de la décoration des grandes arcades, l'on doit signaler le décor du rang de claveaux supérieur, côté nef. Il s'agit d'un rang de besants et d'un rang de bâtons brisés, mais l'authenticité de cet ornement, qui n'existe dans la même forme dans aucune autre église du département, est à vérifier. Eugène Woillez n'en fait du reste aucune mention. Quant au bas-côté, ses derniers éléments romans, en plus des grandes arcades, sont les petites fenêtres en plein cintre fortement ébrasées.
De la reconstruction flamboyante, l'on retient les grandes arcades du sud avec leurs piliers, et la dernière grande arcade du nord, identique. La fenêtre occidentale et les voûtes avec leurs culs-de-lampe sont néo-gothiques. Les piles occidentales du clocher appartiennent à la campagne de construction de la croisée du transept (voir ci-dessous). Au nord, la grande arcade flamboyante de la nef se fond directement dans la grosse pile cylindrique. Au sud, c'est également le cas, mais le piédroit occidental prend la forme des piliers intermédiaires des grandes arcades du sud. Il semble donc que la grande arcade du nord ait été ébauchée au moment de la reprise des piles du clocher, et que la grande arcade du sud y ait été accolée après l'achèvement de la pile. La réduction du nombre de travées de cinq à quatre est motivée par le souci d'éviter des voûtes d'un plan barlong trop prononcé. La suppression du deuxième niveau d'élévation à la faveur de grandes arcades plus élancées fut aussi le parti pris à Montjavoult et Saint-Clair-sur-Epte, à chaque fois du côté sud. À Clermont, l'on supprima le triforium du côté sud, dans le même contexte. Le résultat envisagé est certainement une nef voûtée d'ogives, comme le laissent entendre les piliers ondulés avec des renflements pour recueillir les nervures des hautes-voûtes, même si l'architecte néo-gothique a opté pour des culs-de-lampe (contrairement à ses confrères chargés du voûtement néo-gothique de la nef de Maimbeville, qui avait mieux compris l'architecture flamboyante). À l'instar de Pont-Sainte-Maxence, les collatéraux devaient pratiquement atteindre la hauteur du niveau central, ce qui assure un effet de légèreté et fait oublier l'absence de fenêtres hautes. Il n'y a cependant pas d'autre analogie avec l'église qui est le siège du doyenné dont dépend Sacy-le-Grand.
Les grandes arcades flamboyantes accusent un profil complexe. L'on peut considérer qu'il se compose de trois rangs de claveaux. Le rouleau supérieur est mouluré d'une doucine, et le rouleau médian, d'un quart-de-rond. Ces moulures indiquent la période flamboyante tardive, et sont encore fréquentes à la Renaissance. Un ressaut sépare le rouleau médian du rouleau inférieur. Celui-ci affiche une doucine de face, et un boudin formé par une double doucine dans l'intrados. Les boudins de ce type apparaissent sur la plupart des grandes arcades flamboyantes du XVIe siècle dans la région. Ils sont souvent nettement plus épais, et le remportent sur l'envergure des autres moulures. Leur avantage est la compatibilité avec les piliers ondulés, également très répandus à la même époque, et dont les ronflements sont également en double doucine. Les arcades peuvent ainsi directement pénétrer dans les piliers, ce qui favorise la fluidité des lignes. L'absence de tailloirs et chapiteaux est toutefois souvent aperçu comme une dégénérescence de l'architecture gothique au XIXe siècle, ce qui motive peut-être le recours aux culs-de-lampe « sculptés » (en fait en staff issus de fabrications en série)  pour compenser cette supposée lacune. Les grandes arcades ne sont pour autant pas entièrement dépourvues de décor sculpté. À titre exceptionnel, leur clé d'arc côté nef arbore une tête humaine sculptée en bas-relief ou une console sculptée de feuillages. Une frise sculptée était peut-être prévu sur le pilier engagé dans le mur occidental, qui s'épaissit au niveau de sa dernière assise. — Si le profil des grandes arcades est plutôt une création originale, les piliers appartiennent à un type recensé dans le Vexin français (Guiseniers, Jambville, Lierville, Notre-Dame-de-l'Isle, Oinville-sur-Montcient et Vaudancourt). Ils sont à quatre renflements, séparés par autant d'arêtes saillantes. Selon Monique Richard-Rivoire, les arêtes permettent d'obtenir un effet de brisure de lumière beaucoup plus heureux qu'avec les piliers ondulés ordinaires.

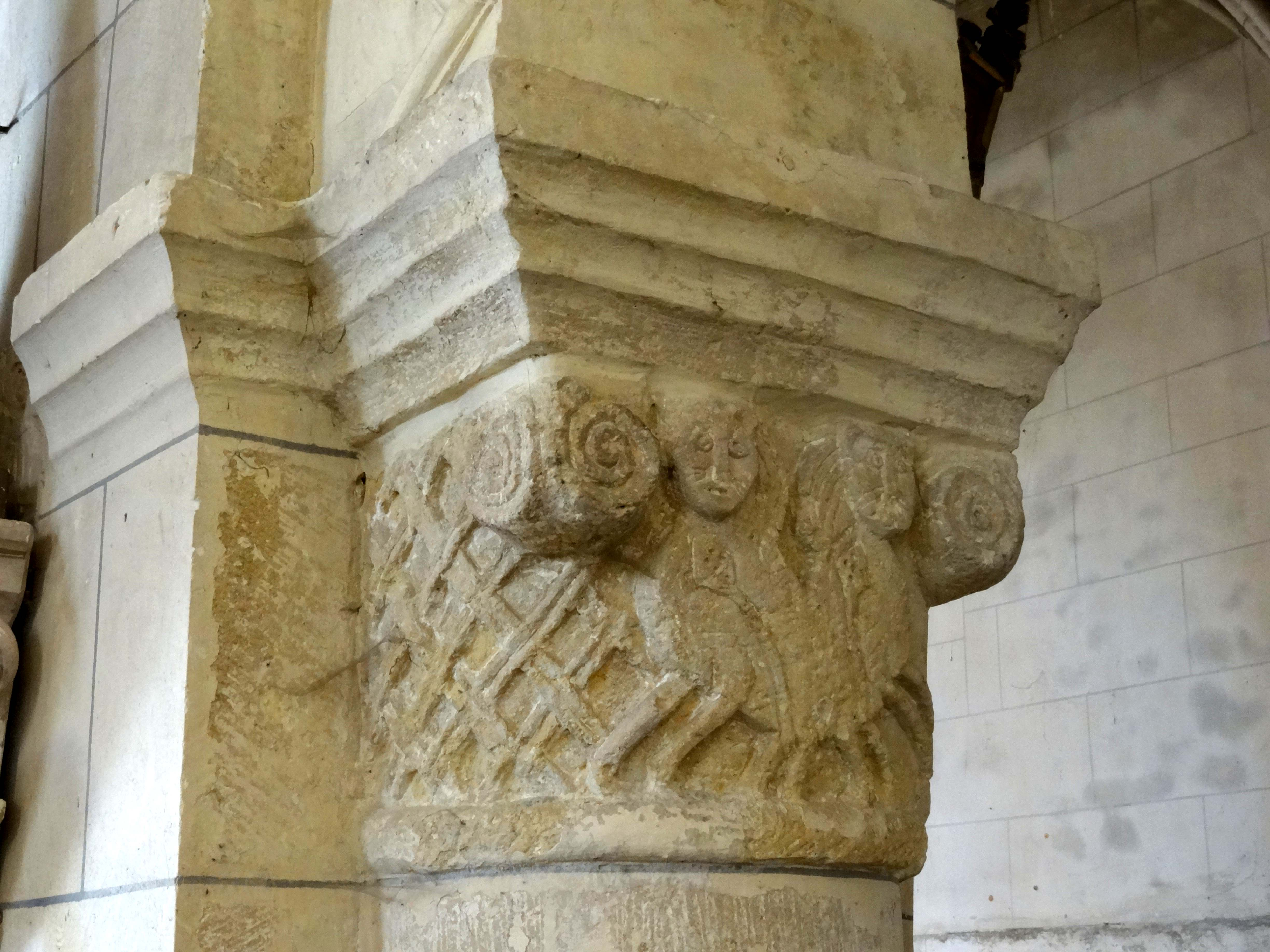
Chapiteau à g. de la 2e grande arcade du nord
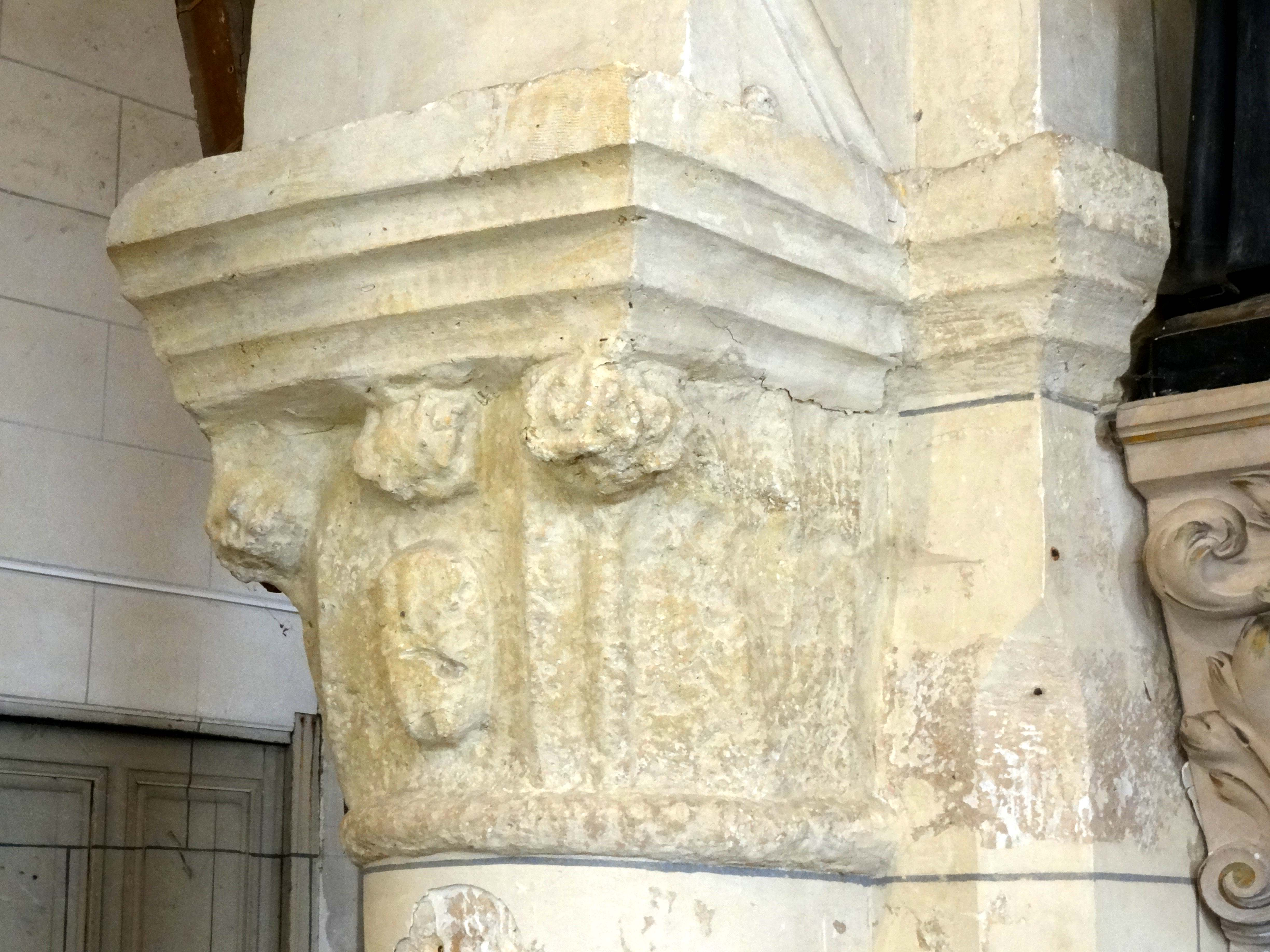
Chapiteau à dr. de la 3e grande arcade du nord.
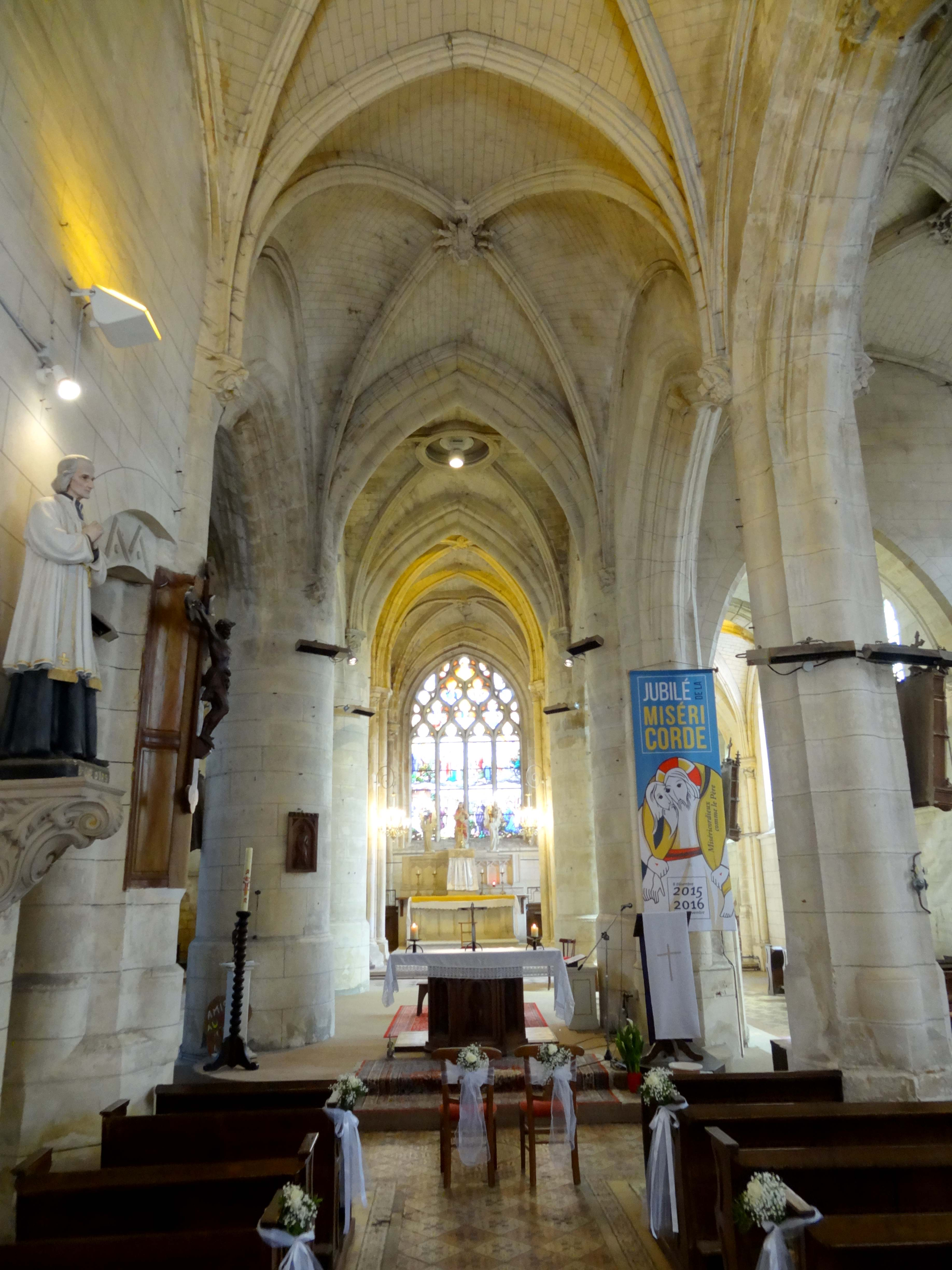
Nef, 3e travée, vue vers l'est.
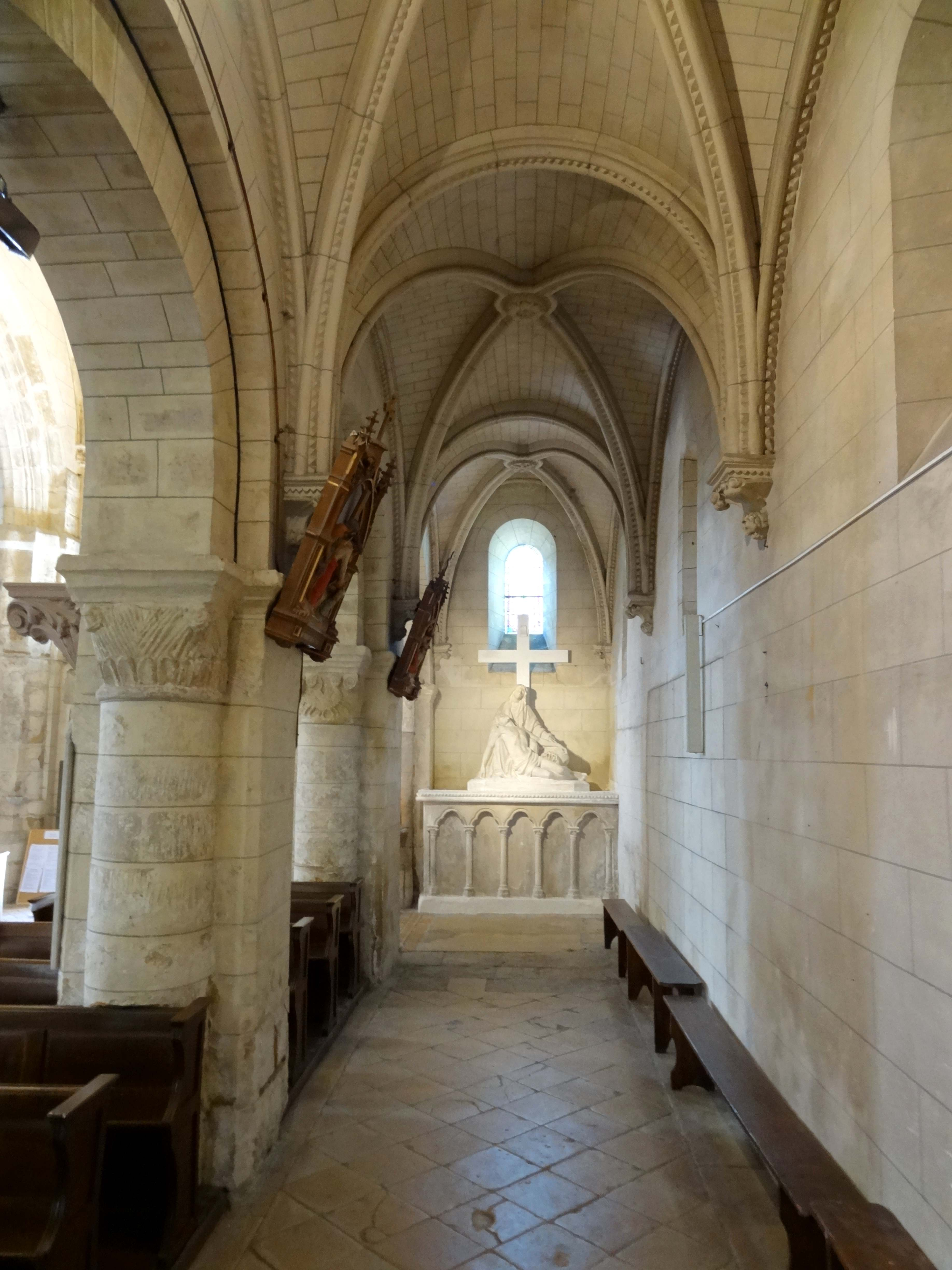
Bas-côté nord, vue vers l'ouest.
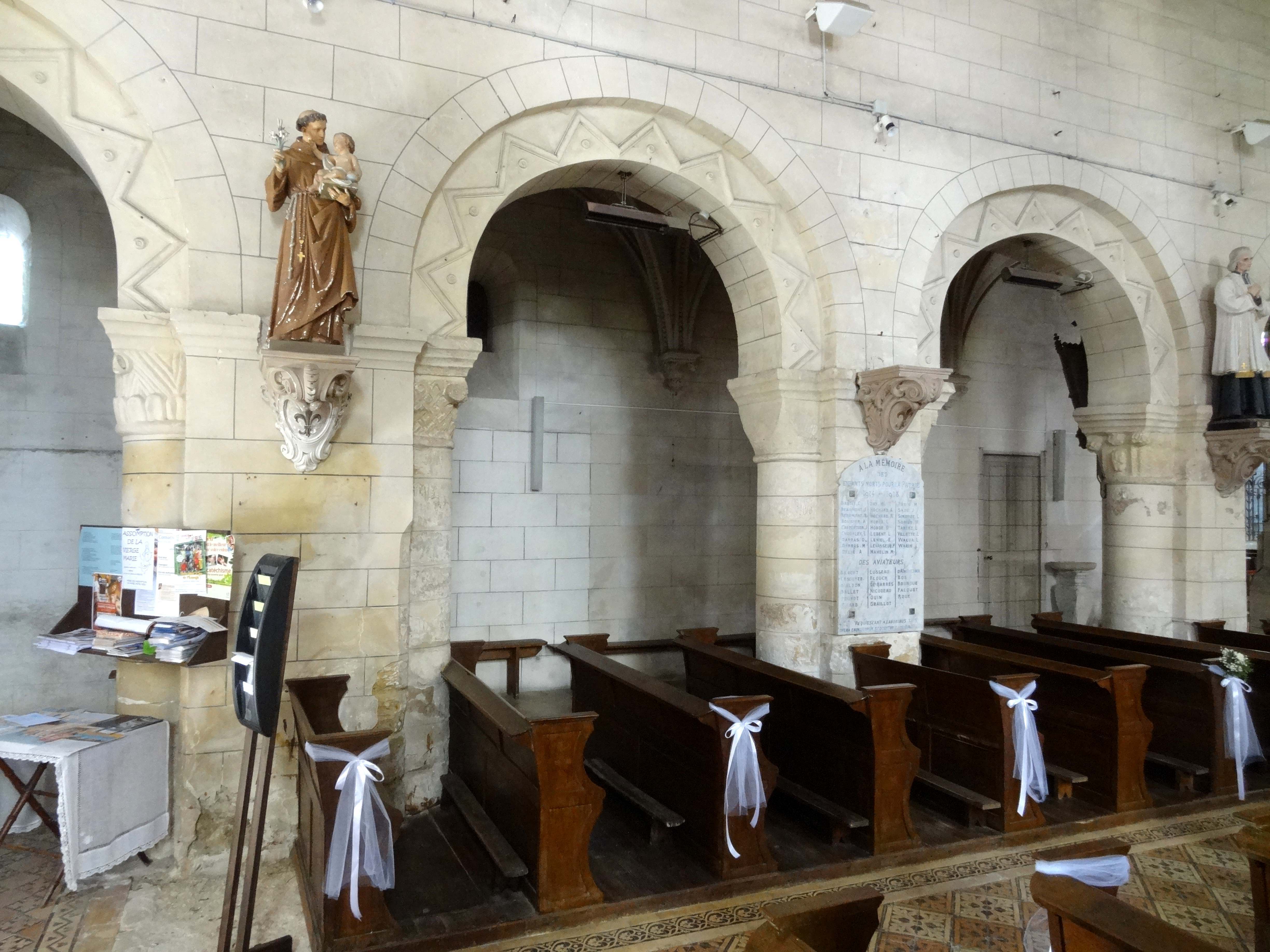
Grandes arcades du nord.
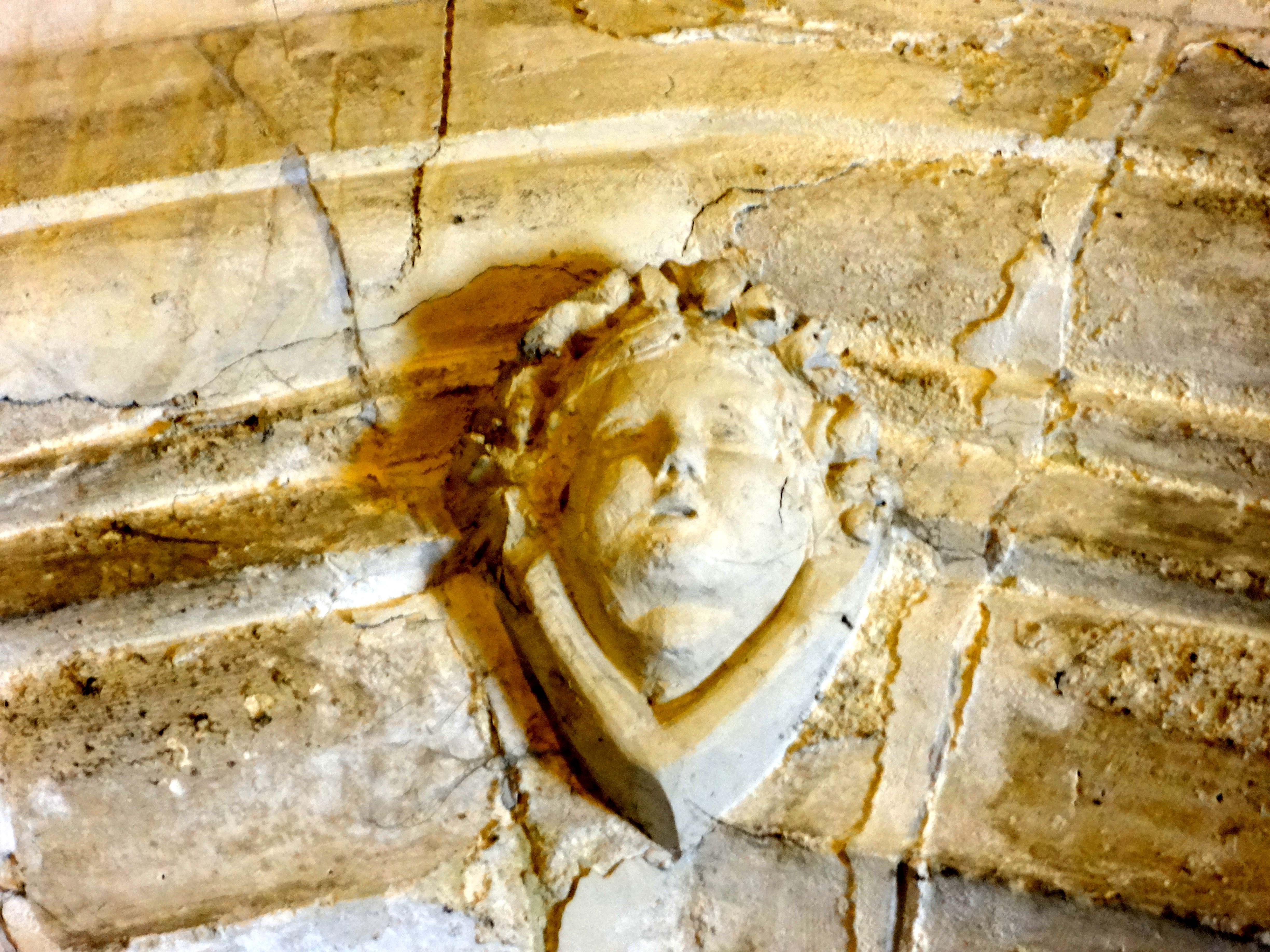
Nef, clé d'arc du 2e doubleau méridional.

#### Collatéral sud de la nef

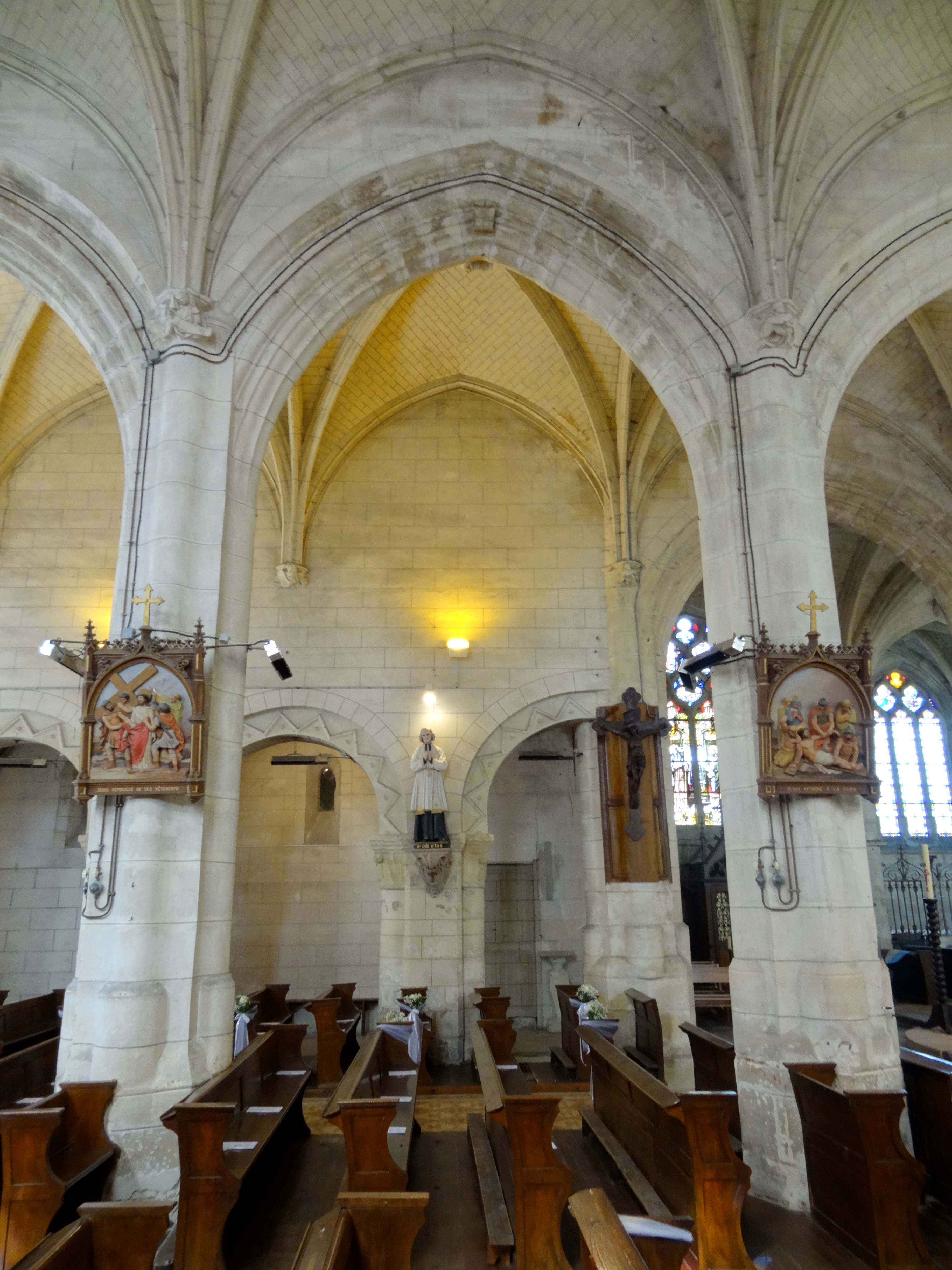
Vue par la 3e grande arcade vers le nord.

Le collatéral sud dédouble la capacité d'accueil de la nef, mais la visibilité sur le sanctuaire est nulle, comme par ailleurs dans la quasi-totalité des églises à clocher central. Le vaisseau est même plus large que la nef, ce qui est assez rare, et se constate aussi à Montjavoult, autre église flamboyante qui conserve un bas-côté nord roman. La largeur importante se constate bien par le tracé moins aigu du formeret au revers de la façade. Bien que les grandes arcades soient moins élevées que les voûtes de la nef, le collatéral a finalement été voûté à la même hauteur. Les deux élévations nord et sud sont stylistiquement moins éloignées que dans la nef, mais sont en même temps loin d'être homogènes, comme le met en exergue la discordance entre le nombre des grandes arcades et le nombre de fenêtres. Le collatéral a été bâti au début du XIIIe siècle, et puisque le voûtement ne fut pas encore au programme, il n'y avait à l'époque aucune raison de réduire le nombre de travées par rapport à la nef. Cette absence de symétrie ne posa pas d'obstacle au voûtement d'ogives au dernier quart du XIXe siècle. L'on opta pour un voûtain unique au nord de la baie médiane, et quatre voûtes dissymétriques à quatre branches d'ogives pour le reste de la surface à couvrir. À Clermont, la nef centrale montre, depuis le XVIe siècle, la même dissymétrie, et donna lieu à l'installation de fausses voûtes d'ogives en bois, remplacées au XIXe siècle par des voûtes factices du même type qu'à Sacy-le-Grand.
Non seulement les voûtes sont néo-gothiques, mais aussi la grande baie occidentale, si toutefois l'on peut prêter foi à Lucien Charton. Au sud, les trois premières fenêtres sont des lancettes simples telles qu'utilisées à la première période gothique jusqu'aux années 1230 tout au moins, quand les fenêtres à remplage commencent à s'imposer. Pour des raisons qui ne paraissent pas évidentes, Louis Graves les qualifie de modernes. Au-dessus du portail dans la quatrième travée, la fenêtre se limite au tympan, et son remplage consiste d'un quatre-feuilles inscrit dans un oculus circulaire, flanqué de deux écoinçons ajourés. Cette baie n'est pas signalée par Louis Graves en 1837, mais n'est pas non plus citée parmi les baies néo-gothiques par Lucien Charton. Il est du même style gothique rayonnant que la baie de la cinquième travée, assurément authentique, où le quatre-feuilles surmonte deux lancettes à têtes trilobées. Les meneaux principaux sont garnis d'un tore et de petits chapiteaux-tuyaux, tandis que ceux qui forment les têtes tréflées et le quadrilobe accusent le profil chanfreiné qui annonce la période rayonnante tardive. Mais le détail le plus intéressant dans le collatéral sont les arcatures plaquées en tiers-point qui animent les soubassement des fenêtres. Elles sont au nombre de quatre au revers de la façade, et au nombre de sept seulement au sud (interrompues par le portail), où elles sont curieusement plus grandes. Les arcatures sont moulurées d'un tore, et retombent sur les tailloirs carrés de colonnettes à chapiteaux. Les chapiteaux sont sculptés de crochets, et les courts fûts monolithiques sont munis de bases polygonales, ce qui indique la fin de la première période gothique. Très courantes à la période romane, ces arcatures sont réservées aux édifices les plus prestigieux à la période gothique, avec l'exception de Catenoy (bas-côté nord). Reste encore à signaler la façon dont se termine le collatéral à l'est. Il dépasse de moitié la largeur du croisillon sud et du collatéral sud du chœur, et un mur, agrémenté d'une niche à statue accueillant une Vierge à l'Enfant, jouxte ainsi l'arcade en tiers-point. Dépourvue de mouluration et de supports, elle a seulement les arêtes taillées en biseau, devrait se substituer à une arcade romane.

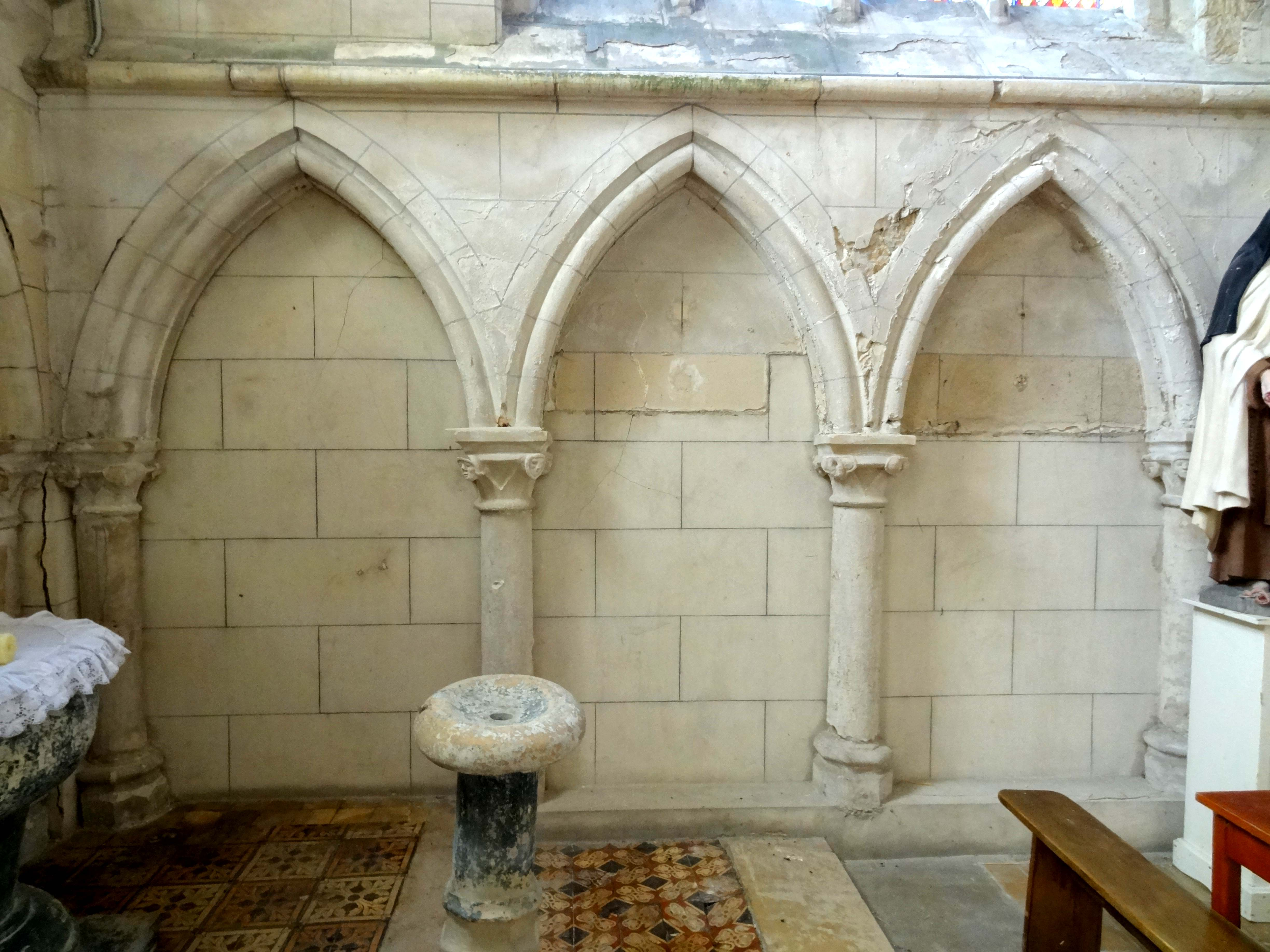
Arcatures plaquées au revers de la façade.
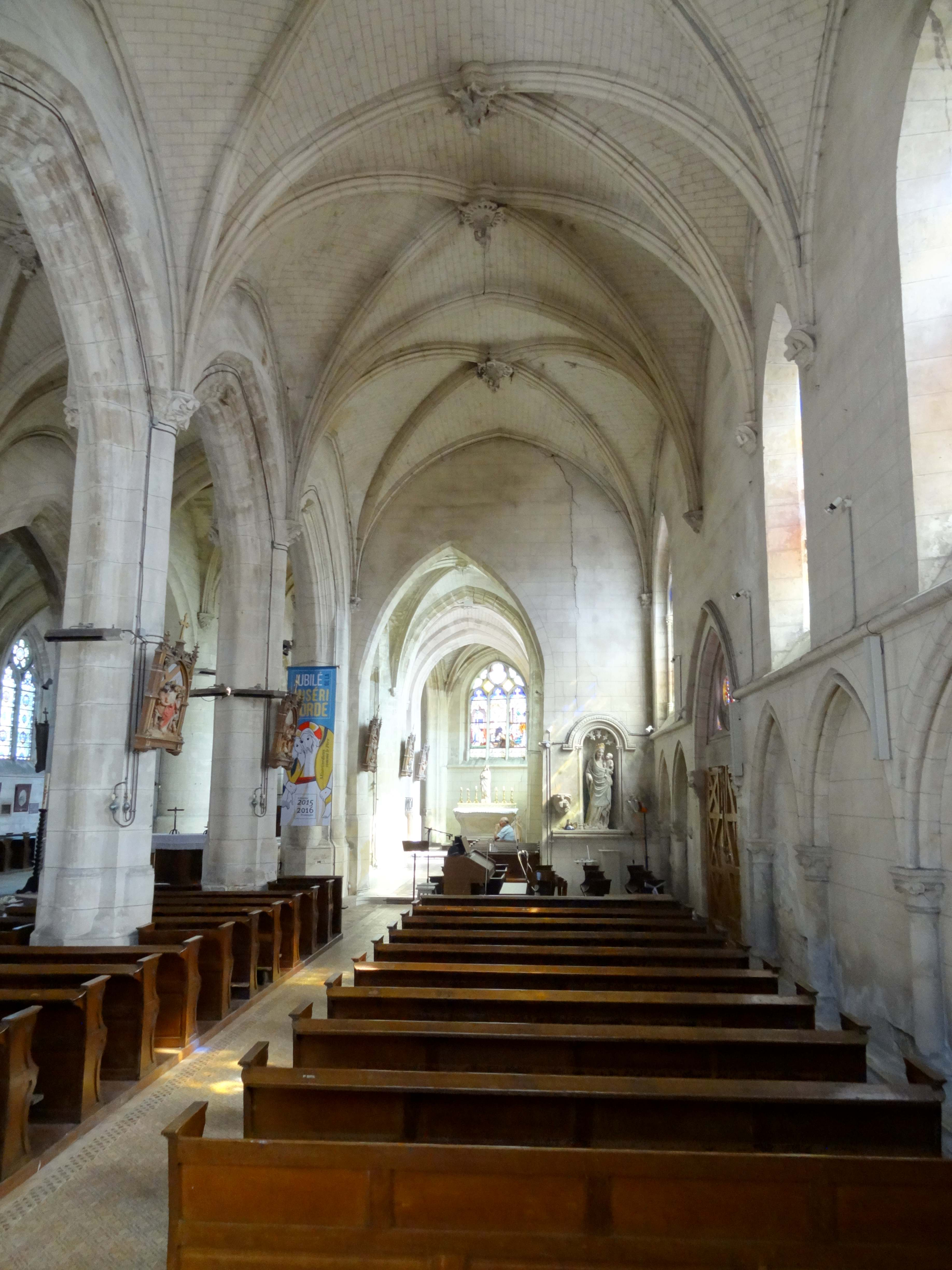
Vue vers l'est.
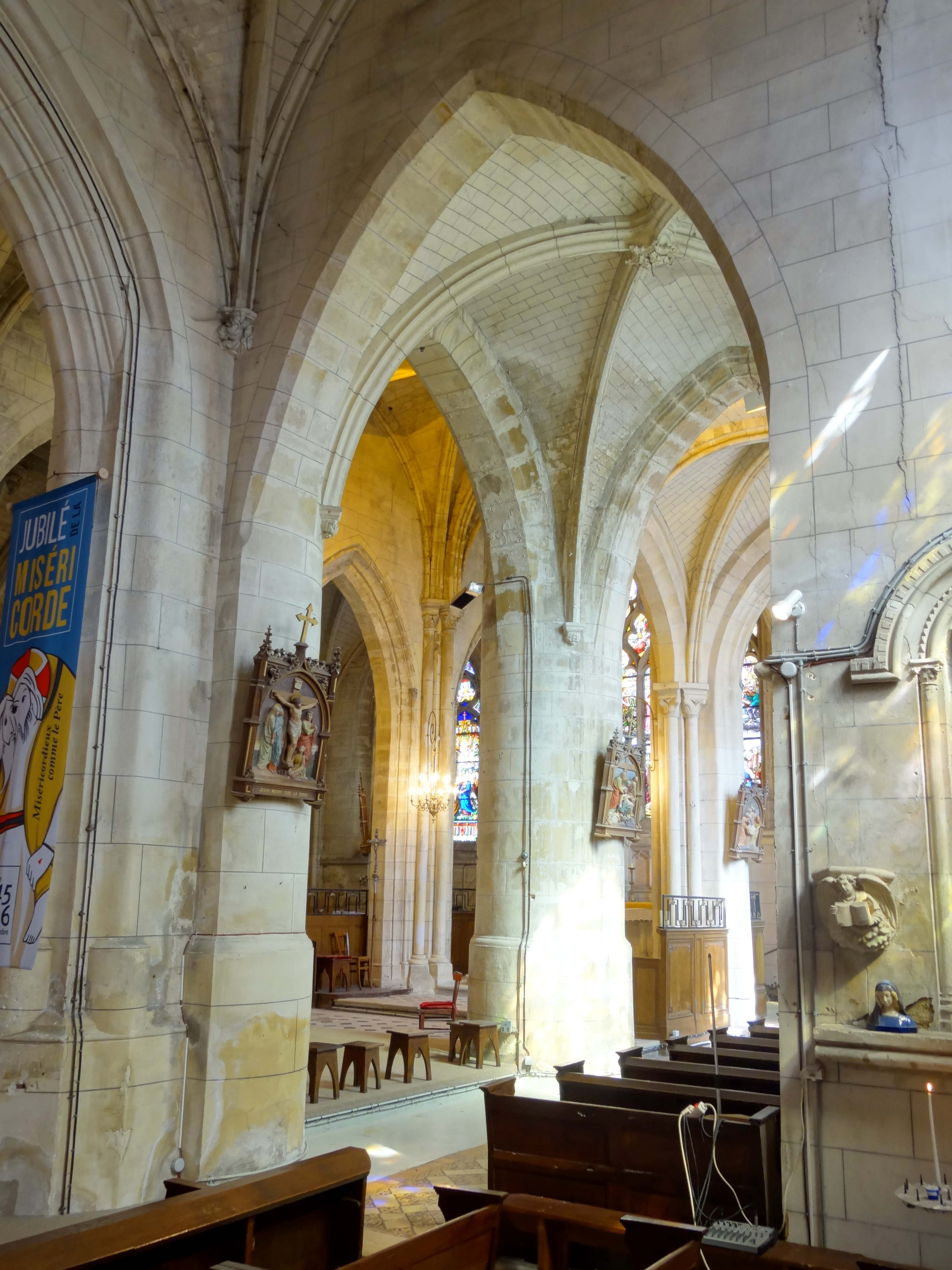
Vue diagonale vers le nord-est dans le chœur.
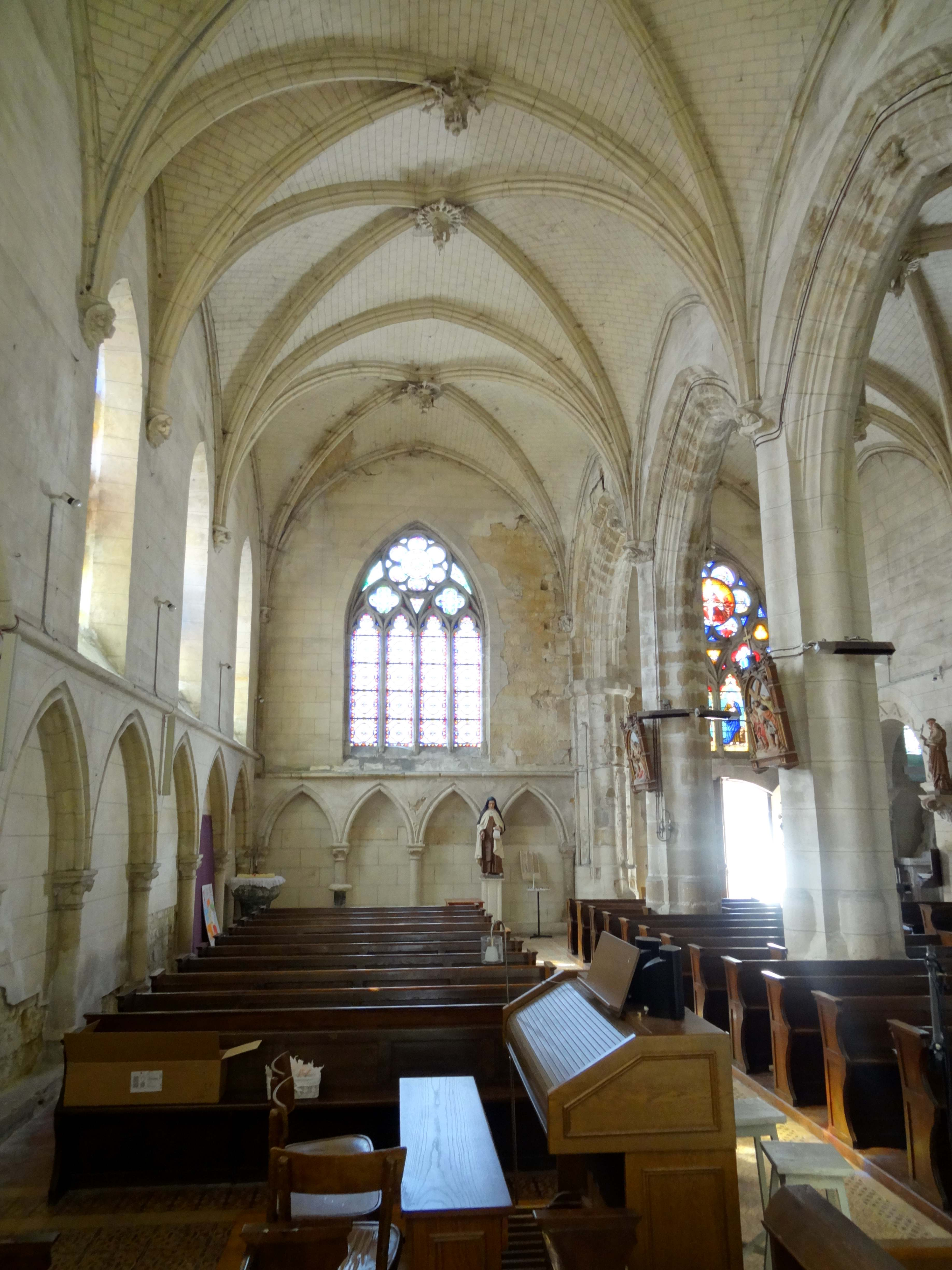
Vue vers l'ouest.
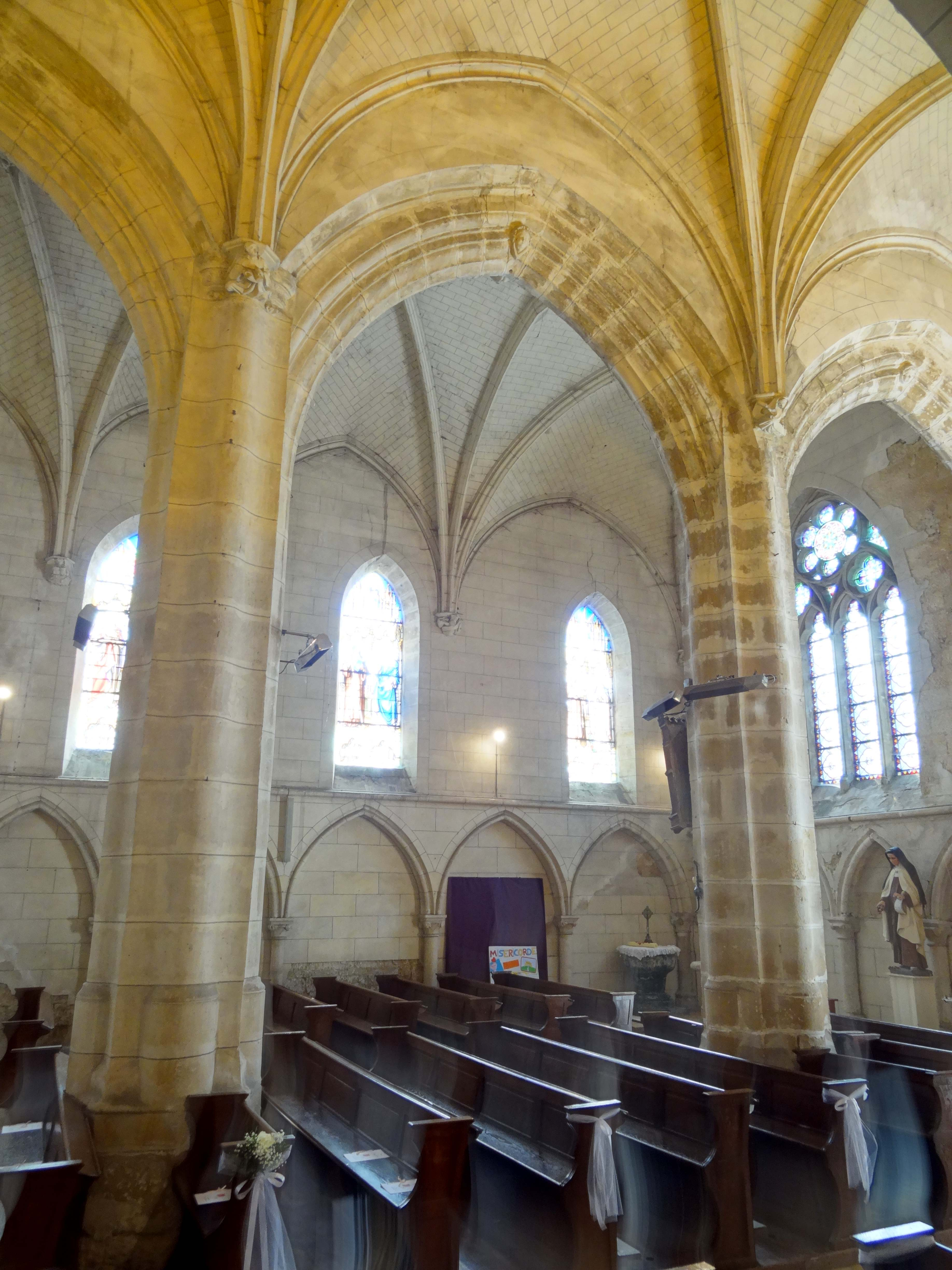
2e grande arcade du sud, côté nef.
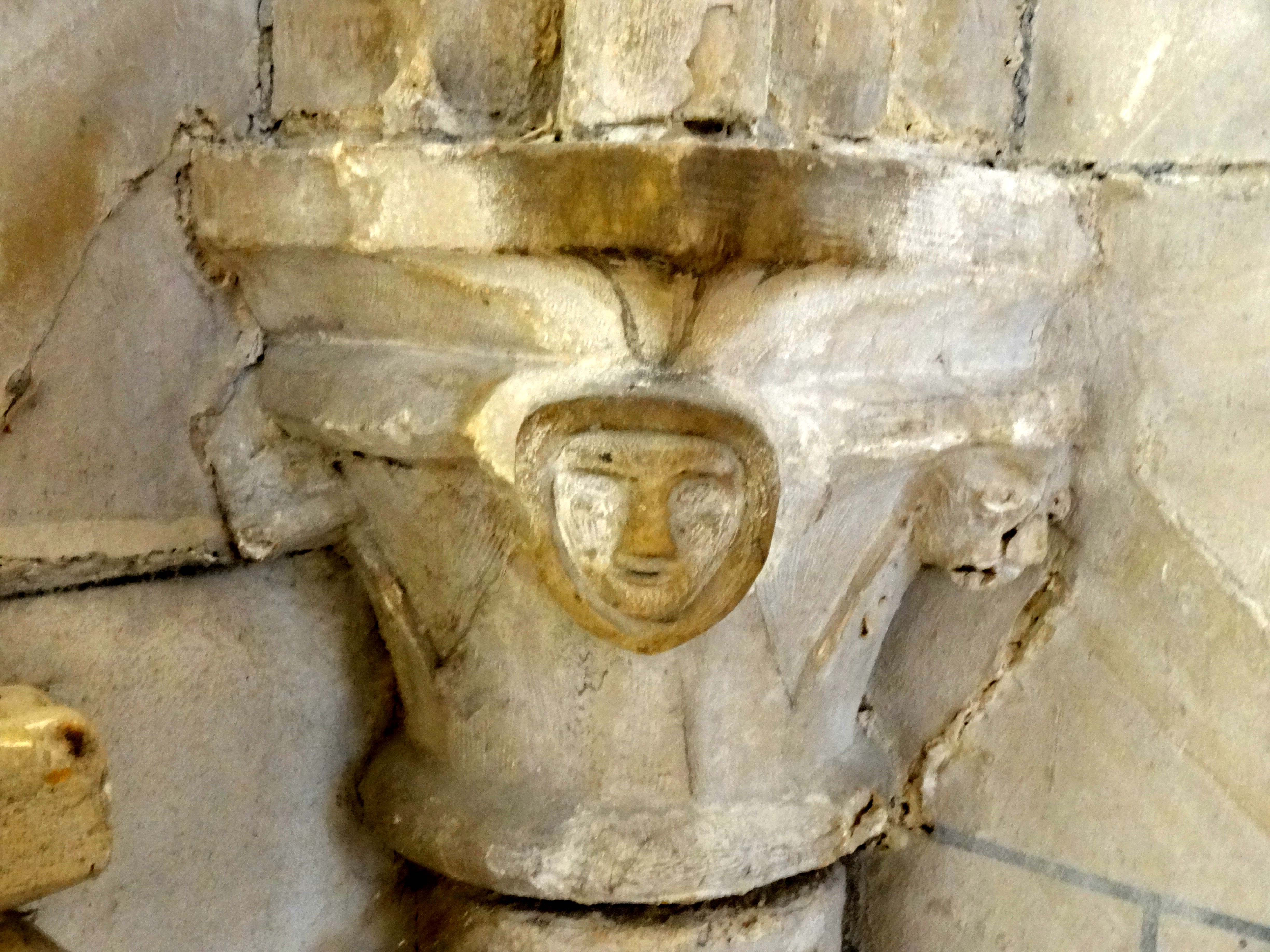
Chapiteau des arcatures plaquées.

#### Croisée du transept et chœur

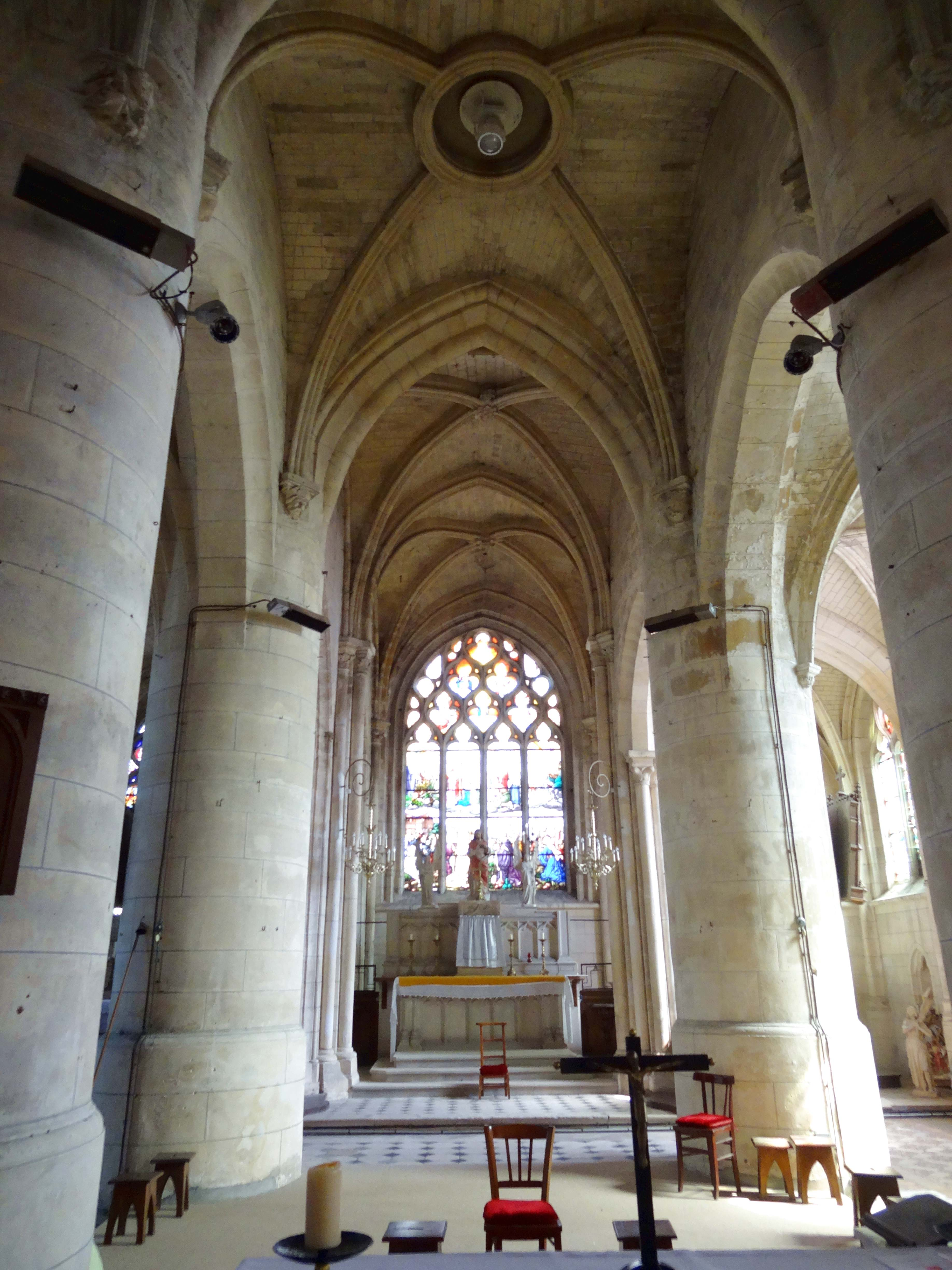
Croisée, vue vers l'est.

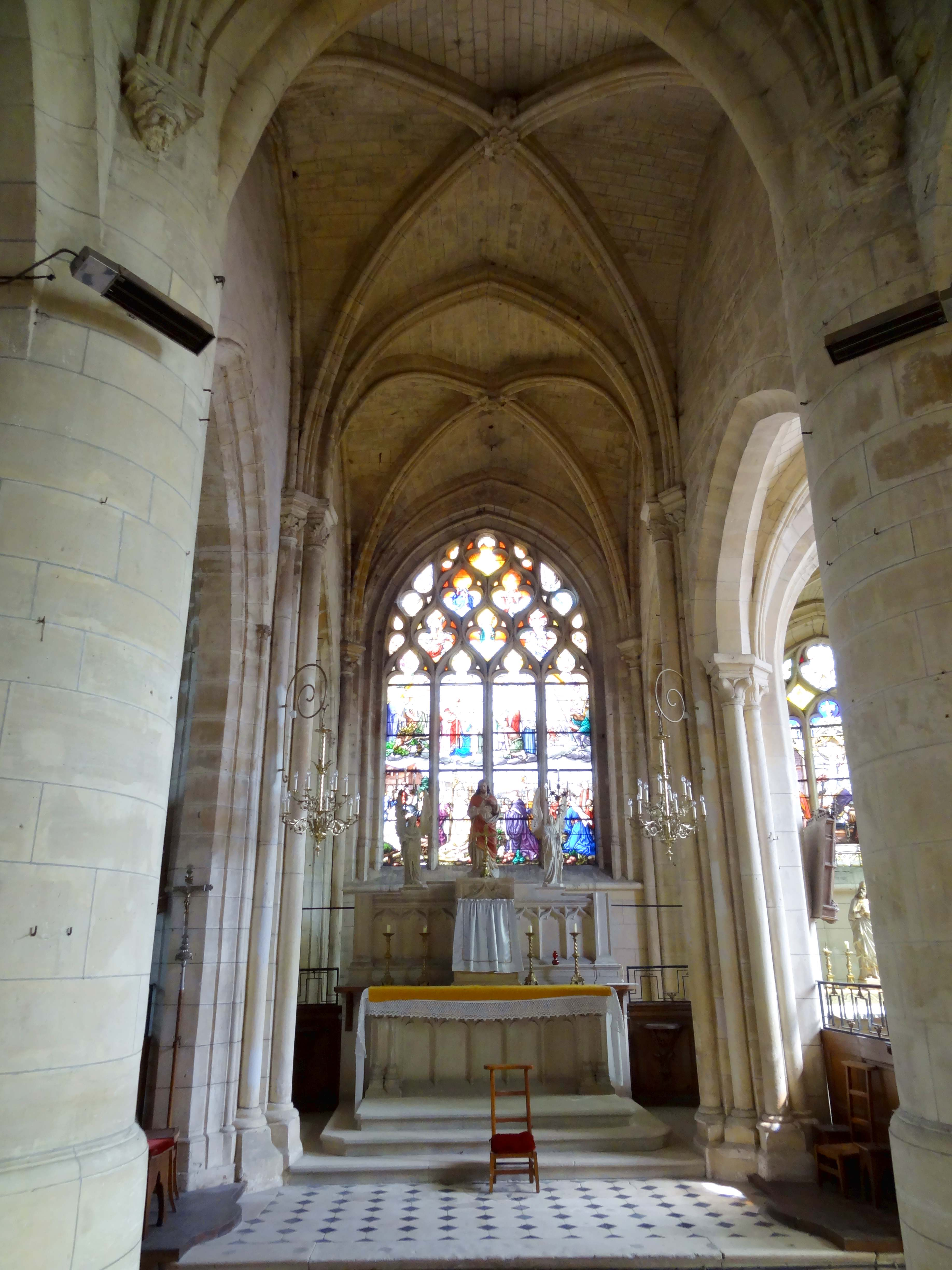
Chœur, vue vers l'est.

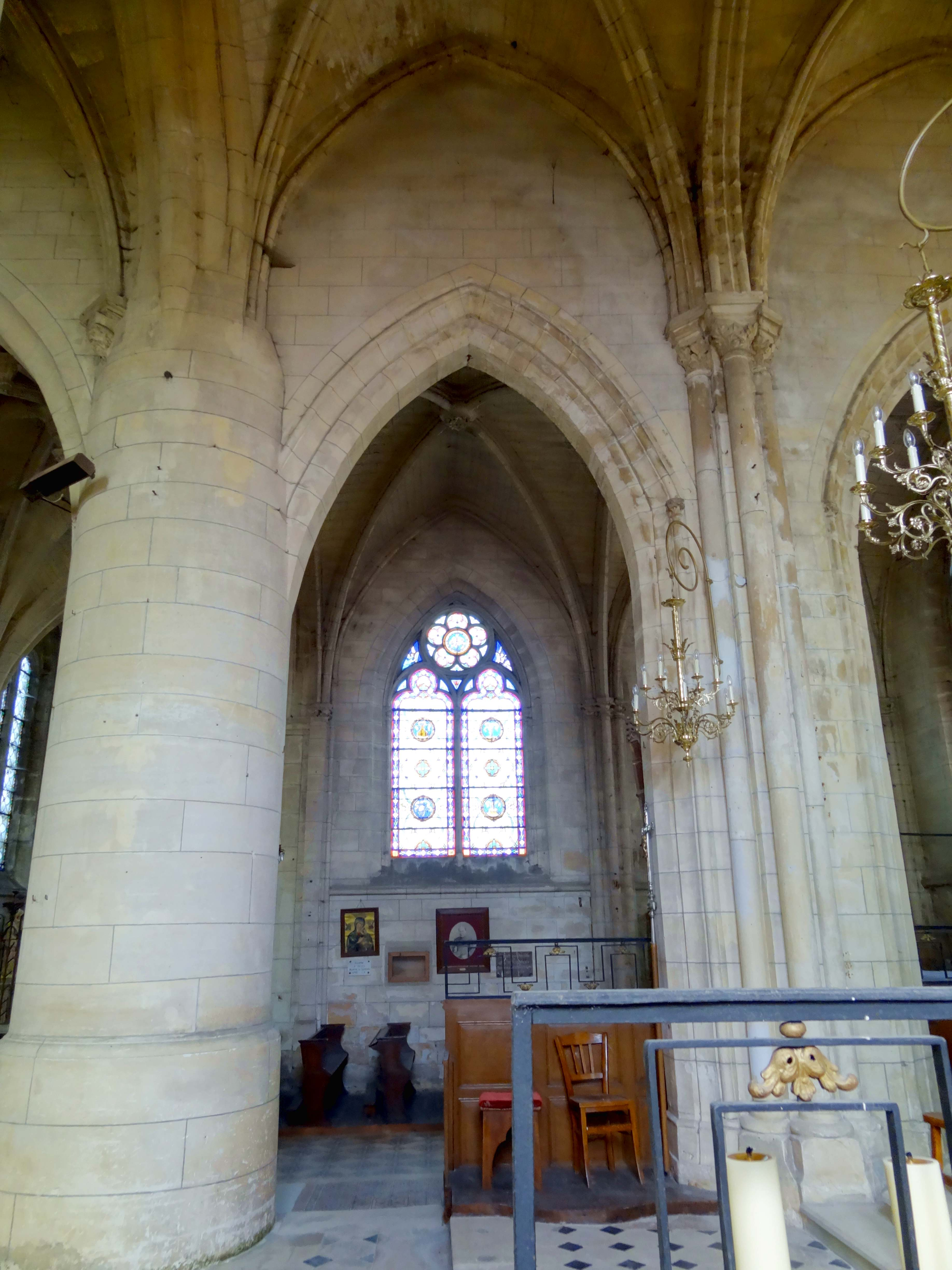
Chœur, 1re travée, vue vers le nord.

Avec ses grosses piles cylindriques totalement lisses, sauf à l'ouest de la pile sud-ouest, côté nef, la croisée du transept est un peu disgracieuse. La simplicité des piliers s'explique certainement par la priorité accordée à la consolidation du clocher, qui ne permit pas d'investir davantage de temps et d'argent pour obtenir des piliers ondulés. Un cas analogue se trouve à Saint-Crépin-Ibouvillers. Assez fréquentes sont les nefs et chœurs flamboyants à piliers monocylindriques, mais avec leur diamètre moindre, le cas n'est pas comparable. Côté nef et côté chœur, les arcs-doubleaux se situent en hauteur. Ils comportent un rang de claveaux supérieur sous la forme d'un gros tore, qui pourrait subsister du début du XIIIe siècle, mais ce n'est pas certain, car les doubleaux sont plus aigus que les voûtains, et ont donc peut-être été entièrement réappareillés. Le rang de claveaux inférieur présente, de manière tout à fait inhabituelle, un large biseau, et un gros boudin dans l'intrados. Côté croisillons, les arcades sont moins élevées : leur sommet se situe au niveau où les doubleaux perpendiculaires se fondent dans les piliers. Le profil est très sommaire : les arêtes sont simplement entaillées d'une moulure concave, ce qui indique qu'il s'agit en fait d'arcades plus anciennes, certainement contemporaines de la voûte, qui ont été retaillées dans le cadre de la transformation flamboyante de l'église. La première grande arcade au sud du chœur fut soumis au même traitement. Le tracé des arcades latérales est analogue à celui des arcs d'inscription de la voûte. Celle-ci, dépourvue de formerets, se caractérise par des ogives au profil d'un onglet entre deux tores, comme dans le chœur, et avec un onglet plus discret, dans la première travée de son collatéral sud. Le sommet de la voûte a été percé d'un trou de cloches à une époque indéterminée, et perdu sa clé de voûte. Les ogives sont reçues sur des culs-de-lampe implantés à 45° face aux ogives, conformément à l'usage à la première période gothique. Mais on devait initialement trouver des chapiteaux à leur emplacement, car les piles cylindriques se substituent en principe à des faisceaux de colonnettes. Dans ce cas, les corbeilles ont dû être remplacées, et leur sculpture paraît en effet néo-gothique. Les motifs sont une tête d'évêque, une tête de roi, et deux têtes de religieuses, qui sont sculptées en haut-relief, et se superposent en partie au tailloir.
Le chœur est de la même largeur et de la même hauteur que la croisée du transept, et ses proportions sont par conséquent élancées. Le rattachement à la campagne de construction que le carré du transept est illustré par l'analogie du profil des ogives. Les clés de voûte et la plupart des chapiteaux étant conservés dans le chœur, on peut ainsi voir à quoi ressemblait l'architecture de la croisée du transept avant la reprise des piles du clocher. Les clés de voûte sont sculptées de belles rosaces de feuillages, et flanquées de têtes humaines en haut-relief du côté ouest et du côté est. Les voûtes sont munies de minces formerets torique. Elles sont séparées par un doubleau au même profil que les ogives, ce qui est l'exception à la première période gothique, au moins pour les voûtes du vaisseau central : les doubleaux comportent généralement un large méplat entre les deux tores. À l'ouest, les supports ont été supprimés lors de la construction des grosses piles cylindriques du clocher, et les arcades ainsi que les nervures des voûtes se fondent directement dans les piles. À l'intersection des deux travées, les nervures sont reçues sur des faisceaux de trois colonnettes à chapiteaux de diamètre identique. Les tailloirs correspondant aux ogives et formerets sont implantés à 45°, comme dans la base du clocher. Leur profil est également analogue, à savoir une plate-bande, une rainure, et un cavet entre deux baguettes. Un seul chapiteau est sculpté de crochets. Les autres arborent des feuilles polylobées, dont la facture assez naturaliste indique les années 1220 / 1230 que Lucien Charton appelle de manière inappropriée « la fin de la période de transition ». Une seule colonnette à chapiteau suffit dans les angles du chevet. Ici, les tailloirs sont à angle abattu, ou autrement dit, à trois faces, et accusent un profil légèrement différent. La vaste baie du chevet est aussi large que l'écart entre les deux colonnettes d'angle le permet. Elle est entourée de deux gorges séparées par des arêtes saillantes, ce qui indique la période flamboyante à son apogée, à la fin du XVe ou au début du XVIe siècle. Initialement, on devait trouver ici un triplet, peut-être surmonté d'une rosace, comme à Précy-sur-Oise. Le réseau, très soigné, est d'un bel effet, et n'est plus partiellement caché par le retable épinglé par l'abbé Beaudry au début du XXe siècle. Les quatre lancettes à têtes trilobées sont surmontées de six grands soufflets symétriques disposés sur trois rangs. Trois mouchettes dissymétriques à redents et disposés obliquement flanquent cette pyramide de soufflets de chaque côté.
Restent à décrire les grandes arcades du chœur. À l'instar des travées précédentes du vaisseau central, il n'y a, une fois de plus, pas de symétrie entre nord et sud. Les grandes arcades du nord, du dernier quart du XIIIe siècle ou du XIVe siècle, ont leur rang de claveaux inférieur simplement taillé en biseau, tandis que le rang de claveaux supérieur accuse une gorge relié à un mince tore. Sans aucune interruption, ce profil se prolonge directement sur les piédroits, ce qui préfigure la transition vers le style flamboyant. Les tores sont néanmoins munis de petits chapiteaux-tuyaux, comme sur la baie de la dernière travée du collatéral sud de la nef. L'on peut déplorer le tracé inabouti des tores, qui montre une brisure au niveau des chapiteaux. Dans la deuxième travée, l'on note d'étroits pans de murs qui séparent l'arcade des colonnettes du début du XIIIe siècle. Les grandes arcades du sud sont différentes toutes les deux. La première conserve ses deux colonnettes à chapiteaux du début du XIIIe siècle, est la première travée du collatéral sud est en effet la seule parmi les collatéraux du chœur qui fut construit en même temps que lui. Curieusement, les colonnettes sont du même diamètre réduit que celles de la voûte, alors que l'arcade est à simple rouleau. Ce diamètre unifié de l'ensemble des colonnettes devait être un trait original de l'église Saint-Germain. L'arcade elle-même a été retaillée à l'instar des arcades latérales de la base du clocher. La deuxième grande arcade du sud accuse un profil qui évoque le pourtour de la baie du chevet, tandis que ses piédroits prennent la forme de piliers ondulés. L'arête saillante inférieure est reçu sur de minuscules culs-de-lampe.

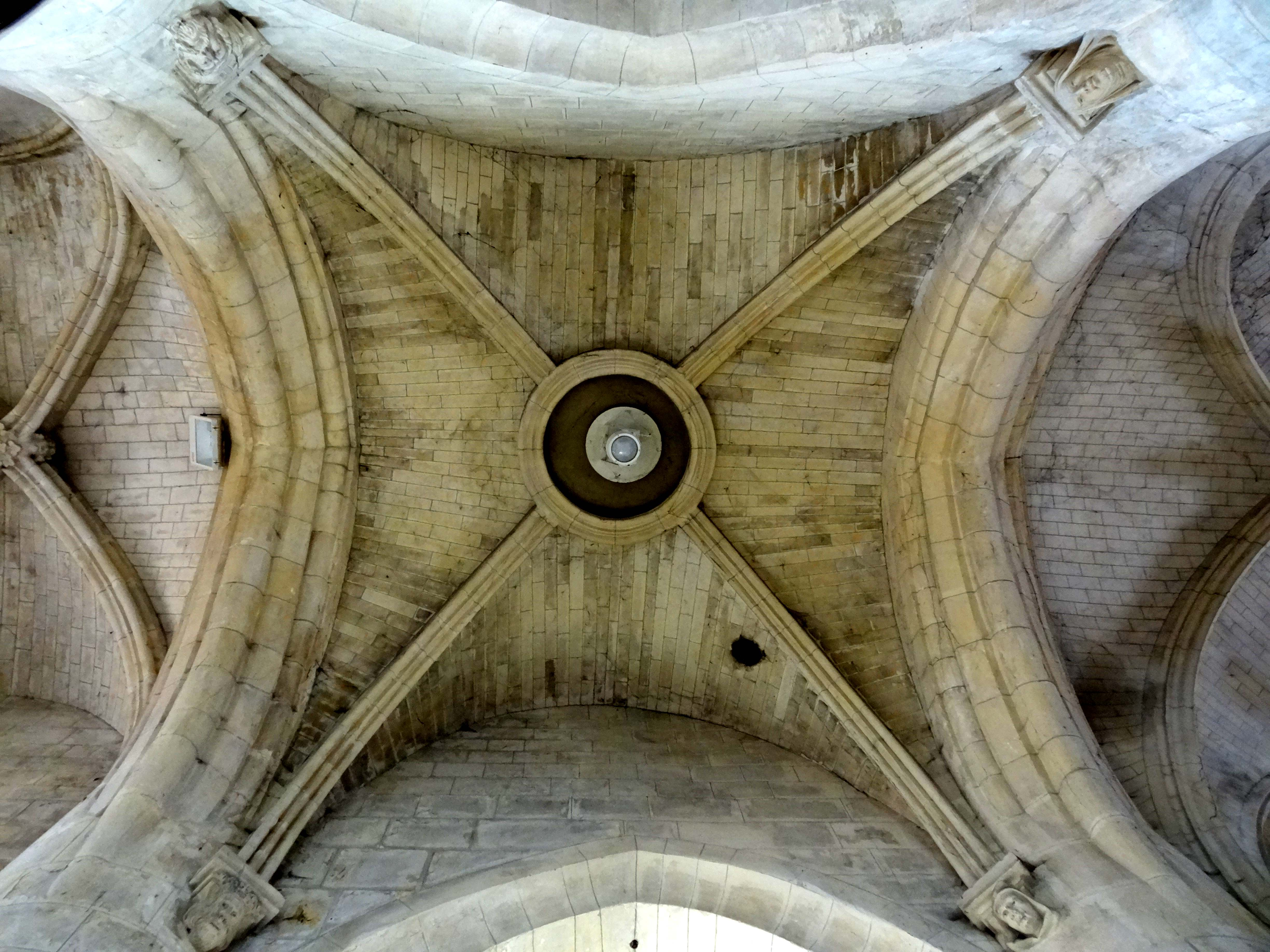
Croisée, voûte.
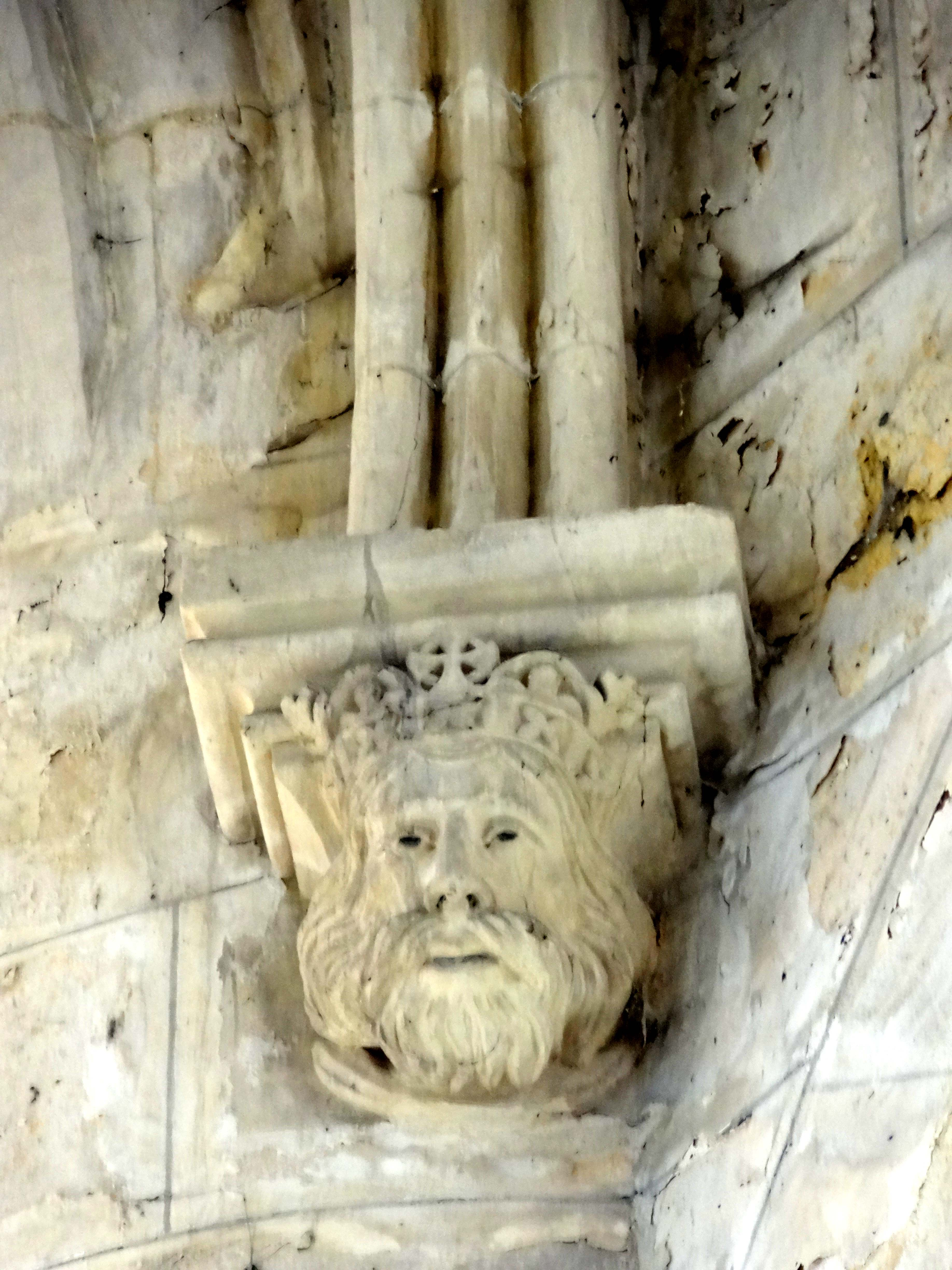
Croisée, cul-de-lampe.
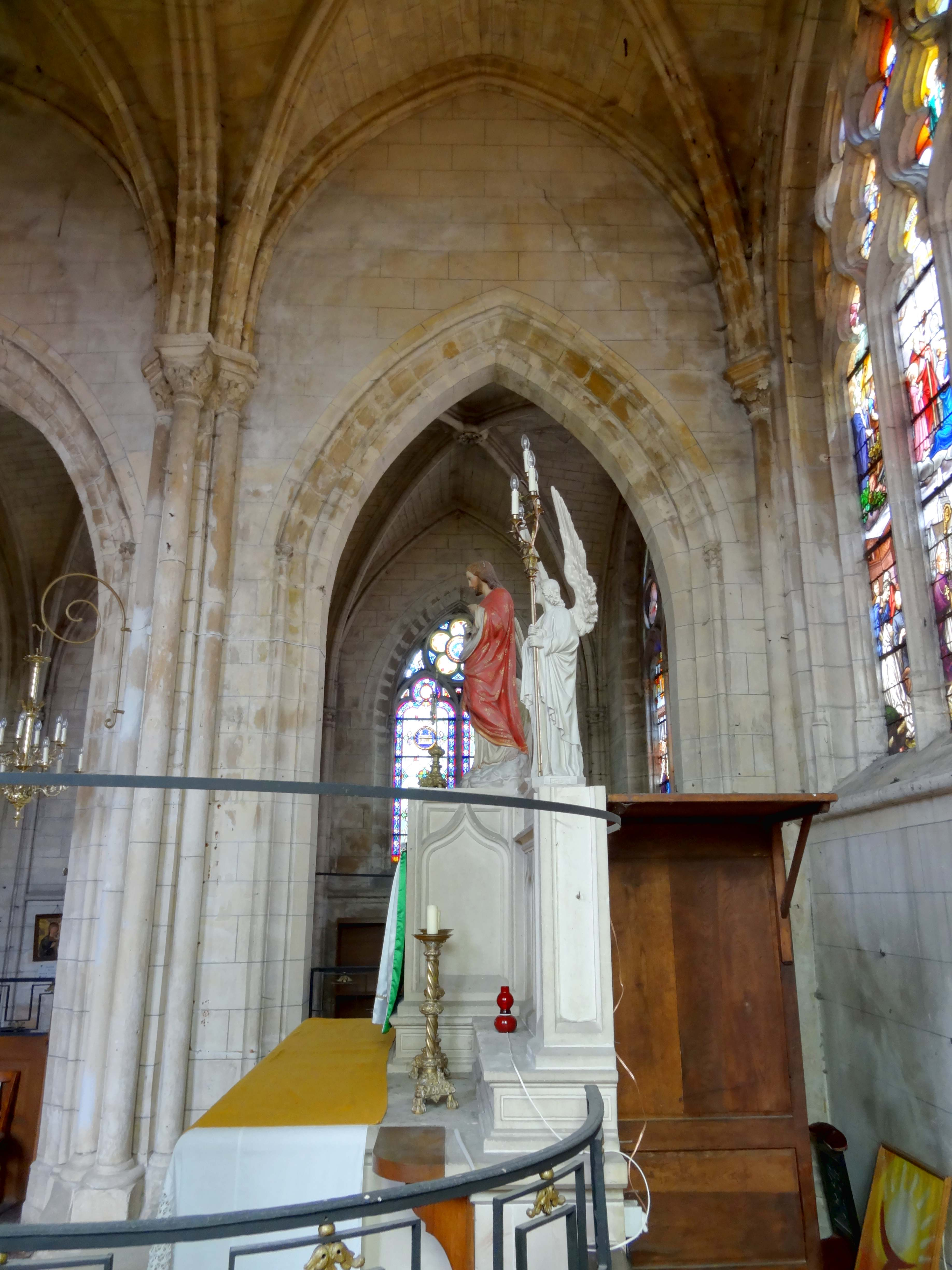
Chœur, 2e travée, vue vers le nord.
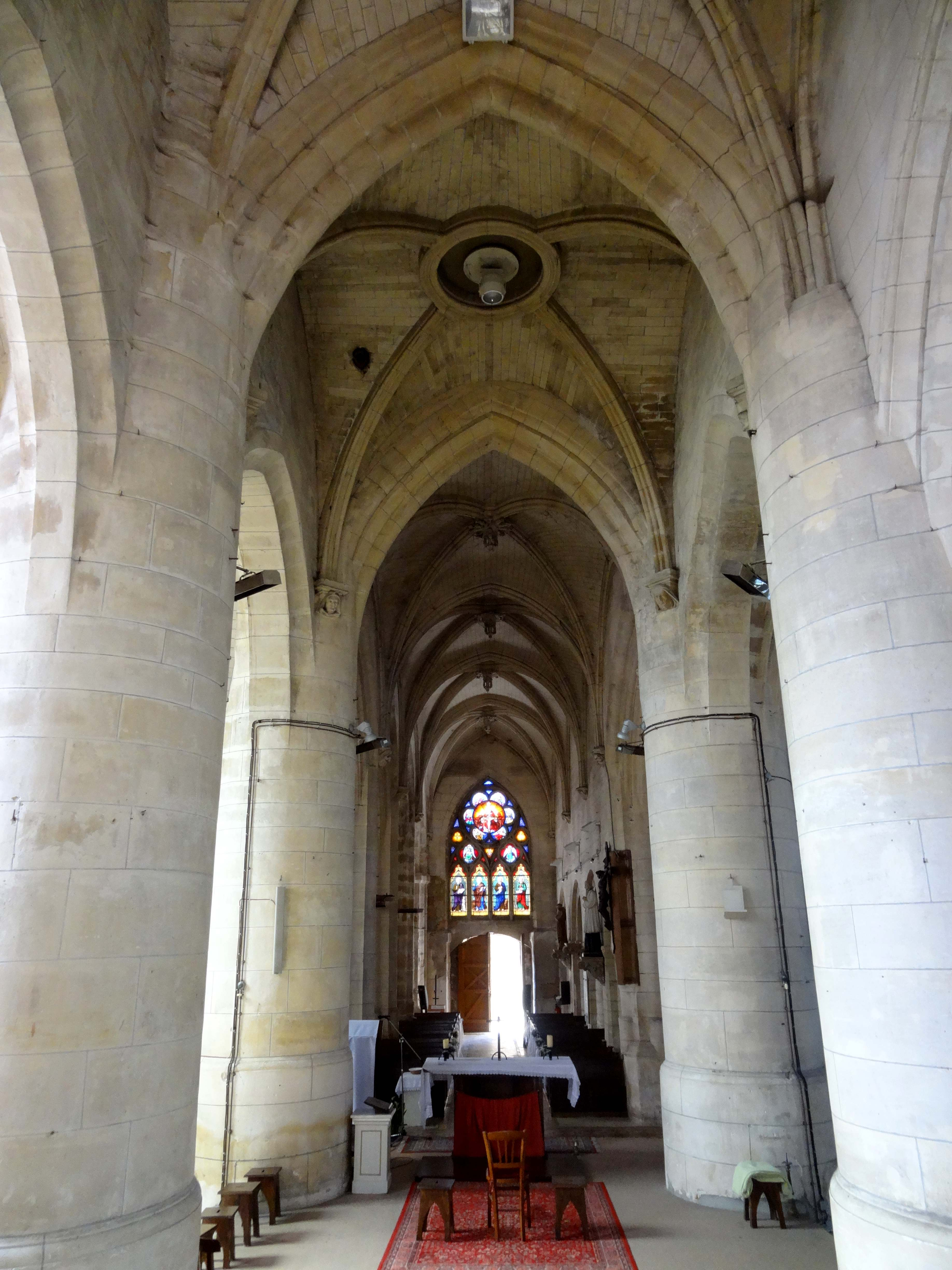
Chœur, vue vers l'ouest.
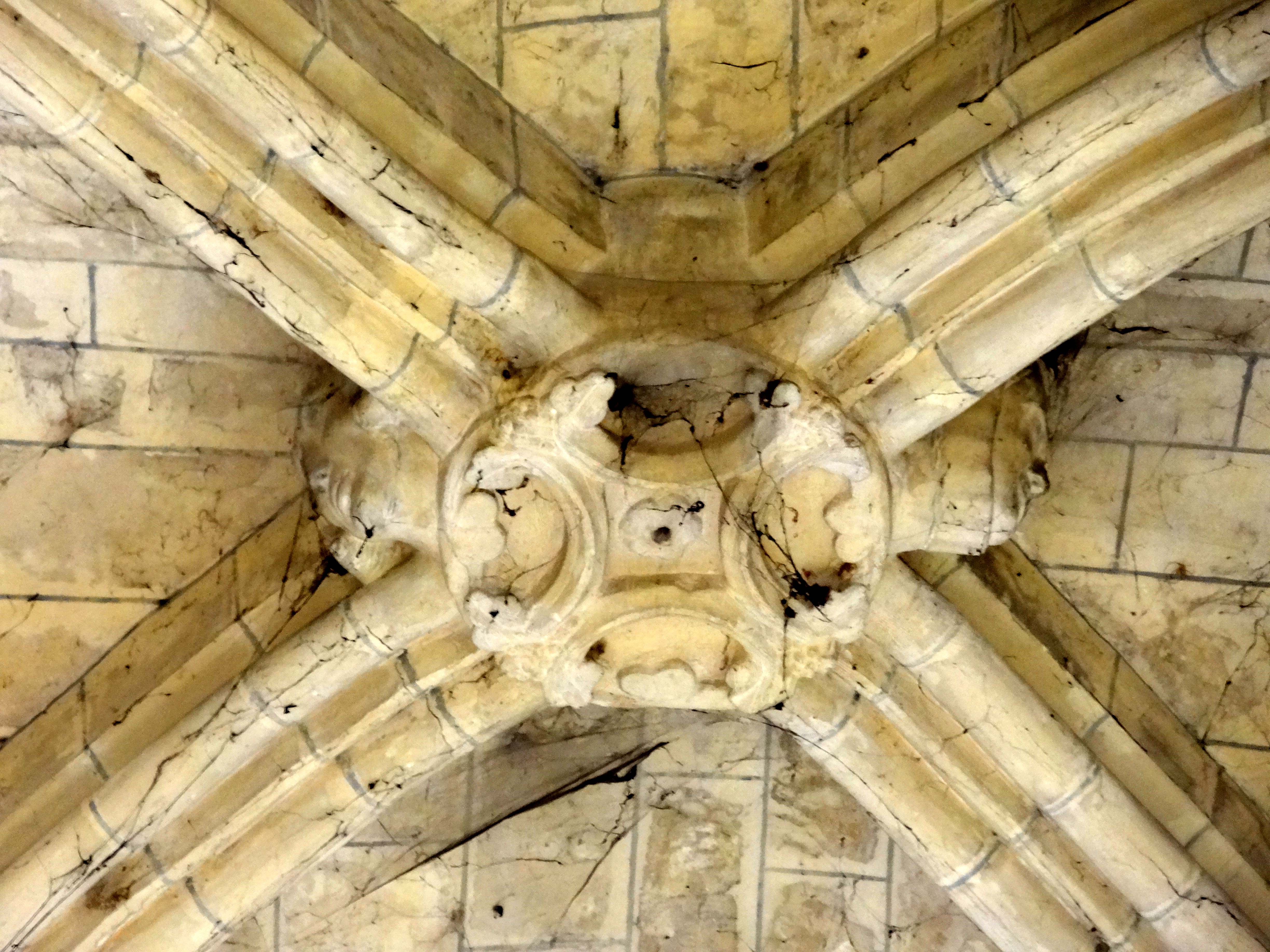
Chœur, clé de voûte de la 2e travée.
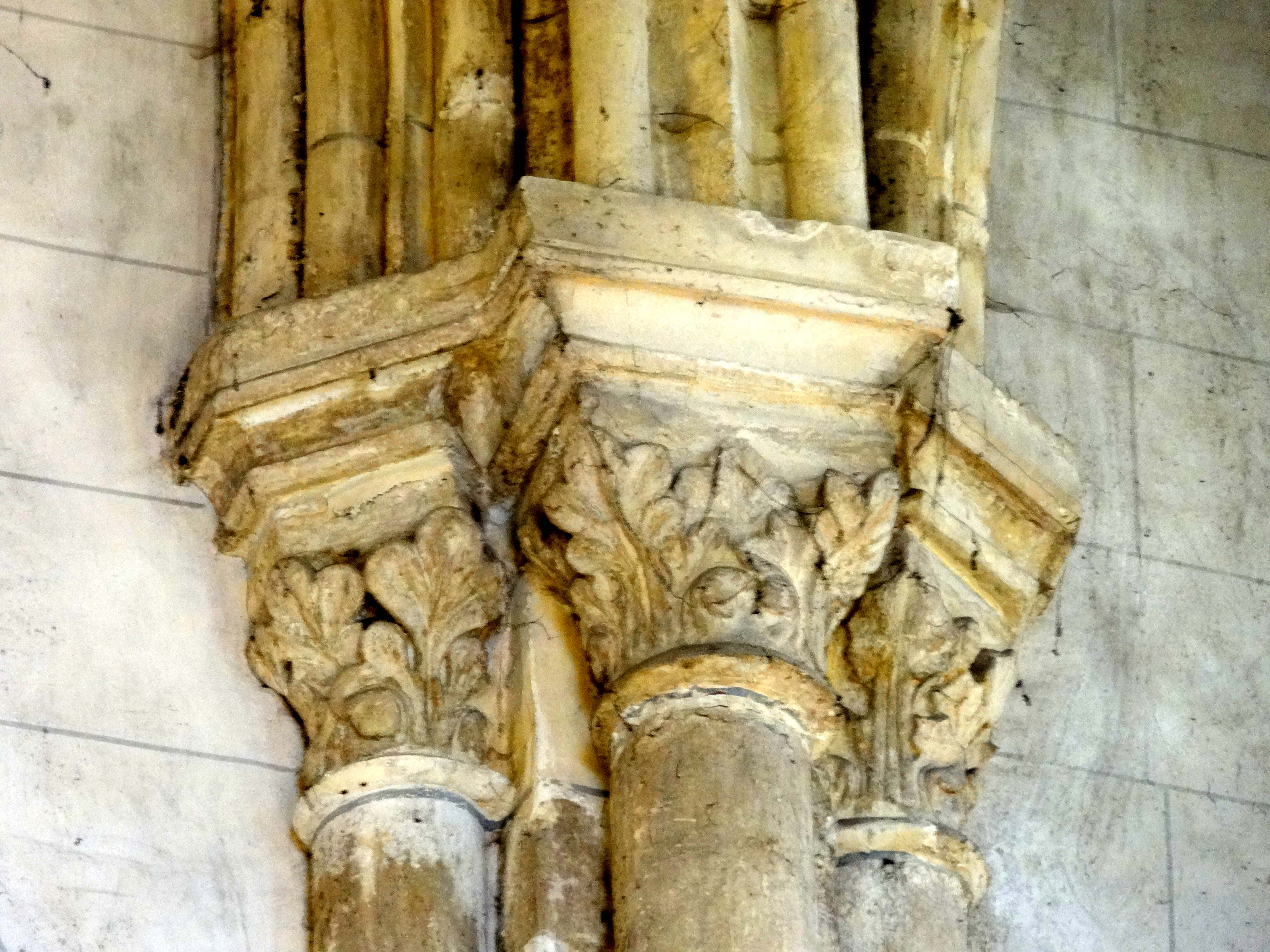
Chœur, chapiteaux côté nord.

#### Croisillon et collatéral sud du chœur

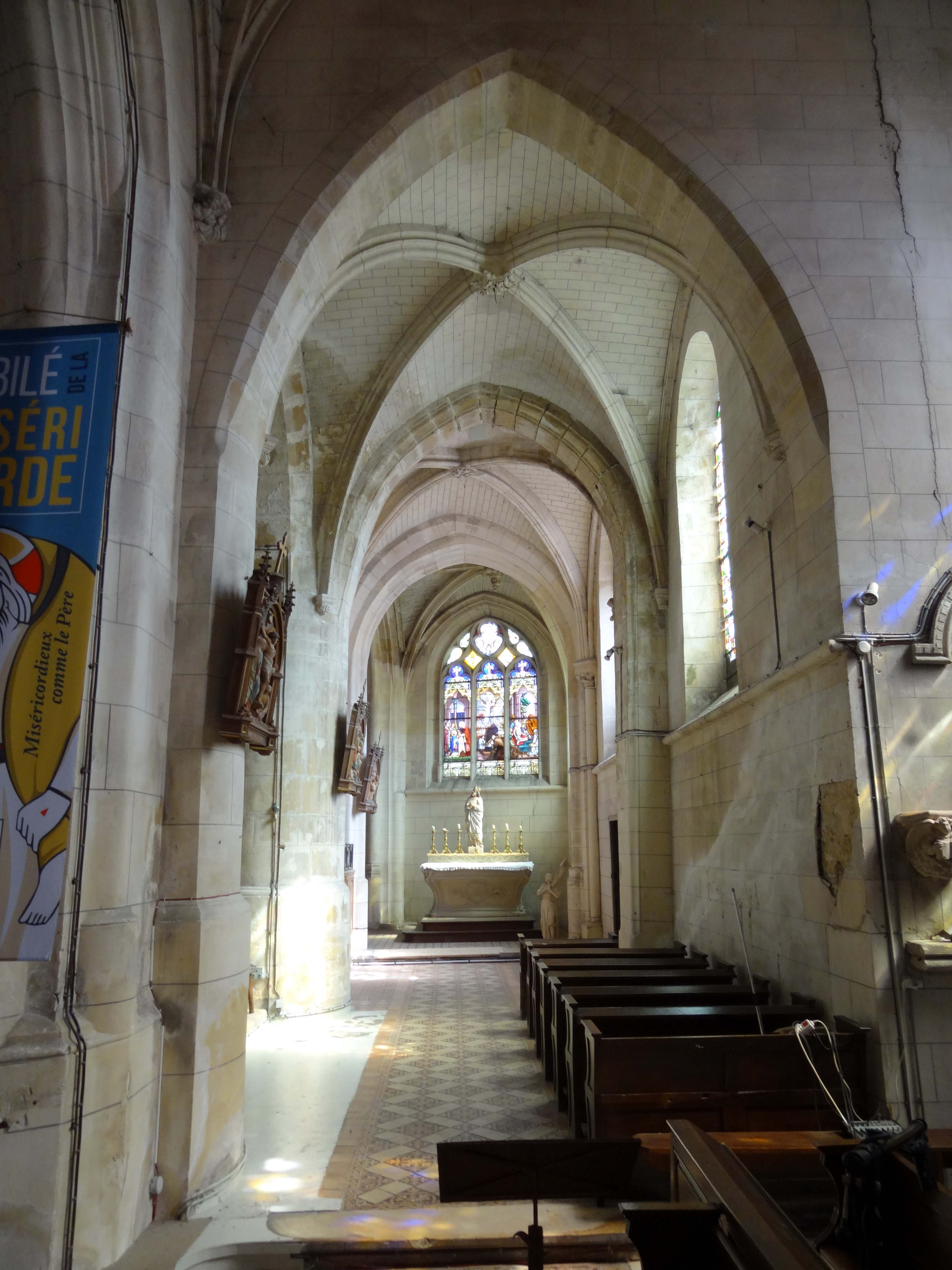
Vue dans le croisillon et le collatéral sud du chœur depuis le collatéral de la nef.

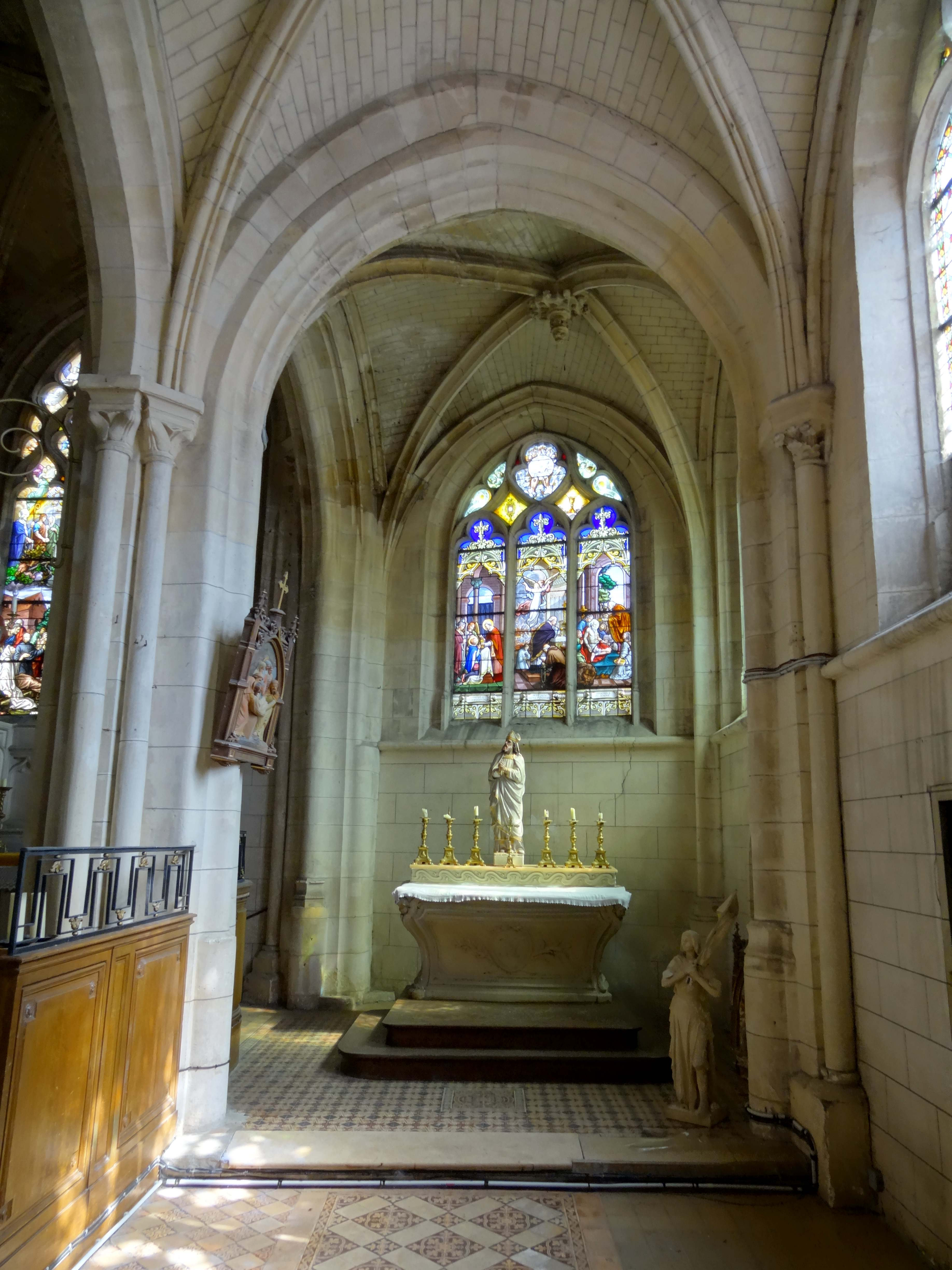
1re travée du collatéral, vue vers l'est.

Le croisillon sud et le collatéral sud du chœur forment une succession de trois travées, dont les dimensions et proportions sont celles d'un bas-côté. Elles sont donc plus modestes que le collatéral sud de la nef, et l'ensemble formé par le collatéral nord de la nef (au nord de la dernière travée), le croisillon nord et la chapelle Saint-Joseph. Le croisillon est légèrement plus large que le collatéral. La hauteur est partout la même. La limite des allèges est soulignée par un larmier amorti par un tore, ce qui unifie quelque peu l'ensemble. Il demeure cependant assez flagrant que les trois travées sont chacune différentes. Le croisillon, dont le mur-pignon côté sud est roman, est éclairé par une grande baie en arc légèrement brisé sans âge, qui est nettement désaxée vers l'est. La voûte, sans formerets, a les ogives moulurées de trois facettes concaves de chaque côté, ce qui est un profil rarement utilisé pour les ogives à la période flamboyante, sauf par exemple à La Chapelle-en-Serval. Relativement fréquent sur les arcades et doubleaux, il est le plus souvent obtenu en retaillant des arcades plus anciennes. La clé de voûte est d'inspiration flamboyante, et se compose d'une rosace de feuilles de chou frisées entourée de six arcatures trilobées séparées par des fleurons. Les ogives sont reçues sur les tailloirs de petits culs-de-lampe aux tailloirs carrés, dont les corbeilles sont sculptées de motifs végétaux. Aucune des trois arcades n'est pourvue de supports. Celle vers le collatéral de la nef a les arêtes taillées en biseau, et celle vers la base du clocher a les arêtes creusées d'une moulure concave. L'arcade vers le collatéral du chœur est mouluré latéralement d'une doucine, qui se prolonge sans discontinuer sur les piédroits, tandis que l'intrados est méplat.
La première travée du collatéral est éclairée par une baie flamboyante tardive, qui reste en deçà de la qualité de la grande baie d'axe du chevet, et de celles de la travée suivante, ainsi que des trois travées également tardives au nord. Elle est en arc brisé, mais ses deux lancettes sont en plein cintre, et surmontées d'un soufflet simplifié entre deux écoinçons ajourés. Son pourtour n'est pas mouluré. Ce remplage devrait être contemporain du doubleau précédent, et de la reprise en sous-œuvre des piles du clocher. En ce qui concerne le gros-œuvre et la voûte, la travée est contemporaine du chœur, et les ogives accusent donc un profil similaire. Elles sont nettement proéminentes devant les voûtains, qui sont susceptibles d'avoir été refaits en matériaux légers au dernier tiers du XIXe siècle. La clé de voûte est clairement néo-gothique. Il y a un formeret du côté sud. Dans les angles sud-ouest et sud-est, les nervures de la voûte sont reçues sur une colonnette à chapiteau de la même facture que dans les angles du chevet du vaisseau central du chœur. Dans les angles nord-ouest et nord-est, les colonnettes à chapiteaux sont regroupées avec celles de la grande arcade vers le vaisseau central. Si le profil des tailloirs correspond aux supports du doubleau intermédiaire du chœur, la sculpture est propre à cette arcade, et prévoient deux larges feuilles d'angle nettement convexes, structurées par une nervure centrale.
Un large biseau surmonte le doubleau qui établit la liaison avec la deuxième travée. Il représente sans doute un vestige du mur du chevet primitif, dans lequel l'arcade fut ouverte. De ce fait, ce biseau n'existe pas du côté est de ce même doubleau. Le rang de claveaux inférieur a néanmoins été appareillé, et affiche un boudin entre deux doucines. Il se fond dans des piliers ondulés engagés, qui évoquent l'arcade faisant communiquer cette même travée avec le chœur, et au même titre, les piliers flamboyants de la nef. En dépit de cette analogie des piliers, il est à souligner que le profil de cette dernière arcade elle-même est différente, et appartient à une étape antérieure de l'architecture flamboyante. La deuxième travée est éclairée par deux baies en tiers-point entourées d'une fine moulure concave et d'une gorge, et équipées d'un beau remplage flamboyant. Il comporte deux lancettes à têtes tréflées au sud, et trois à l'est. Elles sont surmontées d'un soufflet entre deux mouchettes, ainsi que de deux losanges séparant les têtes trilobées du soufflet, à l'est. La voûte est emblématique du style flamboyant. Les ogives affichent un filet entre deux moulures concaves de face, et une large gorge de chaque côté, qui est séparé de voûtains par une arête saillante. La clé de voûte associe des découpages flamboyants à un pendentif orné de feuillages, qui ne montre encore aucune influence de la Renaissance, sauf pour sa forme, qui se répand à grande échelle à partir du deuxième quart du XVIe siècle. Il est à souligner que cette dernière travée du sud est la seule jusque-là décrite, qui soit entièrement homogène, et n'a pas encore fait l'objet de remaniements. C'est aussi le cas des travées du vaisseau nord décrites ci-dessous.

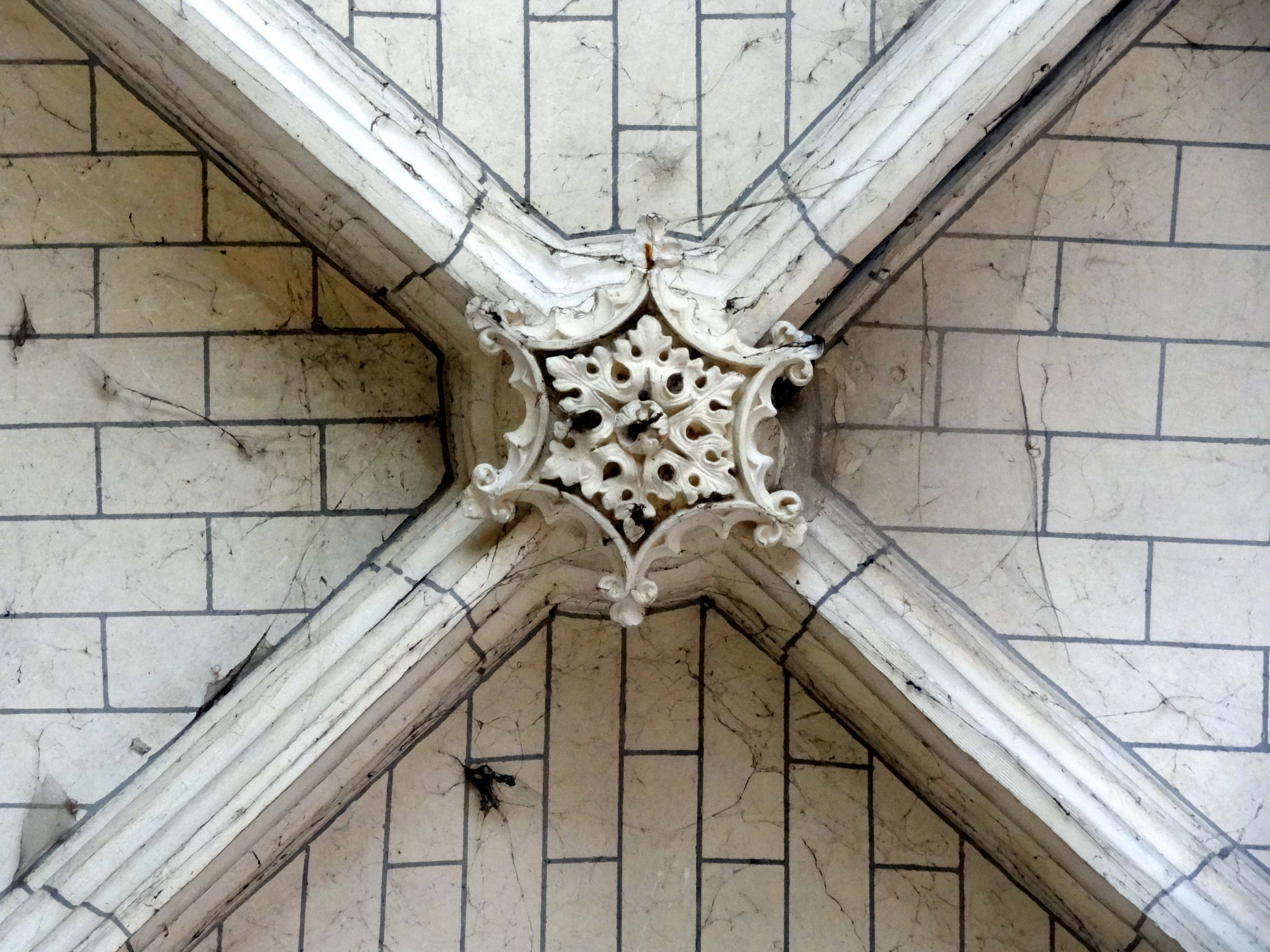
Croisillon sud, clé de voûte.
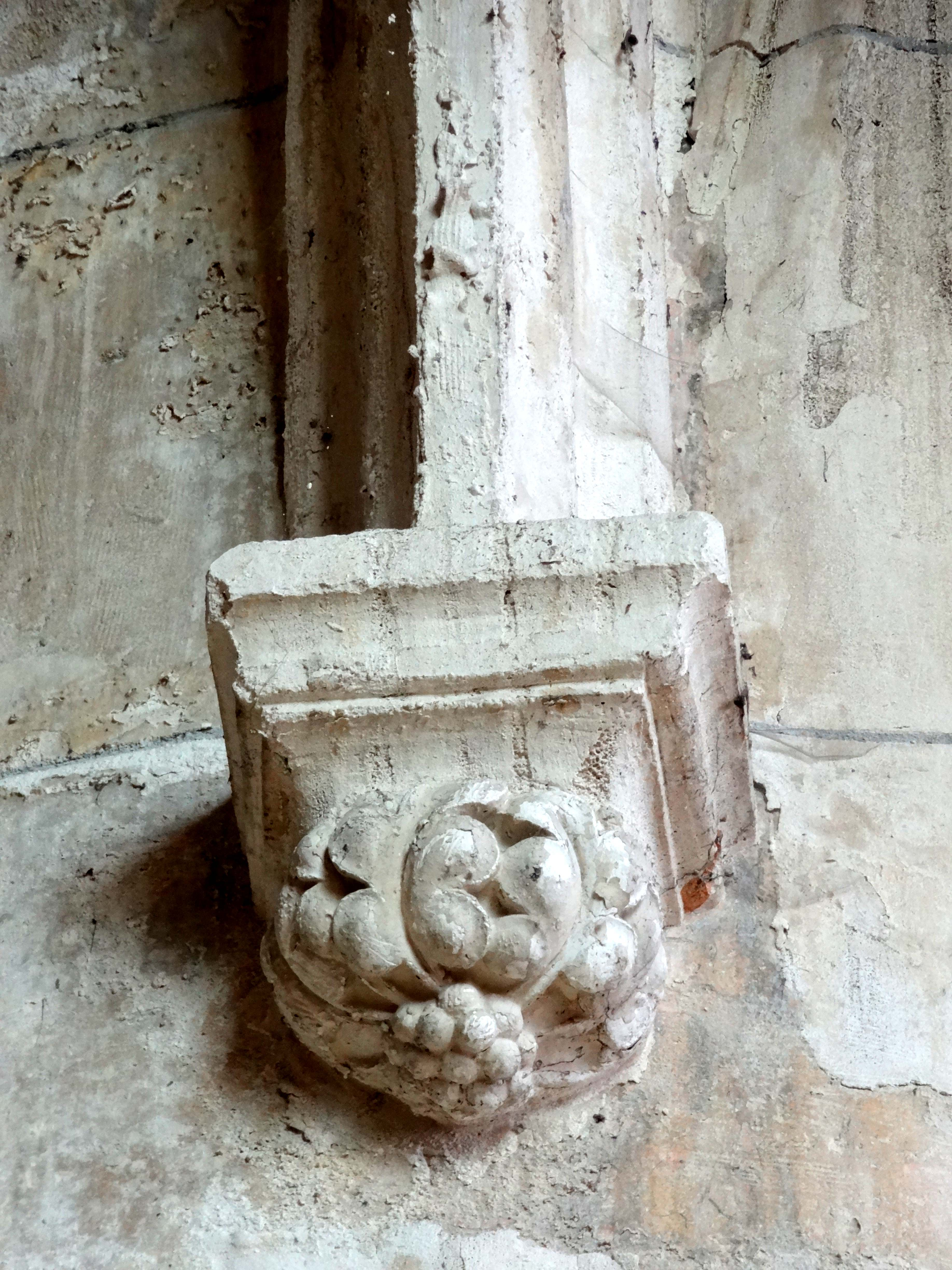
Croisillon sud, cul-de-lampe.
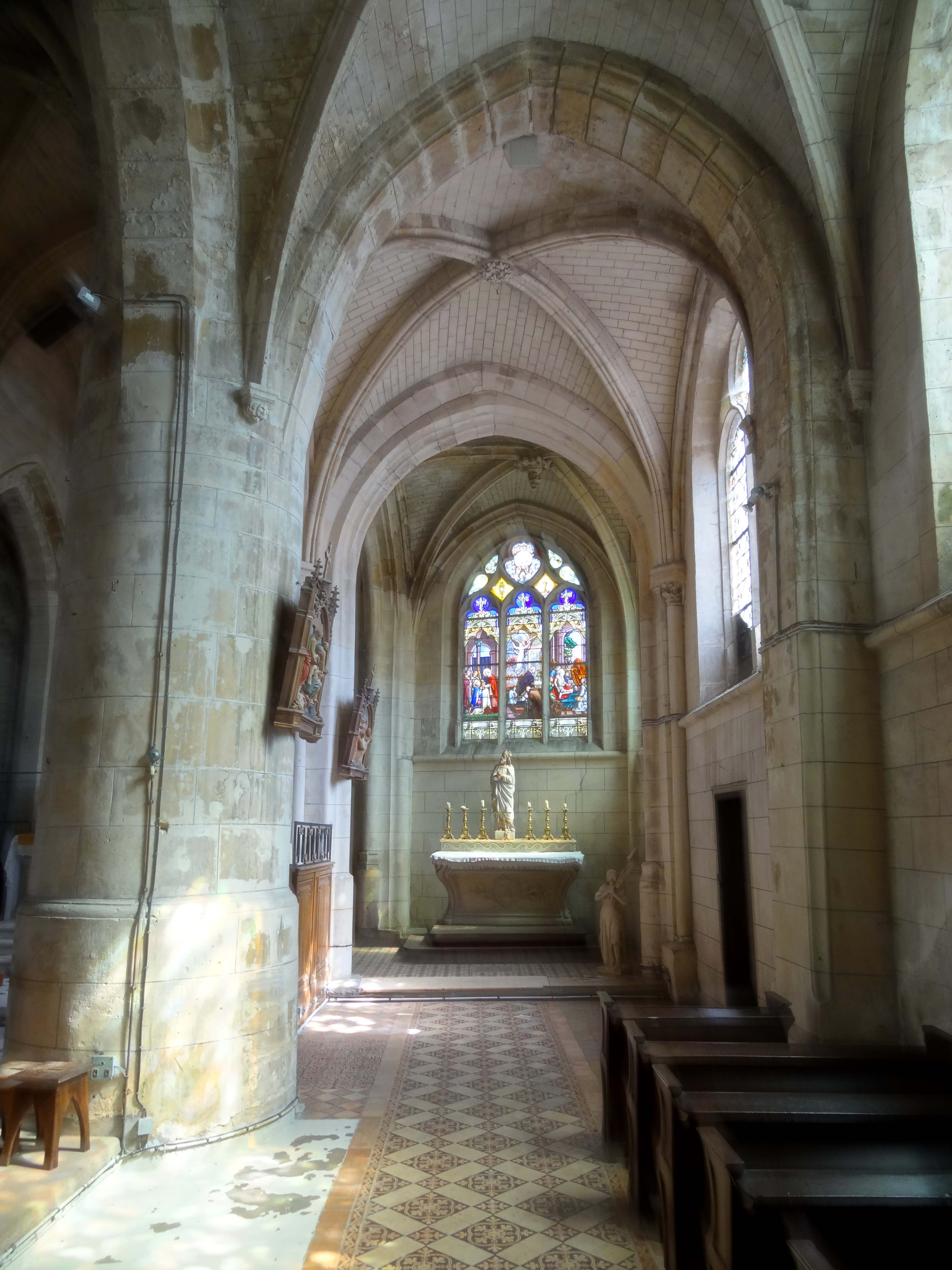
1re travée du collatéral, vue vers l'est.
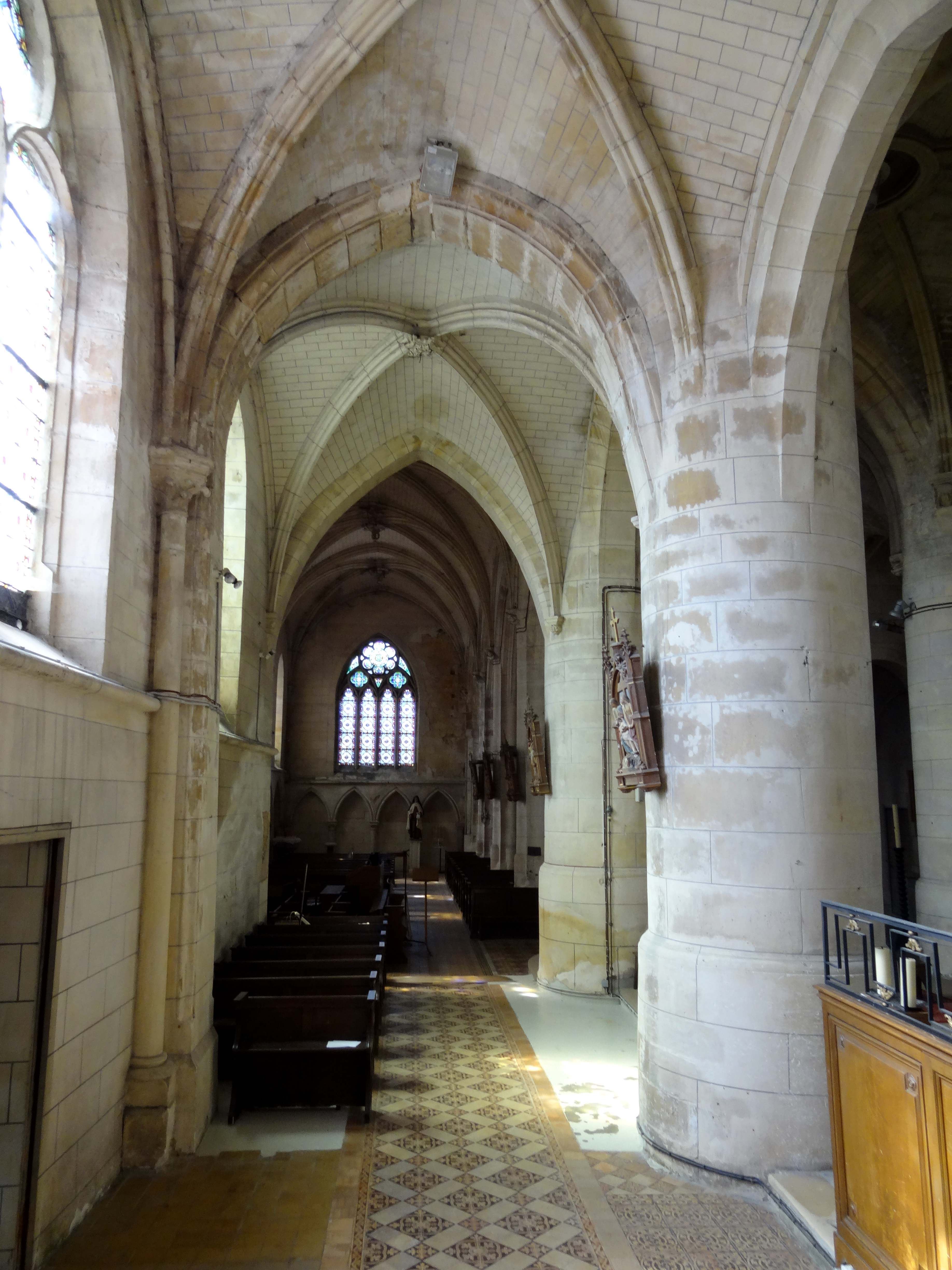
1re travée du collatéral, vue vers l'ouest.
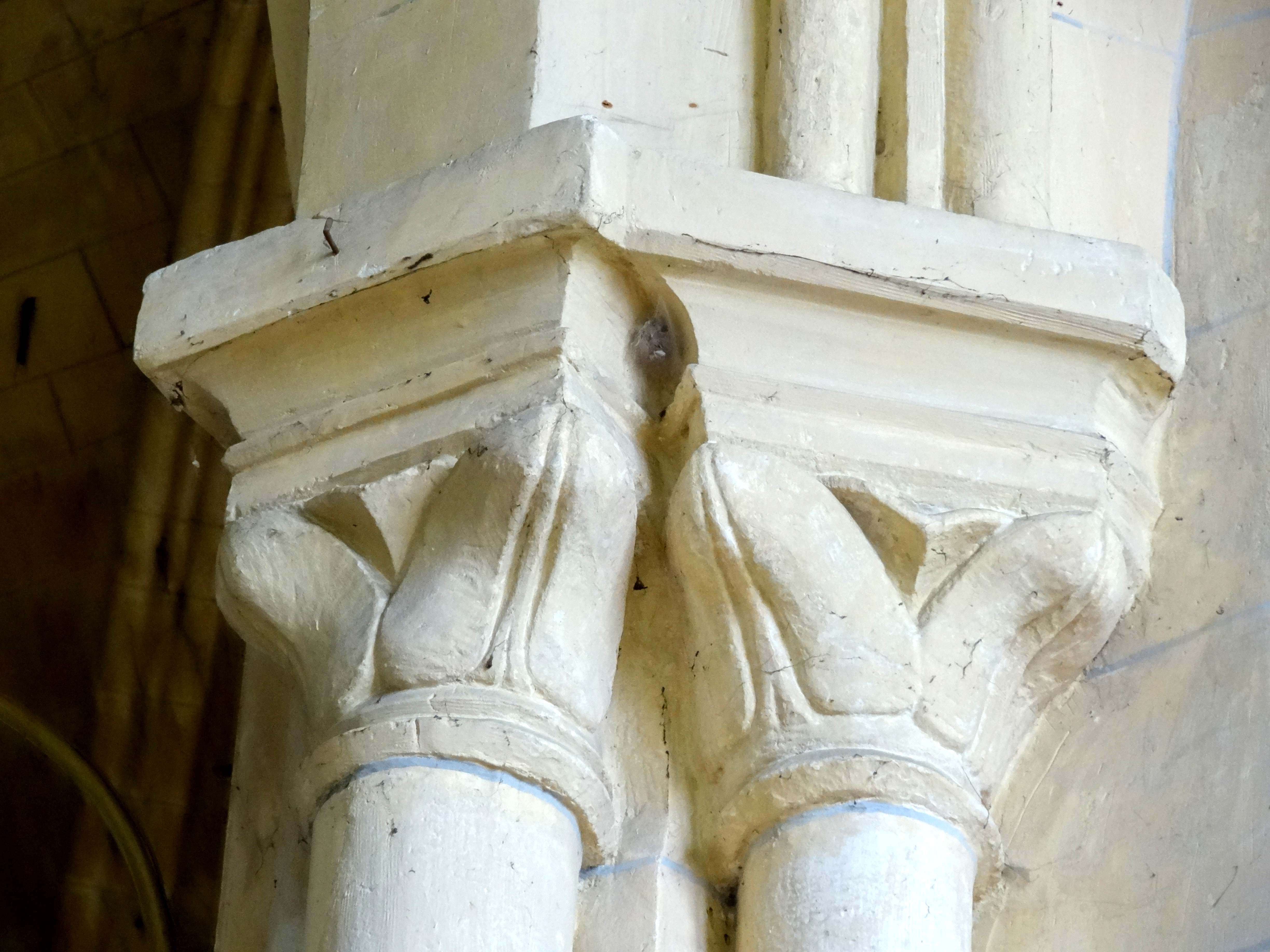
1re travée du collatéral, chapiteaux au nord-est.
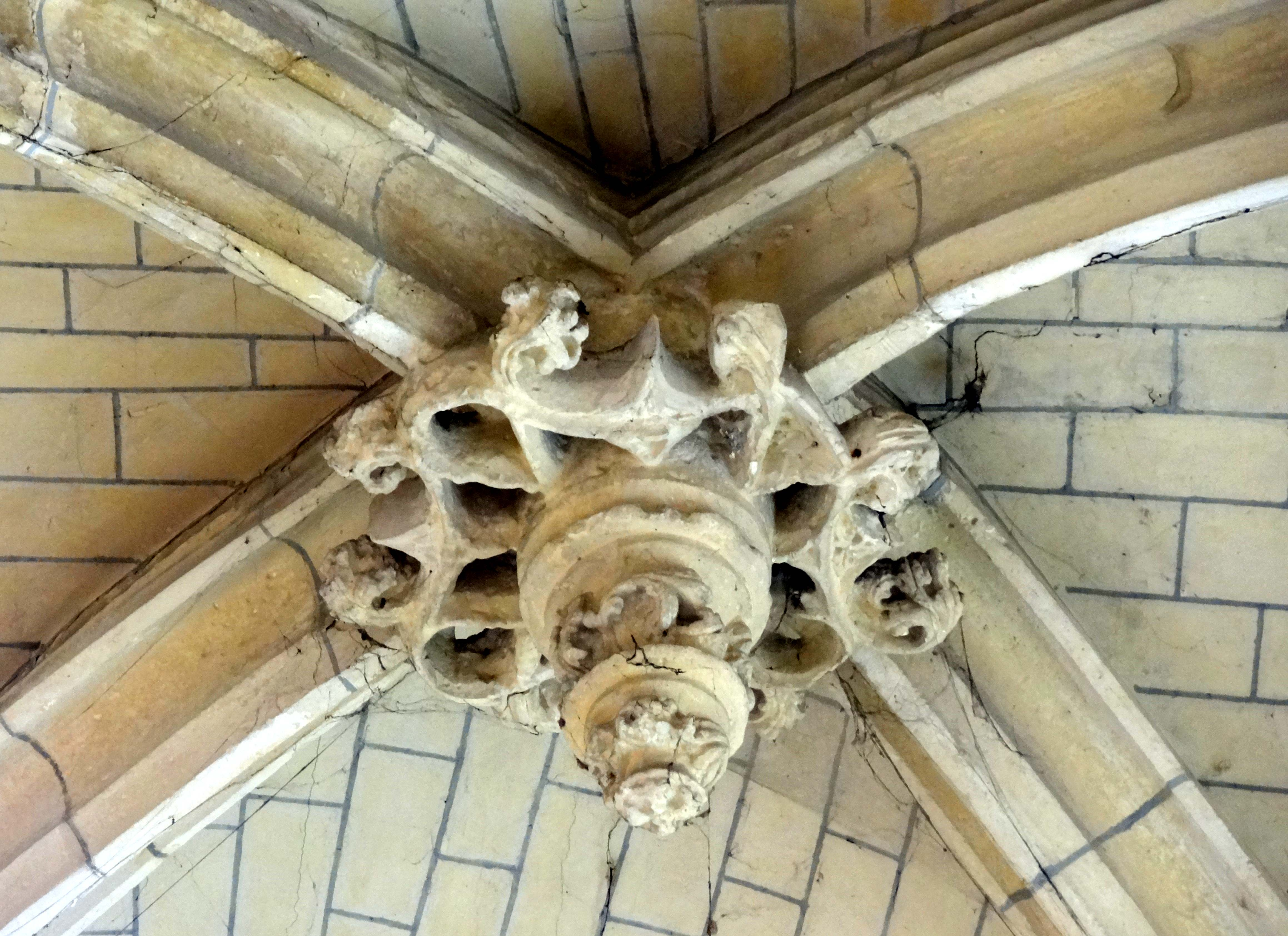
2e travée du collatéral, clé de voûte.

#### Croisillon nord, chapelle Saint-Joseph et collatéral nord du chœur

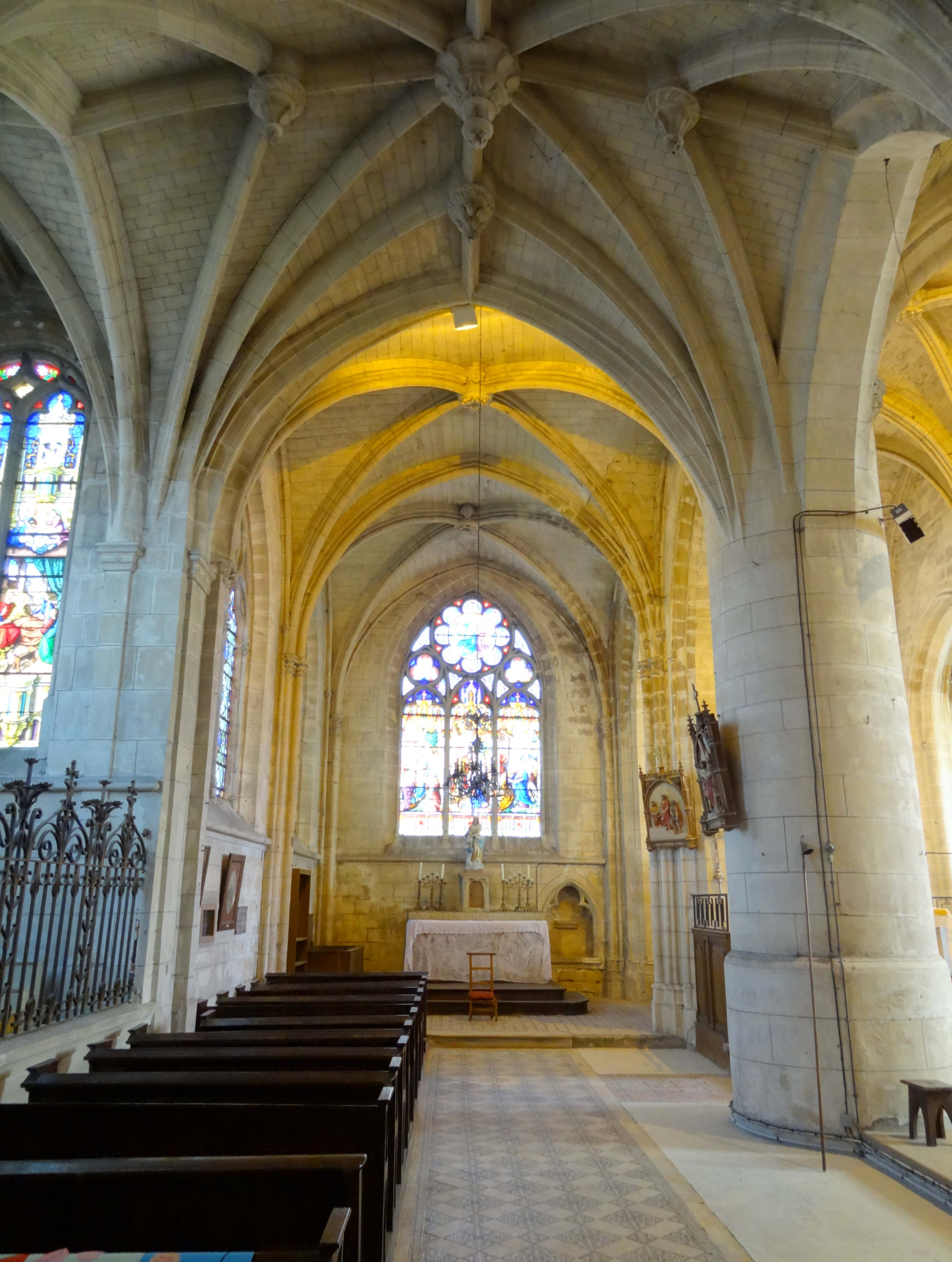
Croisillon, vue vers l'est.

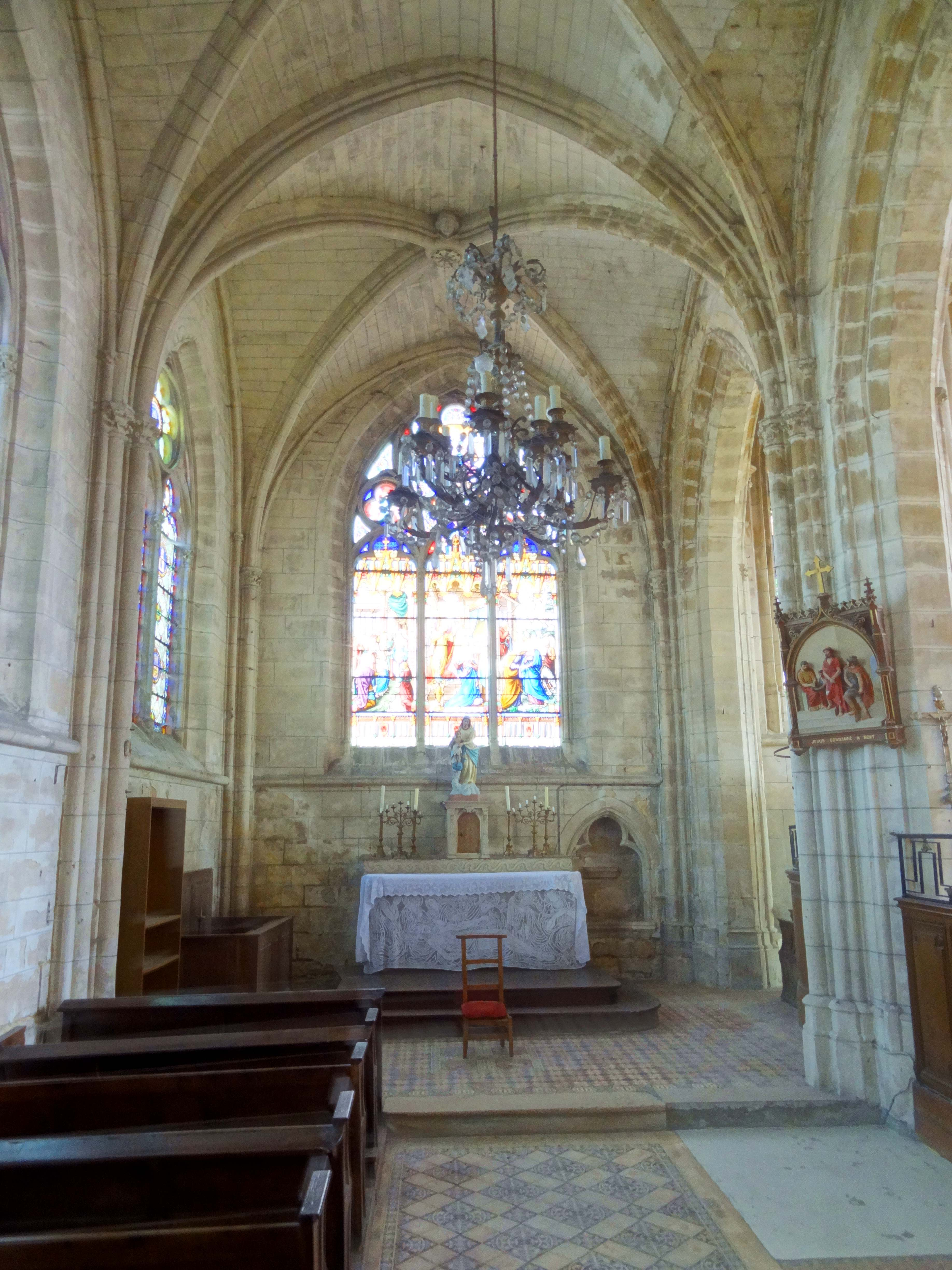
Collatéral, vue vers l'est.

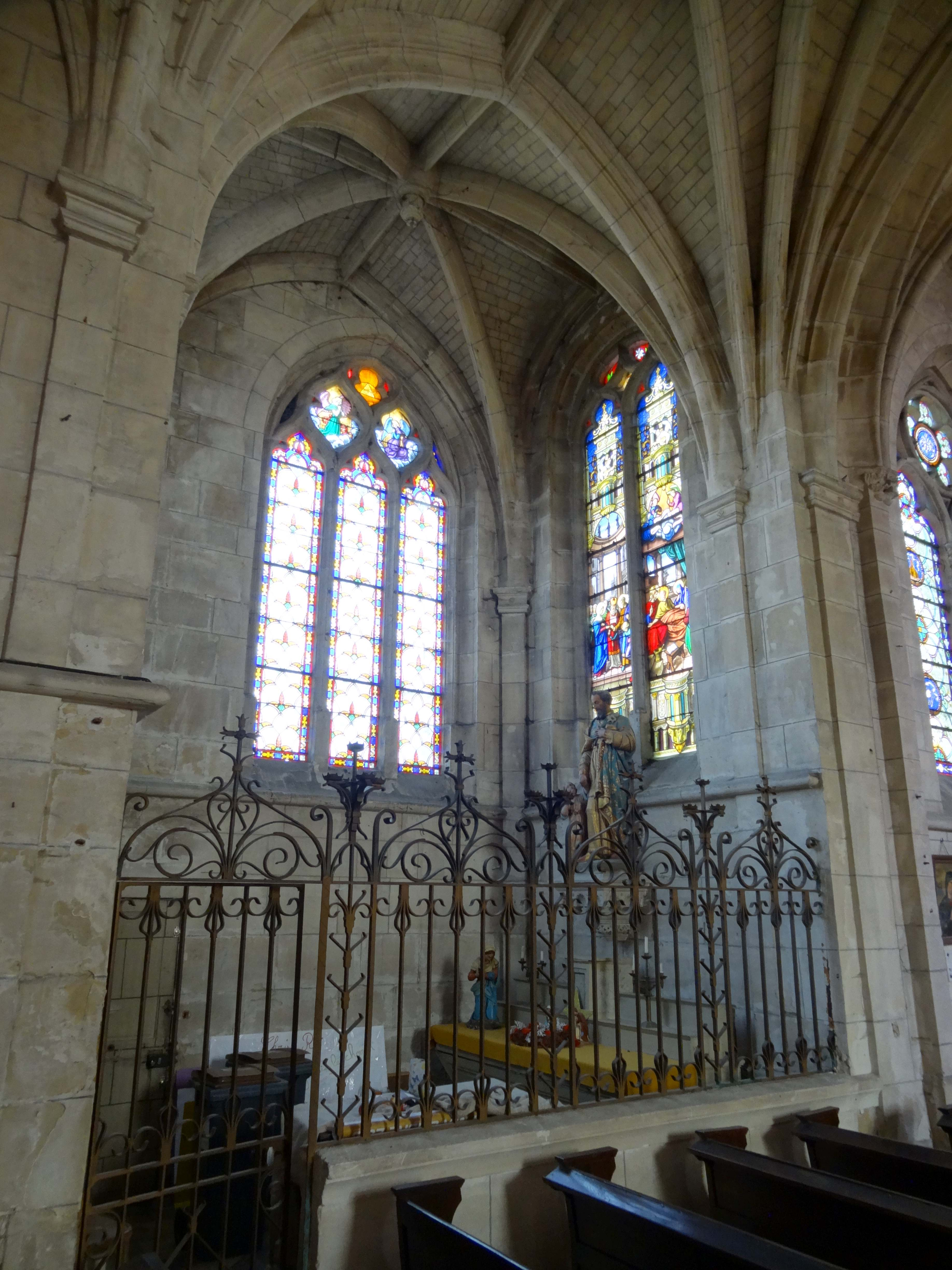
Chapelle Saint-Joseph.

Les cinq travées à l'est du bas-côté roman et au nord du vaisseau central n'ont jamais connu de remaniements, et appartiennent à deux époques de construction : entre 1530 et 1554 environ, et au dernier quart du XIIIe ou au XIVe siècle, en ce qui concerne les deux dernières travées, soit entre cinquante et cent ans après l'achèvement du vaisseau central du chœur. Les dimensions sont ici tout aussi généreuses que dans le collatéral sud de la nef. La travée de collatéral au nord de la dernière travée de la nef et le croisillon nord communiquent avec le vaisseau central par les doubleaux déjà décrits. Les trois doubleaux autour du croisillon nord sont en revanche différents et assimilés aux ogives, comme déjà le doubleau intermédiaire du chœur au début du XIIIe siècle. Aux ogives s'ajoutent des liernes, et dans le croisillon, également des tiercerons, toujours du même profil. Dérivé du profil flamboyant standard qui s'observe dans la dernière travée du collatéral sud, il se compose d'un coin émoussé devant une arête saillante flanquée de deux baguettes, l'ensemble étant placé devant un bandeau saillant et se détache nettement des voûtains. Les clés pendantes, qui sont au nombre de cinq dans le croisillon, sont de belle facture, et leur décor a recours à des motifs Renaissance, tels que des feuilles d'acanthe, des volutes empruntées au chapiteau corinthien, des glyphes et des oves et dards. Moins aboutis sont les supports, qui se limitent du reste à la retombée nord des deux doubleaux perpendiculaires du croisillon ; aux deux retombées du doubleau ouvrant sur la chapelle ; et aux deux angles nord-ouest et nord-est de la chapelle. Ce sont des pilastres lisses portant un chapiteau dorique, dont la frise arbore une petite rosette. Ces pilastres sont trop étroits pour recueillir l'ensemble des nervures, qui se fondent donc en bonne partie dans les murs. Dans les angles de la chapelle, ils sont implantés obliquement. Tous ces éléments d'architecture évoquent les débuts de la Renaissance, conformément à la date de 1554 relevée sur la niche à statue de la chapelle Saint-Joseph, à l'extérieur. Cependant, la fenêtre de la travée de collatéral au nord de la dernière travée de la nef, soit à l'ouest du croisillon, est analogue à la baie d'axe du chevet, et correspond à une phase nettement antérieure de l'architecture flamboyante. Dans le même ordre d'idées, la baie au nord de la chapelle, désaxée vers l'est en raison de la présence d'une tourelle d'escalier à l'extérieur, est identique à la baie au chevet du collatéral sud. La baie orientale est à deux lancettes trilobées, surmontées d'un losanges et de deux petits soufflets obliques. Au moins deux décennies se sont ainsi écoulées entre l'achèvement du gros-œuvre et du voûtement, ce qui explique sans doute aussi la simplicité des supports des voûtes. Pour des raisons qui s'expliquent mal, le remplage de la baie occidentale de la chapelle appartient à la campagne de construction des voûtes. Il est du même type que dans la première travée du collatéral sud, avec donc deux formes en plein cintre surmontées d'un oculus.
Le raccordement avec le collatéral nord du chœur n'est pas des plus heureux, car les voûtes ne se touchent pas immédiatement. Un rang de claveaux a dû être intercalé entre le doubleau oriental du croisillon et le mince formeret torique, par lequel commence la voûte du collatéral. En plus, les deux arcades ne sont pas symétriques, et dans l'angle nord-ouest du collatéral, les chapiteaux du formeret occidental et l'ogive reposent sur un pilastre ou ressaut du mur. Nonobstant, le collatéral nord représente sans doute la partie la plus élégante de l'église Saint-Germain. Il est de style rayonnant tardif, comme par exemple les chœurs de Brenouille, Nointel et Rousseloy, ou la chapelle latérale nord de Pontpoint. Les soubassements des fenêtres sont relativement bas, afin de maximiser la surface vitrée, et délimités horizontalement par un tore. À droite du chevet, une piscine liturgique, ornée d'une arcature trilobée, est ménagée dans l'épaisseur du mur. Les pourtours des fenêtres sont moulurés d'une gorge. Les meneaux du réseau principal sont précédés d'un tore, et portent des chapiteaux-tuyaux, tandis que les meneaux du réseau secondaire accusent un profil chanfreiné. Ils sont tous très minces. L'on constate l'analogie avec la baie de la dernière travée du collatéral sud. Le réseau des deux baies latérales est en effet identique. Au chevet, l'on a ajouté une troisième lancette à tête tréflée. La lancette médiane, plus aigüe, est surmontée d'un grand octolobe, forme rare, qui s'inscrit dans un oculus. Les lancettes latérales, en arc brisé surbaissé, sont surmontées d'un sommet de lancette plus aigu, qui renferme un trilobe inscrit dans un oculus. Les voûtes sont très régulières, et munies de formerets. Les ogives et doubleaux, analogues, affichent un tore garni d'un mince filet, placé devant deux baguettes et deux gorges. Les formerets toriques sont également garnis d'un mince filet, et tout aussi grêles que les tores des fenêtres. Leurs chapiteaux-tuyaux sont situés plus haut que les autres. Avec l'affinement des supports, le nombre de fûts augmente par rapport au début du XIIIe siècle. Il y a ainsi des faisceaux de cinq colonnettes de part et d'autre du doubleau intermédiaire, mais les fûts des colonnettes sont situés derrière celles des ogives. Des faisceaux de trois colonnettes sont logés dans les angles du chevet. Les tailloirs sont octogonaux, de faible hauteur, et profilés d'un tore et d'un biseau. Les chapiteaux sont sculptés d'un ou de deux rangs de maigres feuilles déchiquetées, caractéristiques du XIVe siècle. Les bases se composent d'un gros tore aplati, d'un fût polygonal, et d'un tore, le même que sur les tailloirs, qui suit le plan du socle polygonal.

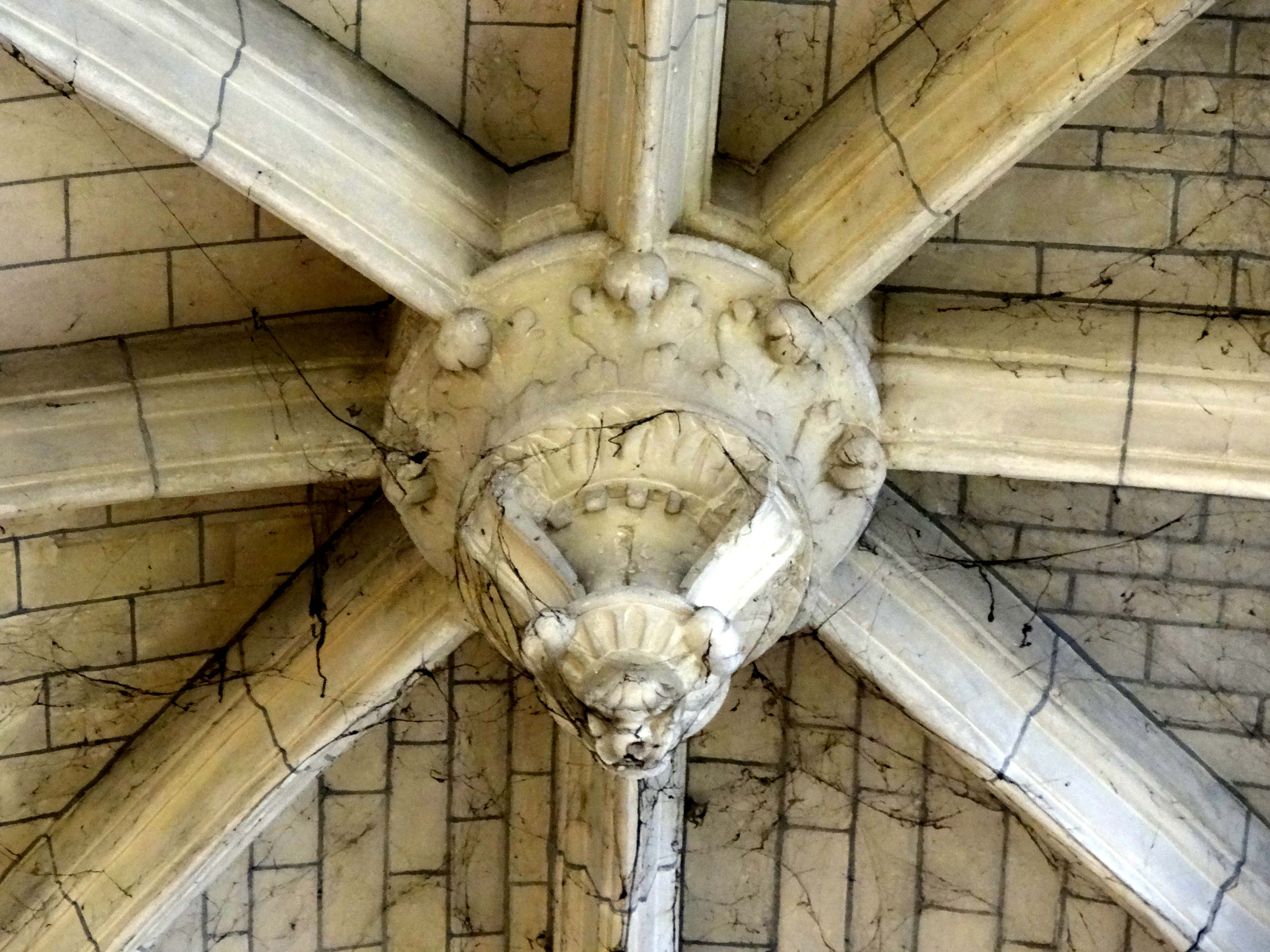
Travée au nord de la nef, clé de voûte.
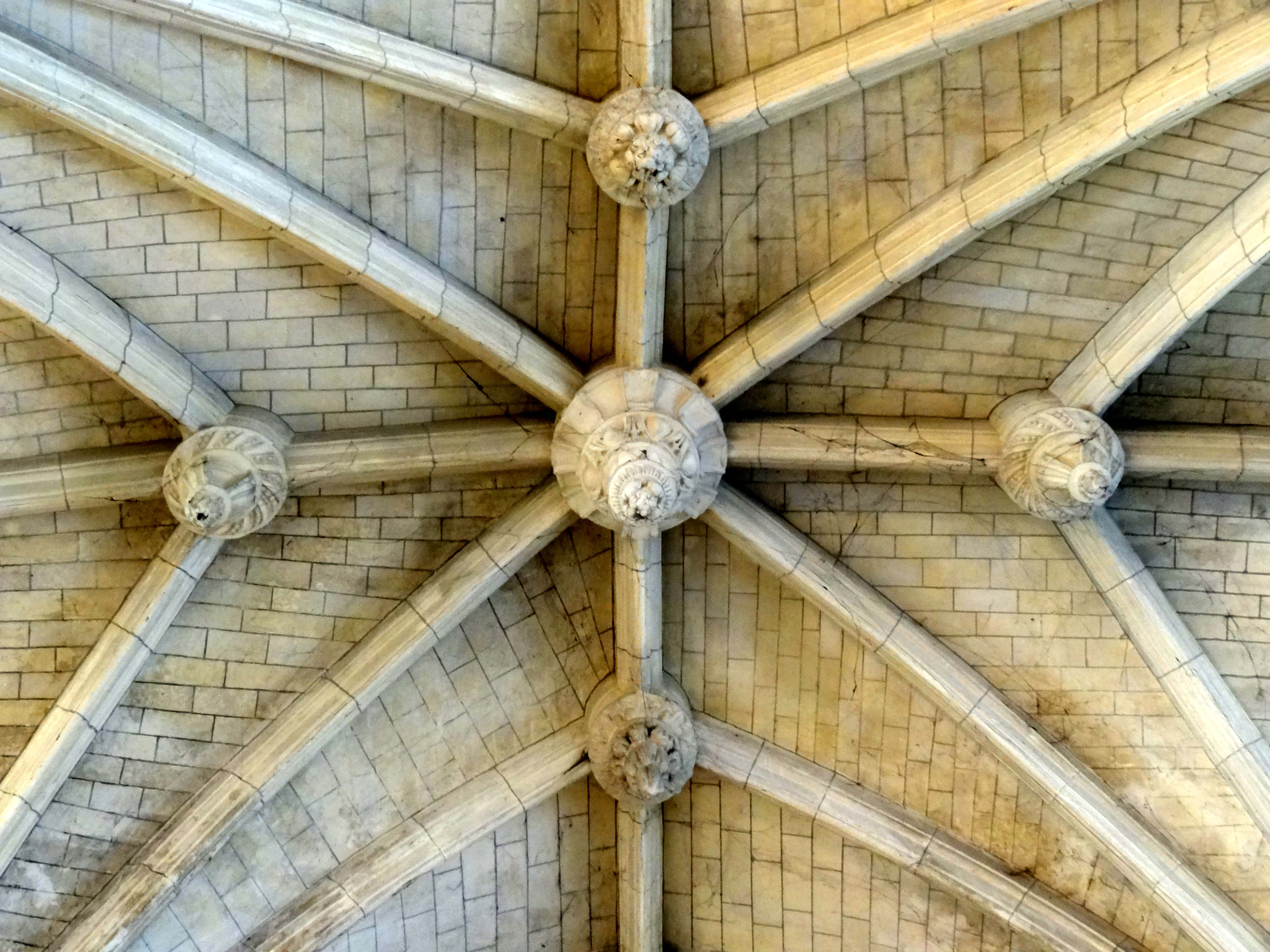
Croisillon nord, voûte.
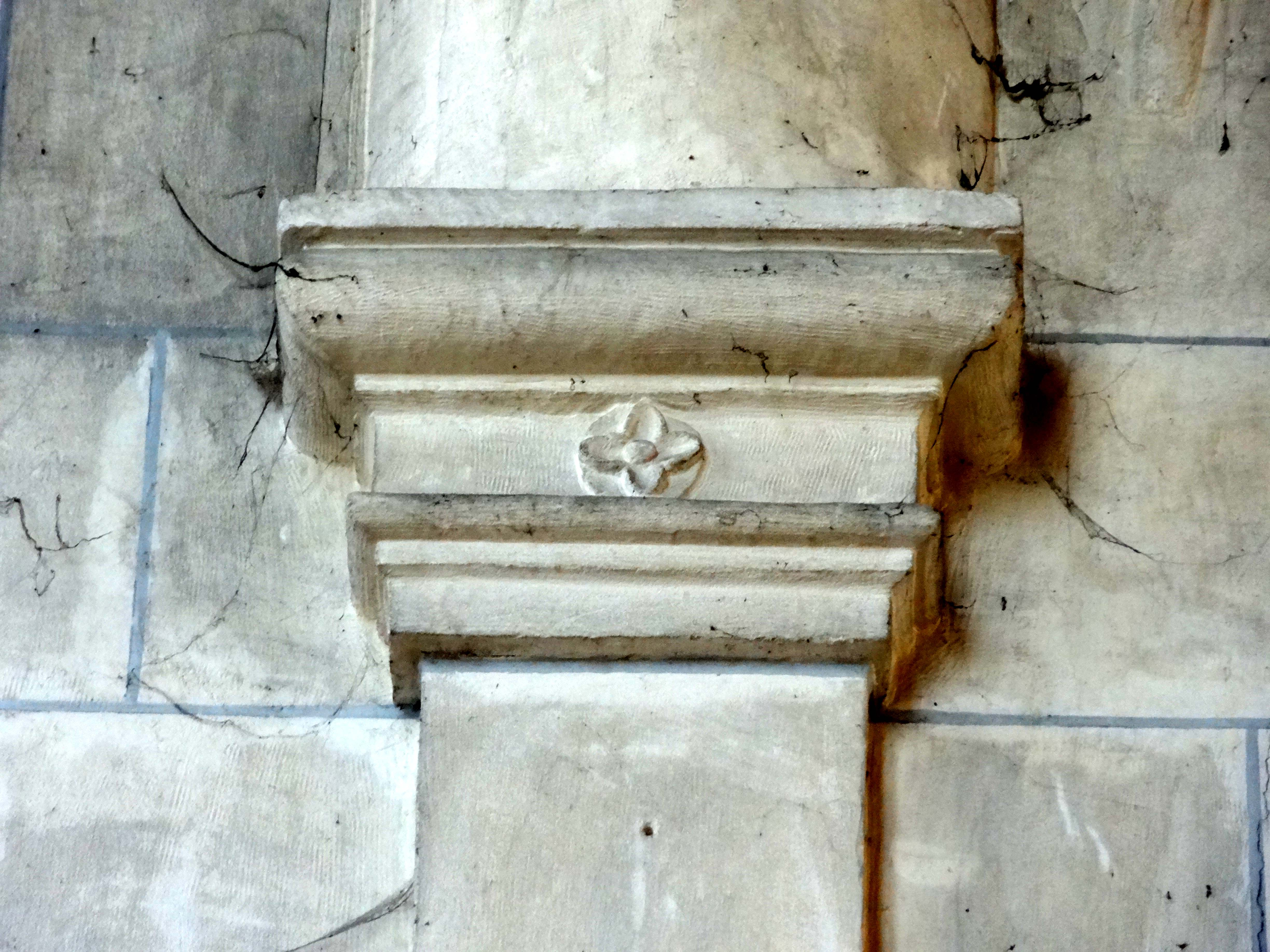
Chapelle Saint-Joseph, chapiteau dorique.
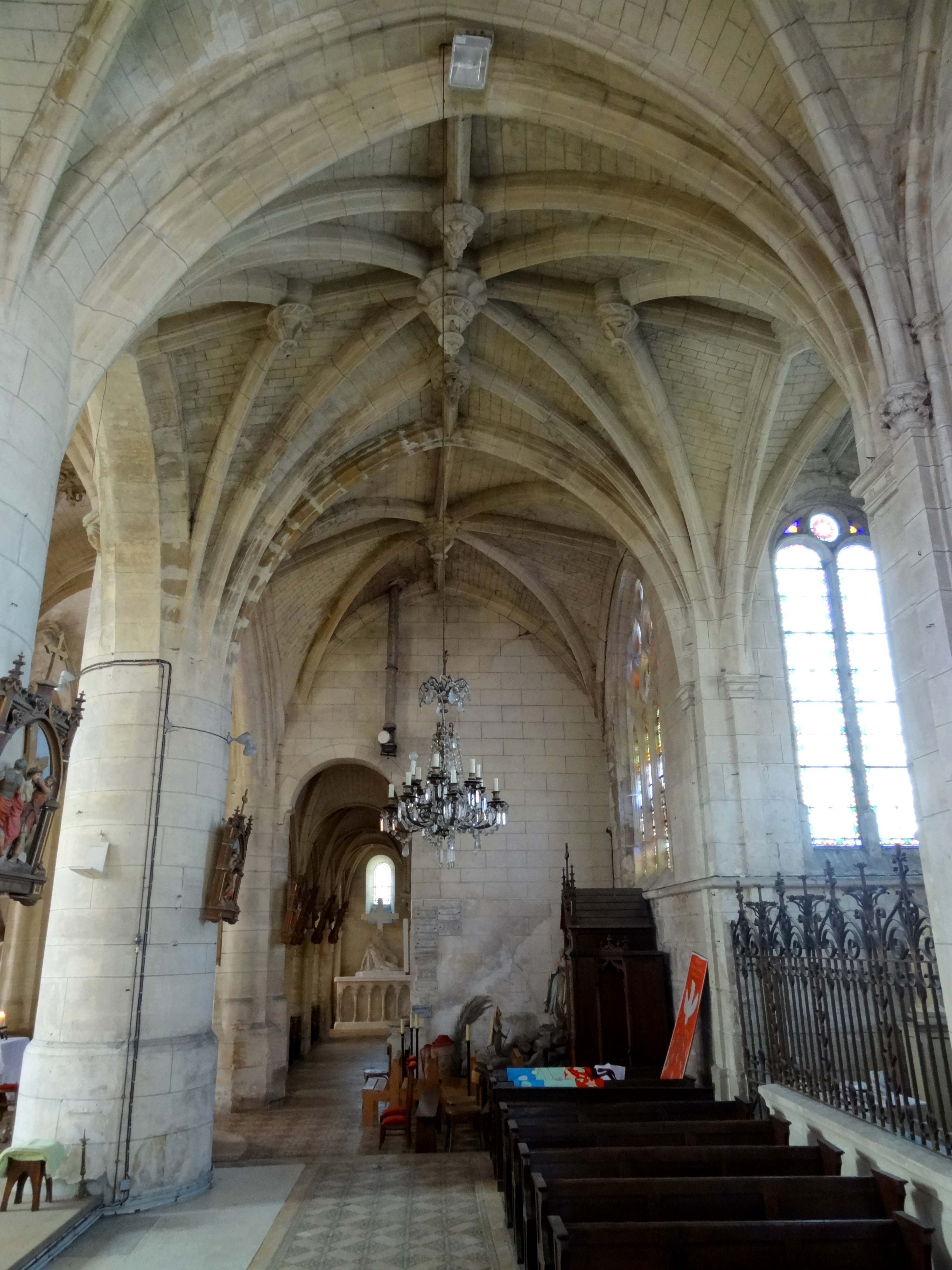
Collatéral nord, vue vers l'ouest.
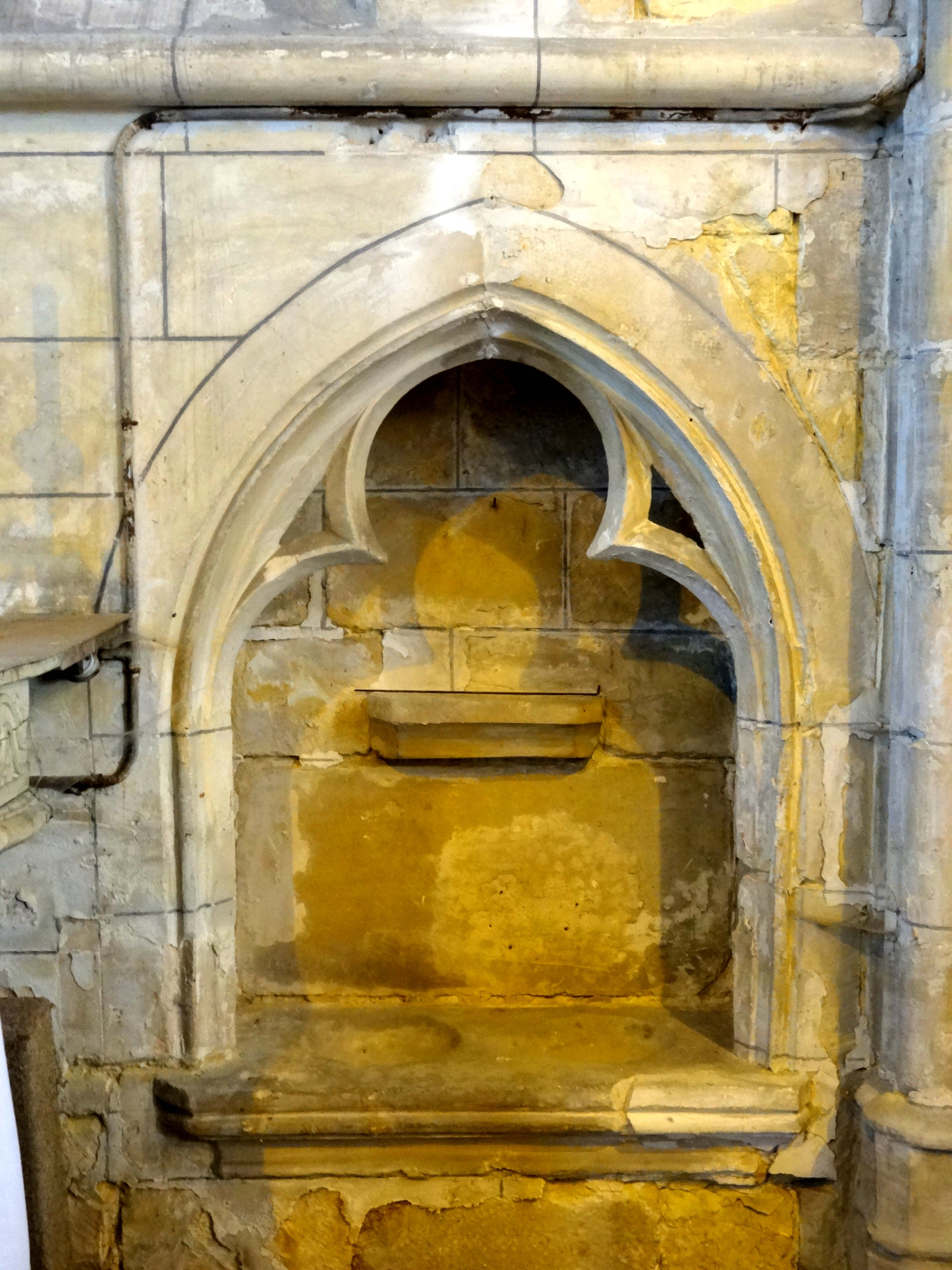
Collatéral nord, piscine à droite du chevet.
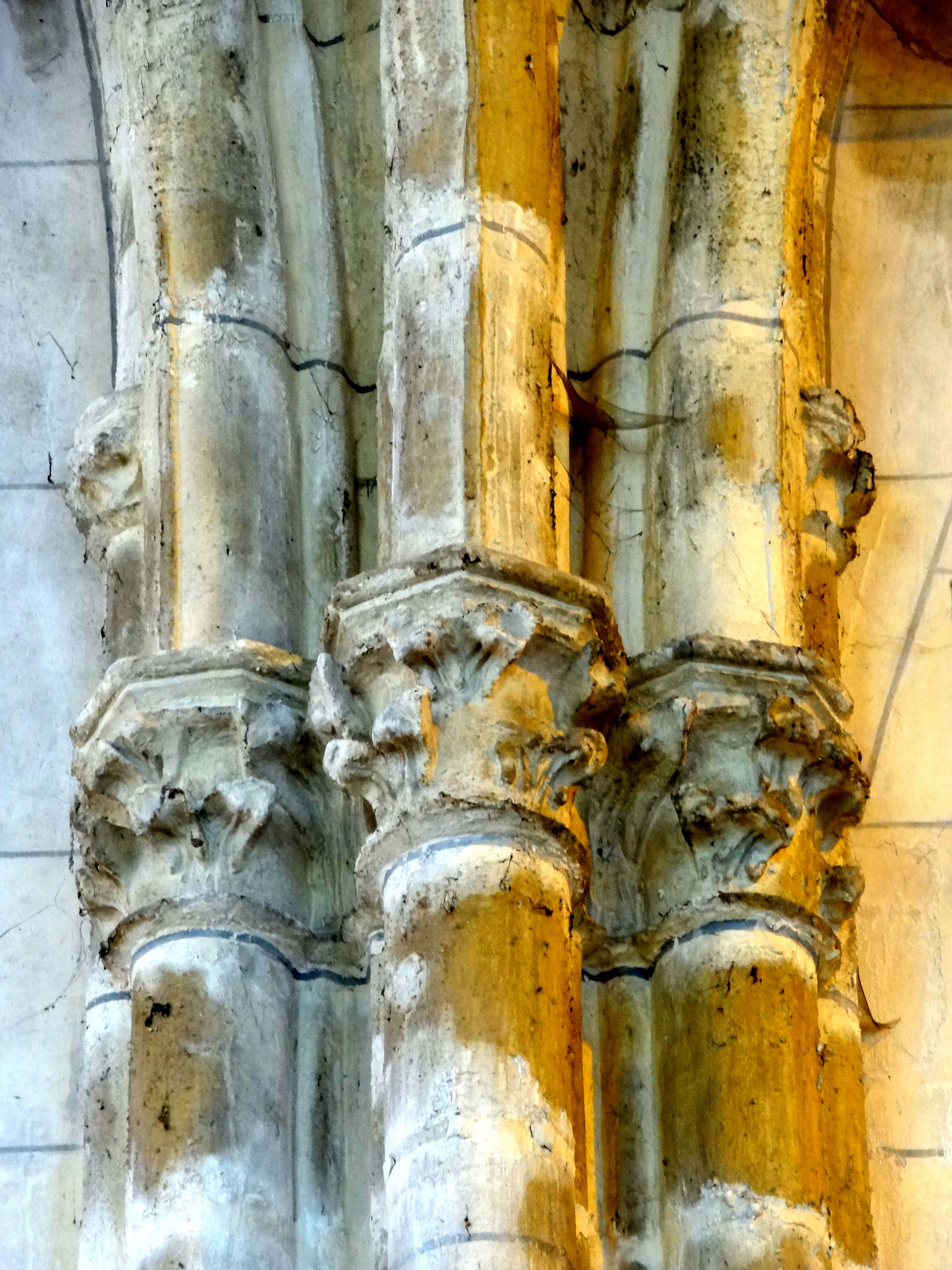
Collatéral, chapiteaux du doubleau intermédiaire.

### Extérieur

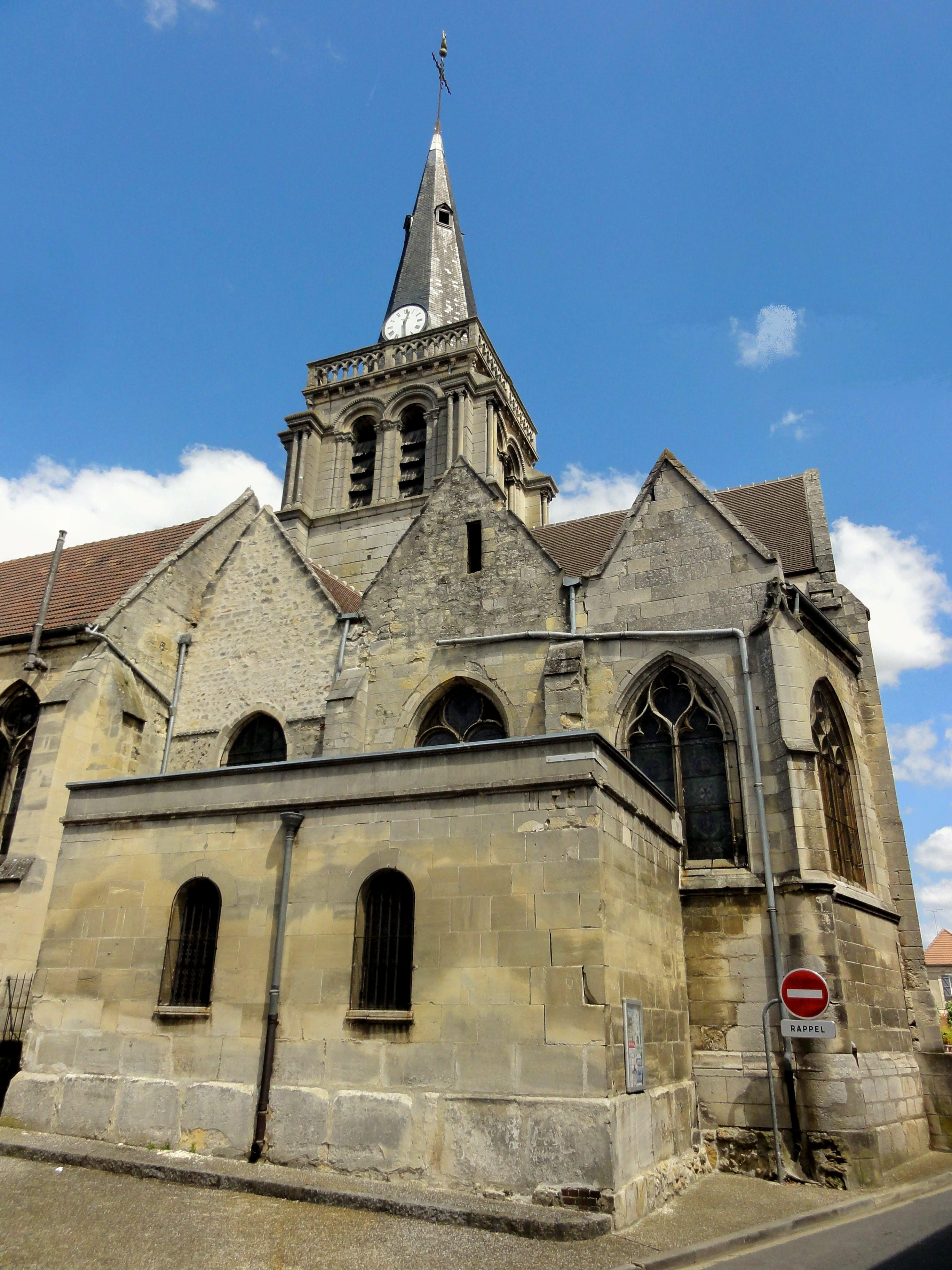
Parties orientales et sacristie, vue depuis le sud.

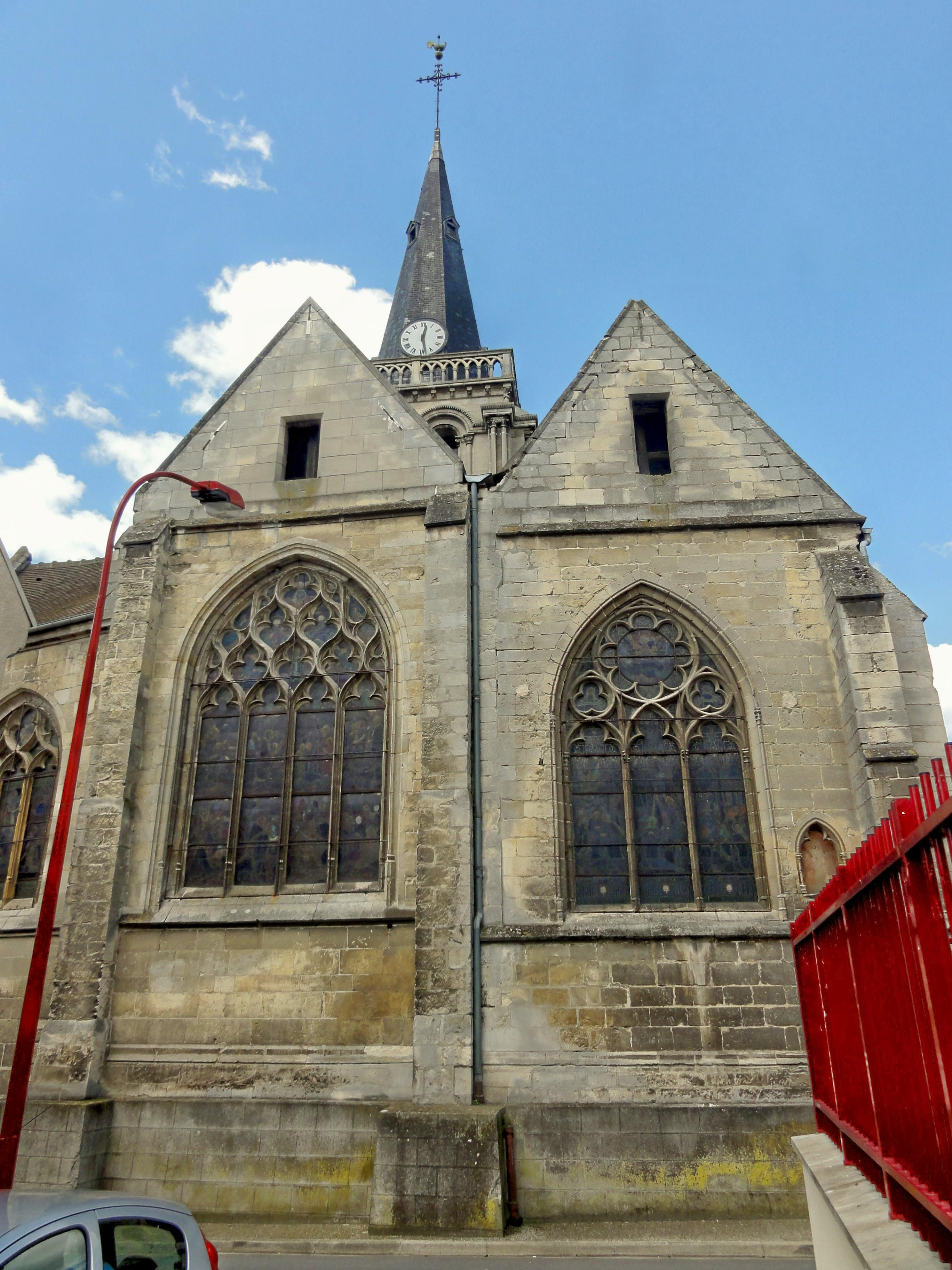
Chevet du vaisseau central et du collatéral nord du chœur.

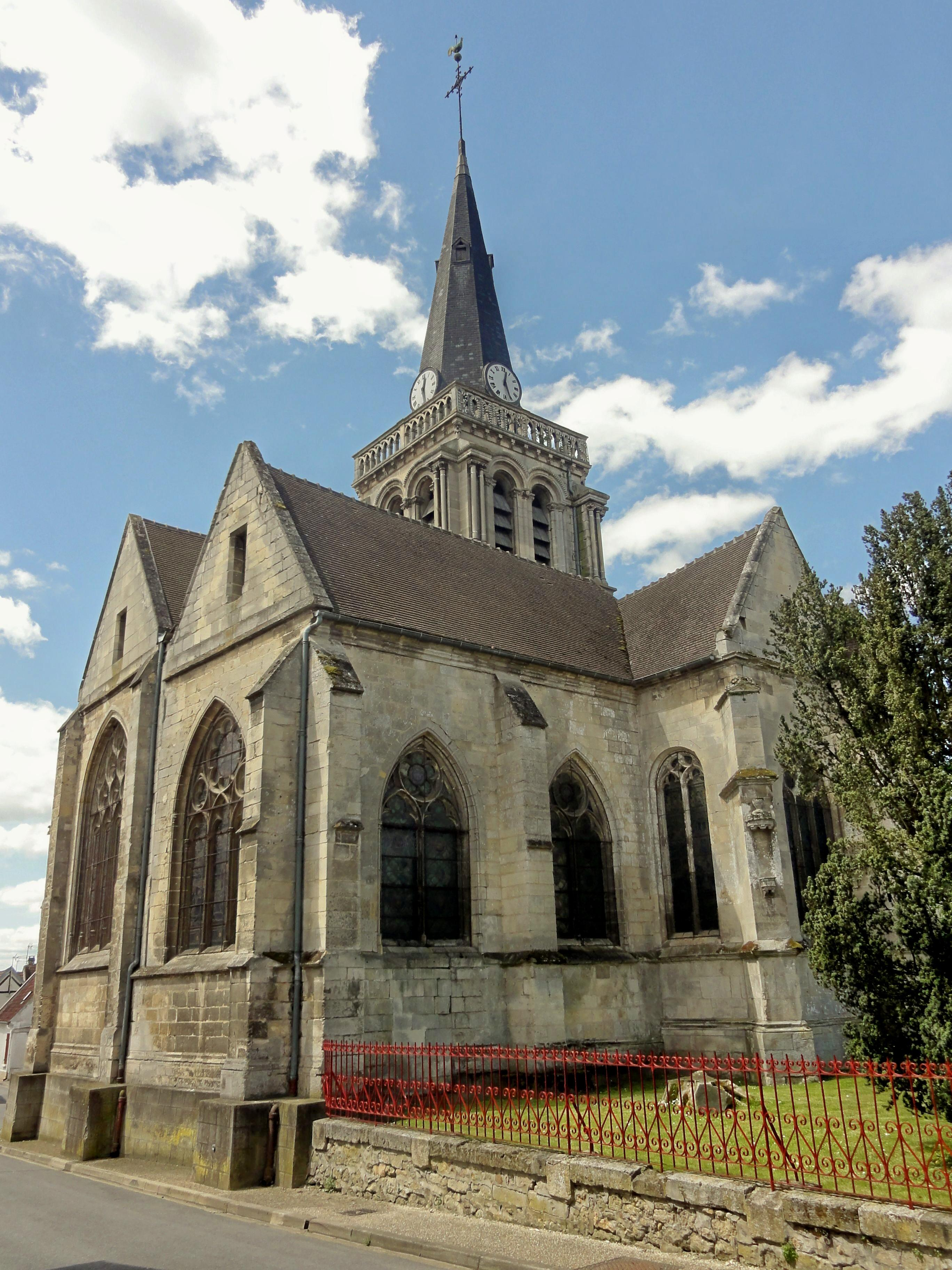
Parties orientales, vue depuis le nord.

L'église Saint-Germain est un édifice qui en impose par ses dimensions, ses nombreuses chapelles latérales, et ses grandes baies aux réseaux rayonnants et flamboyants complexes. Elle a l'allure de l'église d'une ville d'une certaine importance, et s'élève au-dessus de la plupart des églises rurales des environs, comme cela arrive parfois dans les modestes villages, comme par exemple à Cambronne-lès-Clermont, Nointel ou Remy. Sa structure complexe se révèle tout aussi bien à l'extérieur qu'à l'intérieur. Toutes les élévations extérieures sont soigneusement appareillées en pierre de taille, à l'exception du mur-pignon du croisillon sud, qui est bâti en petits moellons noyés dans un mortier, avec disposition en opus spicatum au-dessus de la baie. Il est toutefois à signaler qu'au cours des années 1840, Eugène Woillez a trouvé le bas-côté nord avec des murs de ce même type d'appareil. Le parement a donc été en partie refait lors de la restauration au dernier tiers du XIXe siècle, et tout ce que l'on voit n'est pas authentique. Surtout le clocher, qui complète avantageusement l'ensemble, ne l'est pas, et n'a été terminé qu'en 1870. Avec une disposition des colonnettes fidèle à la tradition du XIIe siècle, des glacis sommitaux des contreforts plus pentus, et une flèche de diamètre plus important cantonnée de quatre pyramidons, il aurait facilement pu passer comme une œuvre du début du XVIe siècle. Les balustrades autour des flèches ne sont pas connues dans la région avant le XVIe siècle.
La façade occidentale de la nef est délimitée par deux contreforts plats romans. La porte, en anse de panier, est sans caractère. Elle est directement surmontée de la vaste baie de style rayonnant, que Lucien Charton dit de la fin du XIXe siècle. Entre l'arc de la baie et les contreforts, court un rang de billettes également roman. Du bas-côté nord roman, l'on n'aperçoit plus que le tout début, avec deux contreforts plats orthogonaux à l'angle, et deux baies en plein cintre, une à l'ouest et une au nord. Immédiatement à gauche de cette baie, commence le bâtiment de service du XIXe siècle que l'on peut confondre, à l'extérieur, avec le bas-côté. Le collatéral sud gothique a été très lourdement restauré. Conformes à l'architecture du début du XIIIe siècle sont les contreforts scandés par un larmier simple, et amortis par un glacis formant larmier, tandis que le porche est résolument néo-gothique, ce qui serait moins flagrant si les deux lancettes de la sorte de remplage qui ferme le porche ne seraient pas aussi épaisses, et si ses colonnettes étaient mieux proportionnées. Le seul élément digne d'intérêt est la fenêtre au réseau rayonnant tardif (dernier quart XIIIe / XIVe siècle) de la dernière travée.
L'élévation méridionale des parties orientales, croisillon sud et collatéral sud du chœur, se caractérise par une enfilade de trois pignons, ce qui est globalement fréquent à la période flamboyante, mais rare dans la région : l'on ne peut guère citer que Crouy-en-Thelle, Fresnoy-la-Rivière, Marolles, Ully-Saint-Georges et Vaudancourt. Celui du croisillon sud, partiellement roman, a déjà été signalé. Les deux autres sont aussi dissemblables, car trois siècles séparent les deux travées du collatéral. Les parties basses de ces deux travées gothiques sont dissimulées par la sacristie de la fin du XIXe siècle. À droite de la sacristie, au chevet et sur toutes les travées gothiques du nord, la limite des allèges est marquée par un larmier, qui est uniquement interrompu par les deux contreforts plats du mur oriental du chœur. En plus, une plinthe moulurée court à trois assises du sol, qui est elle aussi continue. Ces deux éléments de scansion suggèrent une certaine unicité de l'ensemble. Le contrefort flamboyant à l'angle sud-est est donc scandé par ce larmier, ainsi que par un deuxième, et coiffé d'un chaperon en bâtière, dont le gâble est garni de crochets. C'est le seul contrefort de ce type à Sacy-le-Grand, car les travées flamboyantes du nord n'ont été terminées qu'à la Renaissance.
Le mur de chevet du collatéral sud est légèrement oblique, pour éviter que l'église n'empiète sur la voie publique. C'est pour la même raison que les deux contreforts orientaux du chœur sont plats, alors qu'ils datent du début du XIIIe siècle, et non de la période romane. Sur le chevet, les murs du vaisseau central et du collatéral sud du chœur sont presque des mêmes dimensions, comme si l'église était à double chœur. Ils sont tous les deux dominés par un pignon, ajouré d'une ouverture rectangulaire et délimité inférieurement par un larmier, et se ressemblent assez, excepté pour les réseaux des baies. Celle du chœur date de la fin du XVe ou du début du XVIe siècle, et celle du collatéral, du dernier quart du XIIIe ou du XIVe siècle. Sur le collatéral seulement, le gros-œuvre est contemporain de la fenêtre. La décoration des baies, sinon analogue à l'intérieur de l'église, est ici complétée par un mince tore extérieur, qui est lui aussi muni de chapiteaux-tuyaux, à l'instar des meneaux. À droite de la baie du chevet, l'on trouve en plus une curieuse niche évoquant une piscine liturgique, qui est trop petite pour abriter une statue, et trop éloigné du sol pour représenter un bénitier. Les contreforts du collatéral nord sont du même type que ceux du collatéral sud de la nef, mais scandés par un larmier supplémentaire. La corniche est moulurée d'une doucine, qui est déjà présente, à la même époque, sur le rouleau inférieur des grandes arcades au nord du chœur, et c'est donc à tort que l'on associe cette moulure souvent à la Renaissance exclusivement. Pour venir aux travées de style flamboyant tardif achevées en 1554, dont deux seulement sont visibles à l'extérieur (la chapelle Saint-Joseph et l'unique travée du collatéral nord de la nef), elles se distinguent par des larmiers d'un profil des larmiers plus complexe, enrichi de plusieurs faibles ressauts, et de massifs contreforts obliques, qui sont décorées chacun d'une niche à statue Renaissance relativement fruste. Sur le mur occidental du collatéral de la nef, l'on observe un grand arc-doubleau bouché, qui témoigne de l'intention de remplacer l'ensemble du bas-côté roman par un collatéral de dimensions généreuses, comme l'on avait déjà fait au début du XIIIe siècle du côté sud.

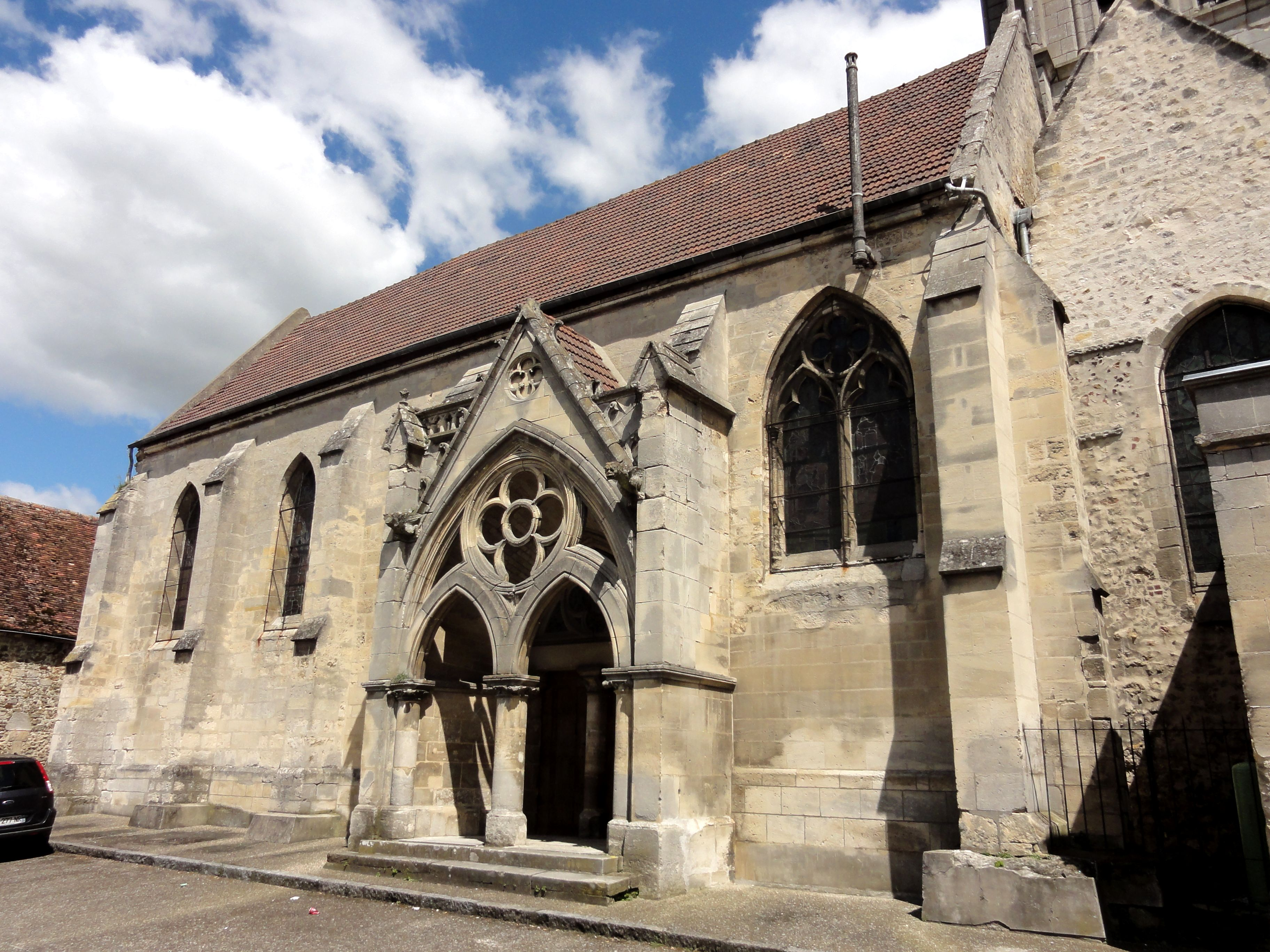
Collatéral sud de la nef.
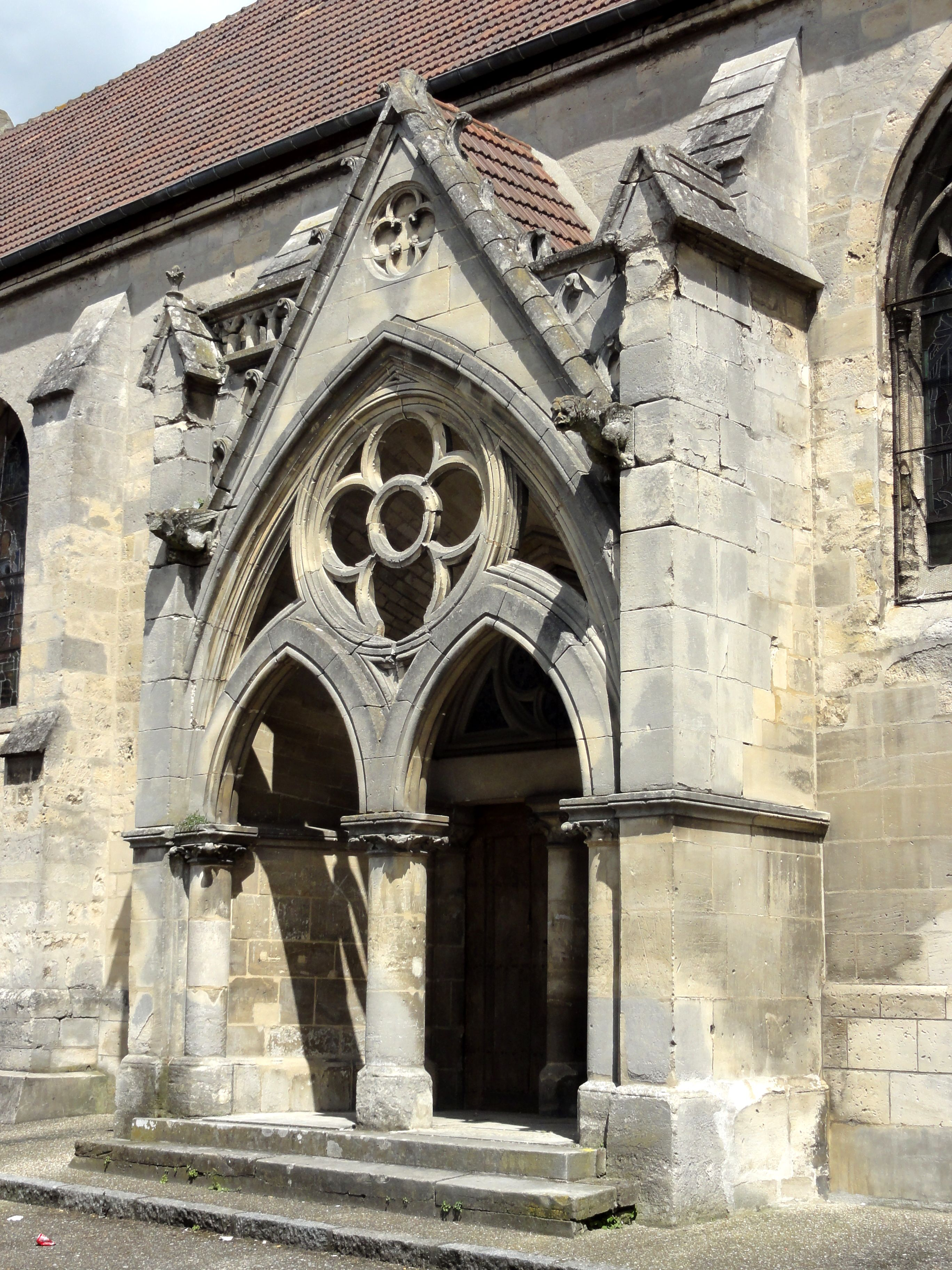
Porche néo-gothique au sud.
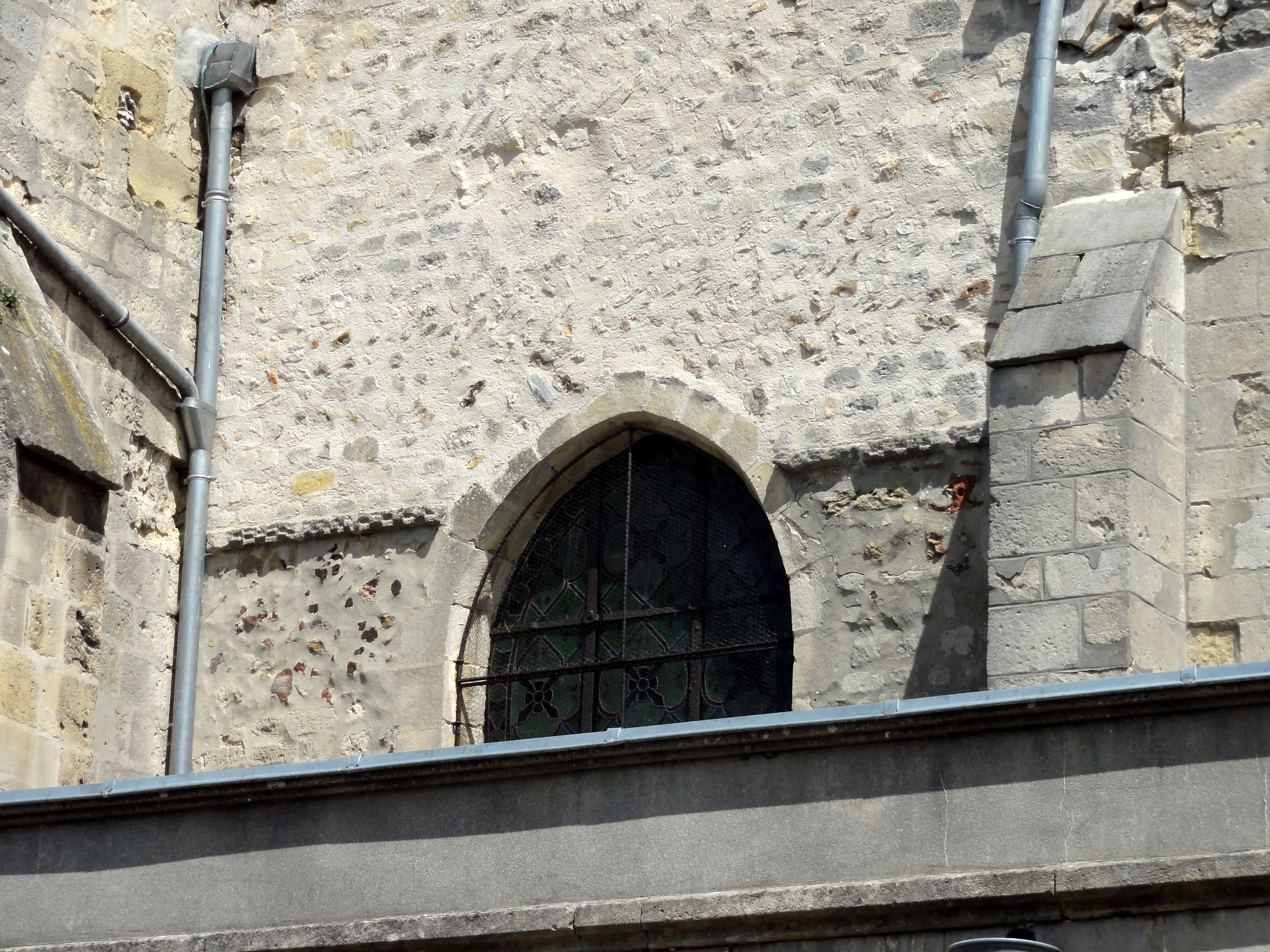
Mur-pignon roman du croisillon sud.
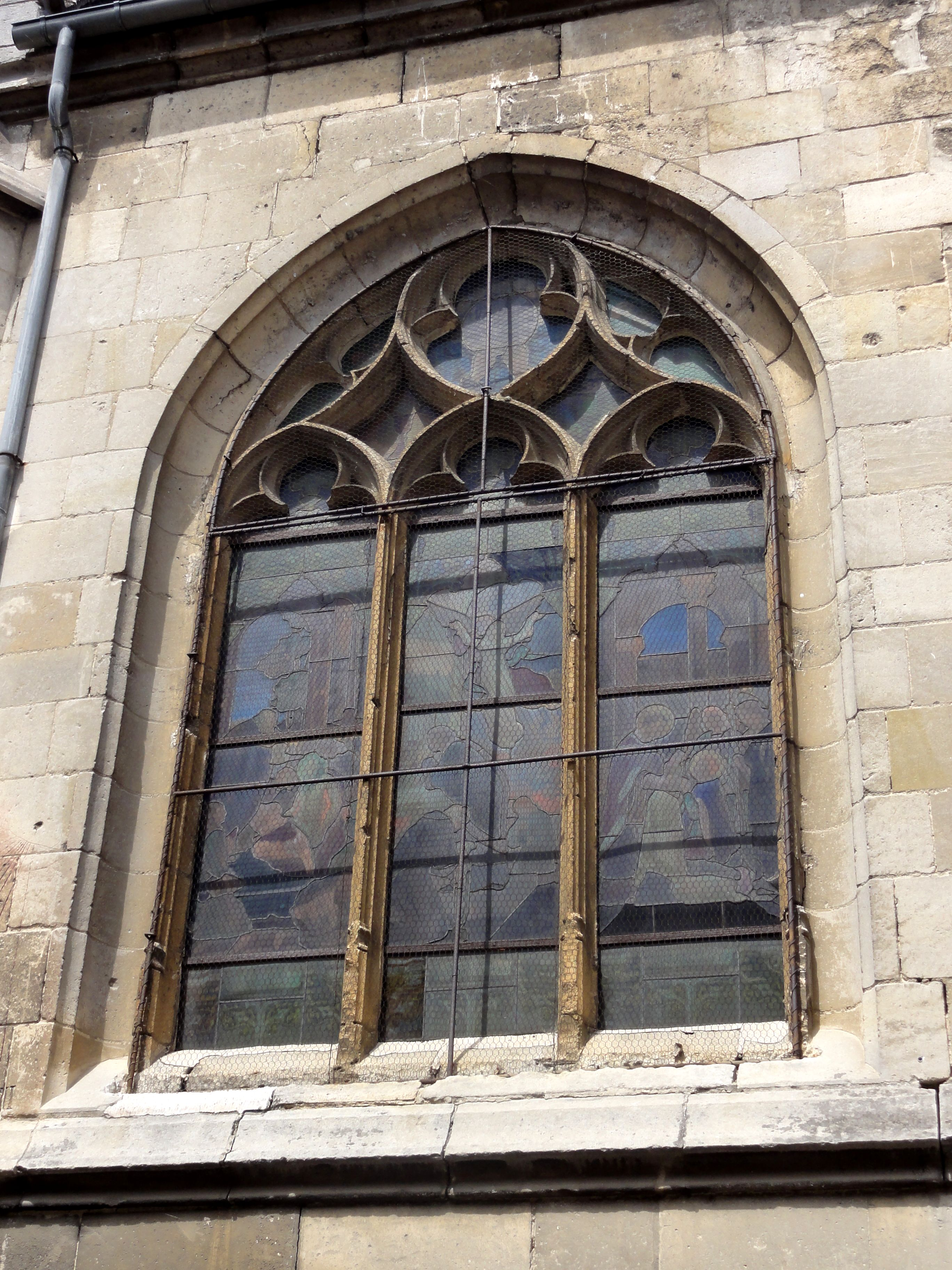
Baie de chevet du collatéral sud du chœur.
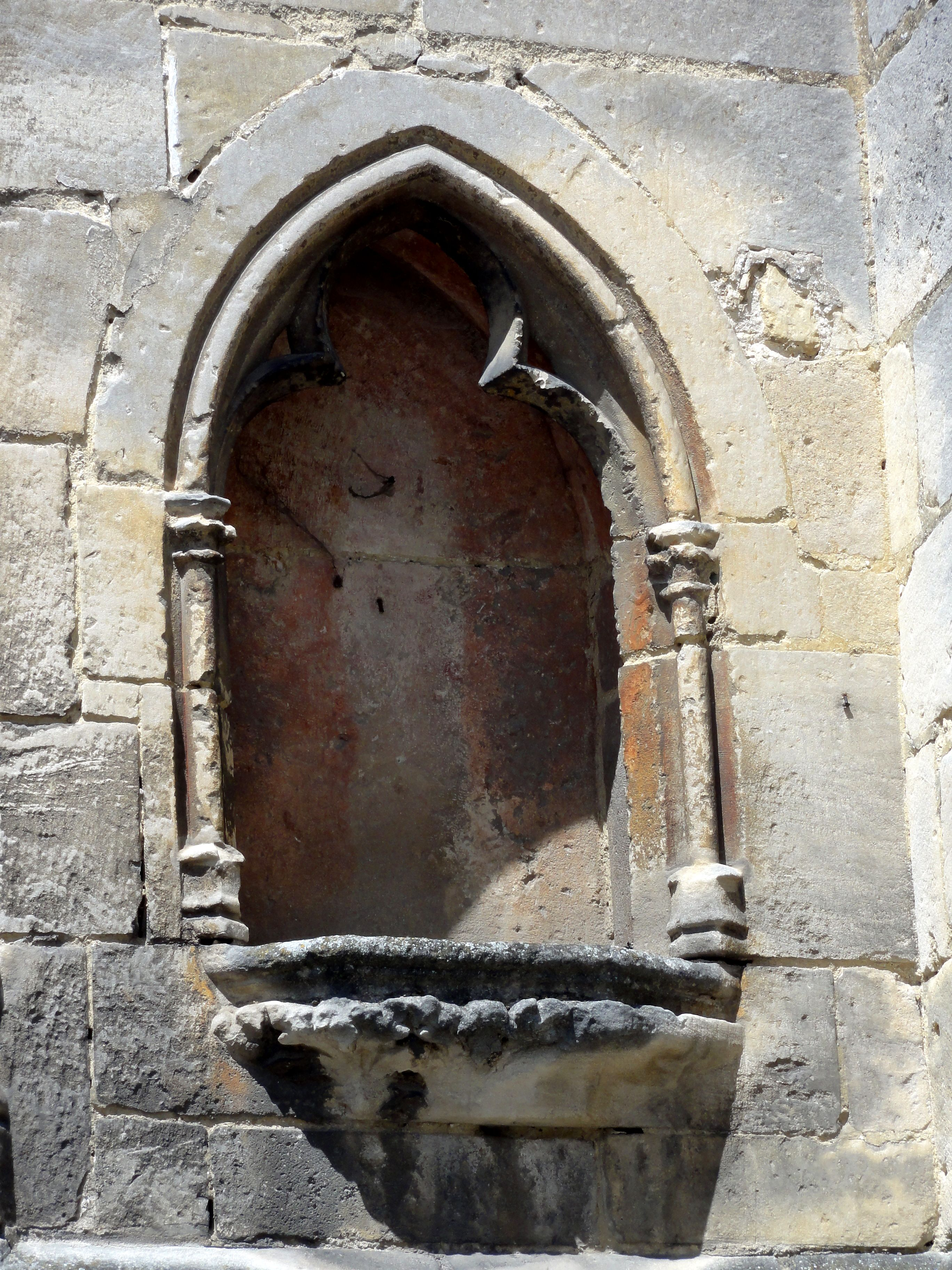
Niche du chevet du collatéral nord.
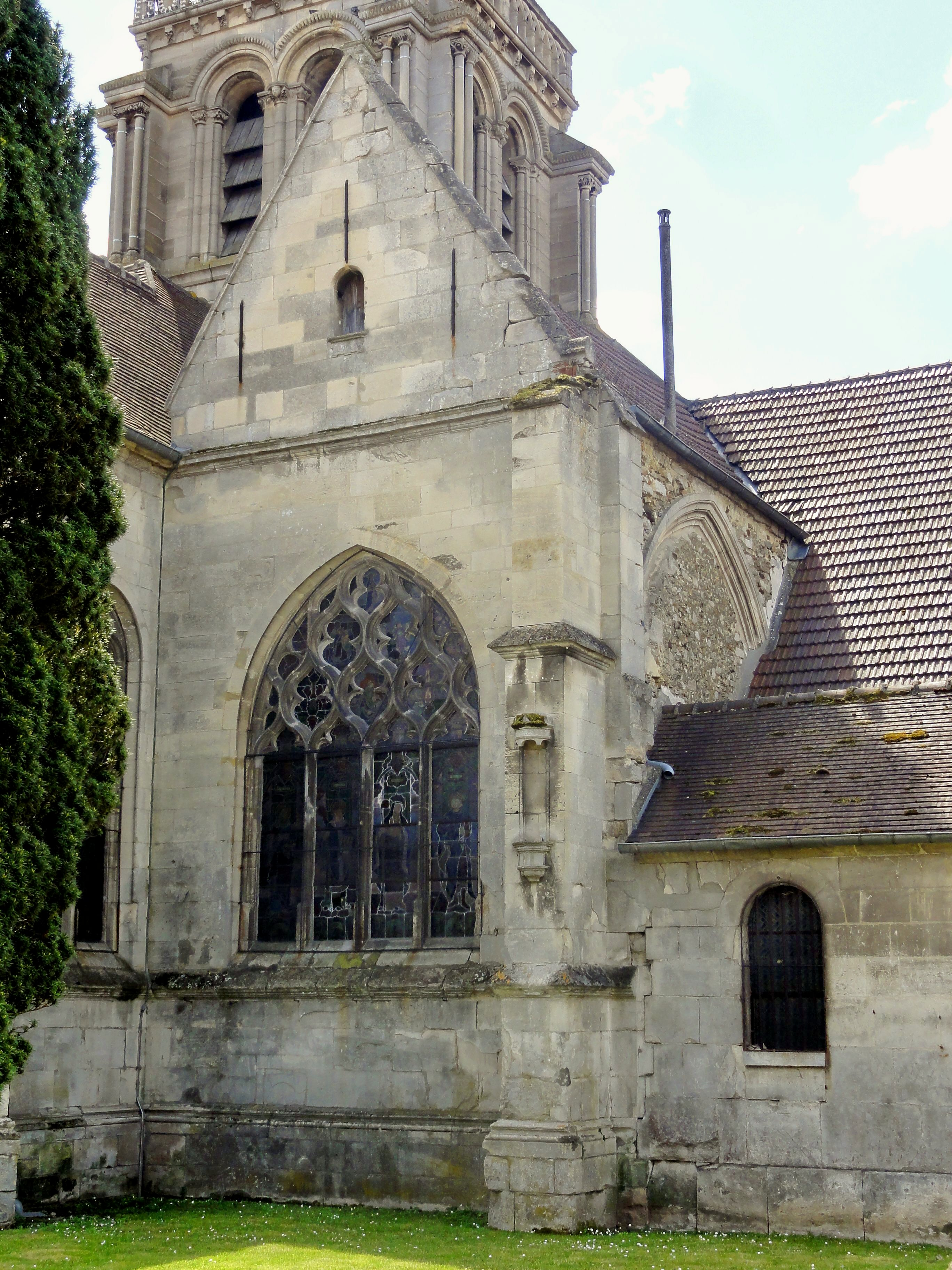
Collatéral au nord de la 4e travée de la nef.

## Mobilier

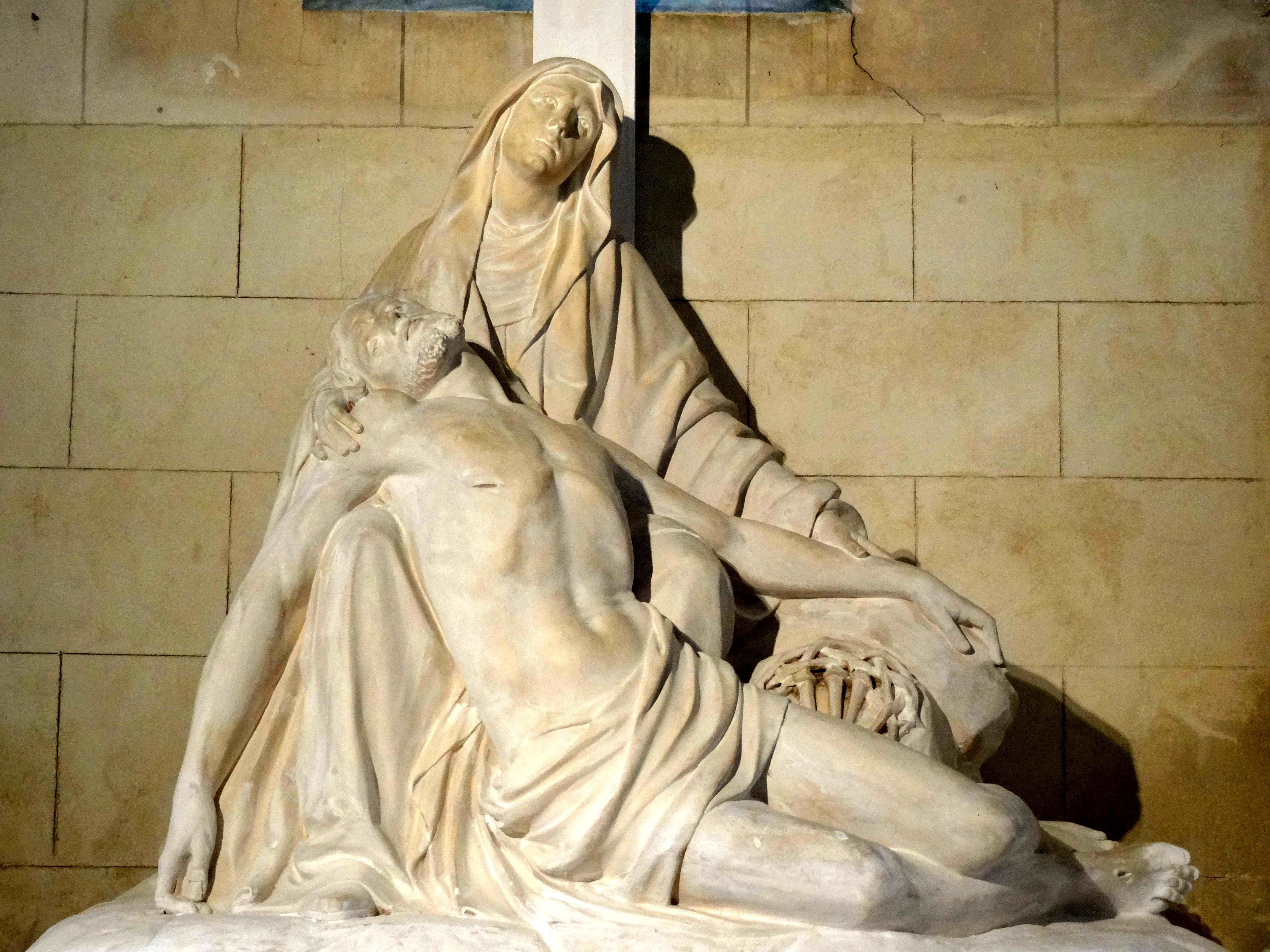
Notre-Dame-des-Sept-Douleurs.

Parmi le mobilier de l'église, deux éléments sont classés monument historique au titre objet. Ils ne sont toutefois pas visibles dans l'église. Il s'agit premièrement d'un tableau peint à l'huile sur toile, représentant Moïse sauvé des eaux ou la fondation de Rome (soit la légende de Romulus et Remus), et peint au XVIIe siècle d'après Pierre de Cortone, et deuxièmement d'une pièce de dentelle représentant Notre-Dame-de-Pitié et datant de 1610. Le classement remonte respectivement à janvier 1913 et septembre 1925,,. Parmi les œuvres d'art religieux exposées dans l'église, seule la grande Pietà au début du bas-côté nord, connue comme Notre-Dame-des-Sept-Douleurs, est digne d'intérêt. Lucien Charton dit que l'on ignore sa provenance, et elle n'a pas encore été datée.